# Всесоюзная пионерская организация имени В. И. Ленина
Всесою́зная пионе́рская организа́ция и́мени В. И. Ле́нина (аббрев. ВПО им. Ле́нина) — массовая добровольная детская коммунистическая организация в СССР. Была образована решением II Всероссийской конференции РКСМ, принявшей 19 мая 1922 года резолюцию «Детское движение». С тех пор 19 мая отмечают День пионерии. С 1922 до 1924 пионерская организация носила имя Спартака и называлась Ю́ными пионе́рами и́мени Спартака́ (аббрев. ЮП), а после смерти Ленина, 21 января 1924 года, получила его имя и стала называться Де́тской коммунисти́ческой организа́цией и́мени В. И. Ле́нина. Руководство деятельностью пионерской организации осуществлял ЦК ВЛКСМ. Организация была членом Международного комитета детских и юношеских организаций (СИМЕА). В БСЭ А. Пинкевичем уточняется, что «коммунистическое детское движение (пионеры) заимствовало у бойскаутизма именно его методы внешней организации, придав, конечно, идеологической стороне всего движения совершенно иной характер».

## История

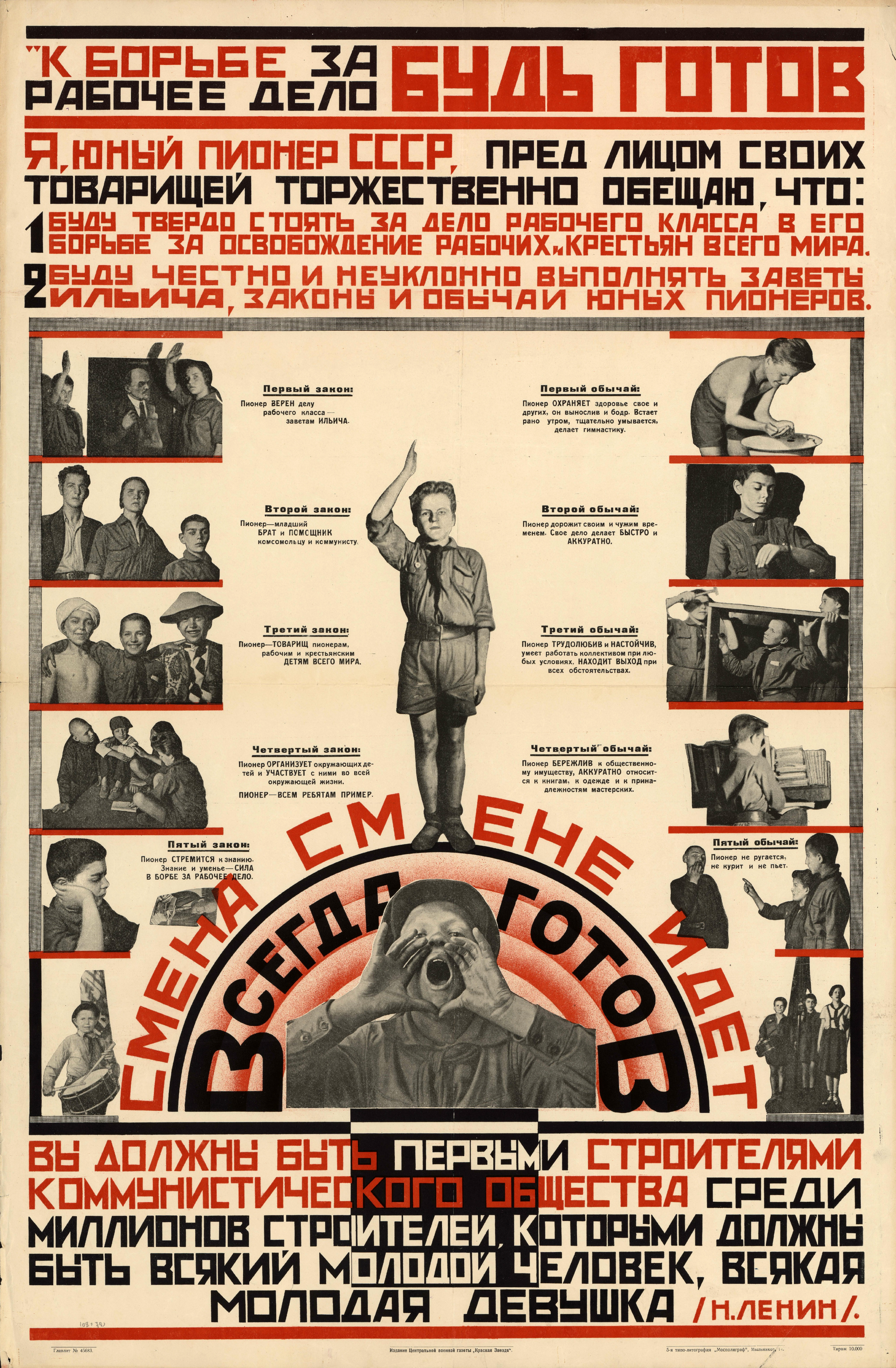
Плакат, посвящённый пионерии, 1925 год

### Истоки пионерского движения
Истоки пионерского движения лежат в российском скаутском движении. На его основе была создана пионерская организация. В условиях наступившей Гражданской войны скауты помогали разыскивать беспризорных детей, организовывали отряды детской милиции и оказывали социальную помощь.
На территориях, контролировавшихся Советской властью, скаутское движение распалось на несколько направлений.
Наконец, в скаутизме возникли просоветские тенденции. Их наиболее видным выразителем был скаутский лидер РСФСР и Дальневосточной республики Иннокентий Жуков (бывший секретарь общества «Русский скаут»), призывавший создать Всемирное рыцарство и Трудовое братство скаутов на базе труда, игры, любви друг к другу и всему миру, призывая к тесному сотрудничеству скаутизма с Комсомолом. Параллельно существовало и течение «юкизма» (ЮК-скауты, ЮКС, «юки», то есть «юные коммунисты-скауты») прямо пытавшееся объединить принципы скаутизма с коммунистической идеологией. Руководили деятельностью Всероссийского союза «ЮКов» организационный «Комитет в память Веры Михайловны Бонч-Бруевич (Величкиной)» и Центральный Совет союза. Общее руководство деятельностью Всероссийского союза «ЮКов» осуществляли Народный Комиссариат здравоохранения РСФСР, Народный Комиссариат просвещения РСФСР и Всеобуч.
На съезде РКСМ 1919 года было принято решение о роспуске скаутских отрядов. Комсомол, видя в скаутах своих соперников, резко отрицательно относился ко всем этим формам и уже в 1919 году объявил им войну.

### Создание

Н. К. Крупская с пионерами, 1929

Одновременно в коммунистических кругах стала ощущаться необходимость создать собственную коммунистическую организацию для работы с детьми. Идея была сформулирована Н. К. Крупской, которая в 20-х числах ноября 1921 года несколько раз в разных местах выступила с докладом «О бойскаутизме» (доклад был вскоре опубликован брошюрой под заглавием «РКСМ и бойскаутизм»), в котором предложила комсомолу взять на вооружение скаутские методы и создать детскую организацию «скаутскую по форме и коммунистическую по содержанию».
Руководители комсомола, крайне негативно относившиеся к скаутизму, первоначально восприняли эти идеи настороженно. Однако после выступления Крупской на бюро ЦК РКСМ (29 ноября) для обсуждения вопроса «о применении скаутизма для воспитания рабочей молодёжи и детей» была создана специальная комиссия. В комиссию был представлен подробный доклад И. Жукова. 10 декабря 1921 года по докладу комиссии было принято положительное решение Бюро и начались поиски конкретных организационных форм.
В начале 1922 года была выдвинута идея о применении скаутских методов не среди комсомольцев, а среди детей и создания детского коммунистического движения (ДКД). И. Жуков предложил для новой организации название «пионеры» (заимствованное из практики пионеринга Сетона-Томпсона). Символы её представляли собой несколько видоизменённую скаутскую символику: красный (вместо зелёного) галстук использовали «юковцы», белая (вместо зелёной) блуза, скаутский девиз «Будь готов!» и скаутский же ответ на него «Всегда готов!». От скаутизма в пионерской организации сохранились игровые формы воспитательной работы с детьми, организация детей по отрядам, институт вожатых, сборы у костра, элементы символики (например, три лепестка лилии скаутского значка в пионерском значке заменили тремя языками пламени костра, три конца, ставшего красным пионерского галстука, стали означать три поколения — пионеры, комсомольцы и коммунисты). Сохранился также скаутский призыв «Будь готов!» с изменением его направленности на борьбу за освобождение рабочих и крестьян всего мира.

Михаил Стремяков

2 февраля 1922 года бюро ЦК РКСМ разослало местным организациям циркулярное письмо о создании детских групп при комсомольских ячейках. 4 февраля соответствующее решение было принято Московским комитетом РКСМ. С этой целью было создано особое бюро, один из членов которого, бывший скаутмастер В. Зорин, 12 февраля организовал детскую группу в I Коммунистическом интернате имени III Интернационала (в Замоскворечье). Отряд, названный по-скаутски «Юные разведчики», вскоре распался и Зорин переключился на организацию детей на заводе «Каучук» (при этом название вновь создаваемых детских групп «юные разведчики» сохранялось вплоть до октября 1922 года). Одновременно, 13 февраля, другой бывший скаутмастер и член РКСМ 19-летний М. Стремяков организовал отряд «юных пионеров» в школе фабрично-заводского ученичества (фабзавуче) имени Н. А. Борщевского при бывшей типографии Машистова на Красной Пресне. Эту последнюю группу обычно считают первым пионерским отрядом (при той же типографии Стремяков в апреле начал издавать пионерский журнал «Барабан», а впоследствии стал первым редактором газеты «Пионерская правда»). 2 марта при ЦК РКСМ было создано временное бюро детских групп с задачей разработать устав, который и был представлен в мае II Всероссийской конференции РКСМ. Принятая 19 мая резолюция гласила: «Принимая во внимание настоятельную необходимость самоорганизации пролетарских детей, Всероссийская конференция поручает ЦК разработать вопрос о детском движении и применении в нём реорганизованной системы „скаутинг“. Учитывая опыт Московской организации, Конференция поставляет распространить этот опыт на тех же основаниях на другие организации РКСМ под руководством ЦК». 22 июня 1922 года было создано Бюро по работе среди детей. 14 сентября 1922 года этот орган получил двойное название «Центральное бюро детских групп-Главквартира юных пионеров». Состоял он из семи человек, членами которого стали И. Жуков, ещё четыре его бывших скаутмастера, а также Н. К. Крупская (наблюдатель от партии) и А. В. Луначарский (наблюдатель от правительства).
На протяжении 1922 года появлялись пионерские отряды в целом ряде городов и селений.
В октябре 1922 года V Всероссийский съезд РКСМ постановил объединить все пионерские отряды в детскую коммунистическую организацию «Юные пионеры имени Спартака».

### Первый пионерский отряд в Петрограде

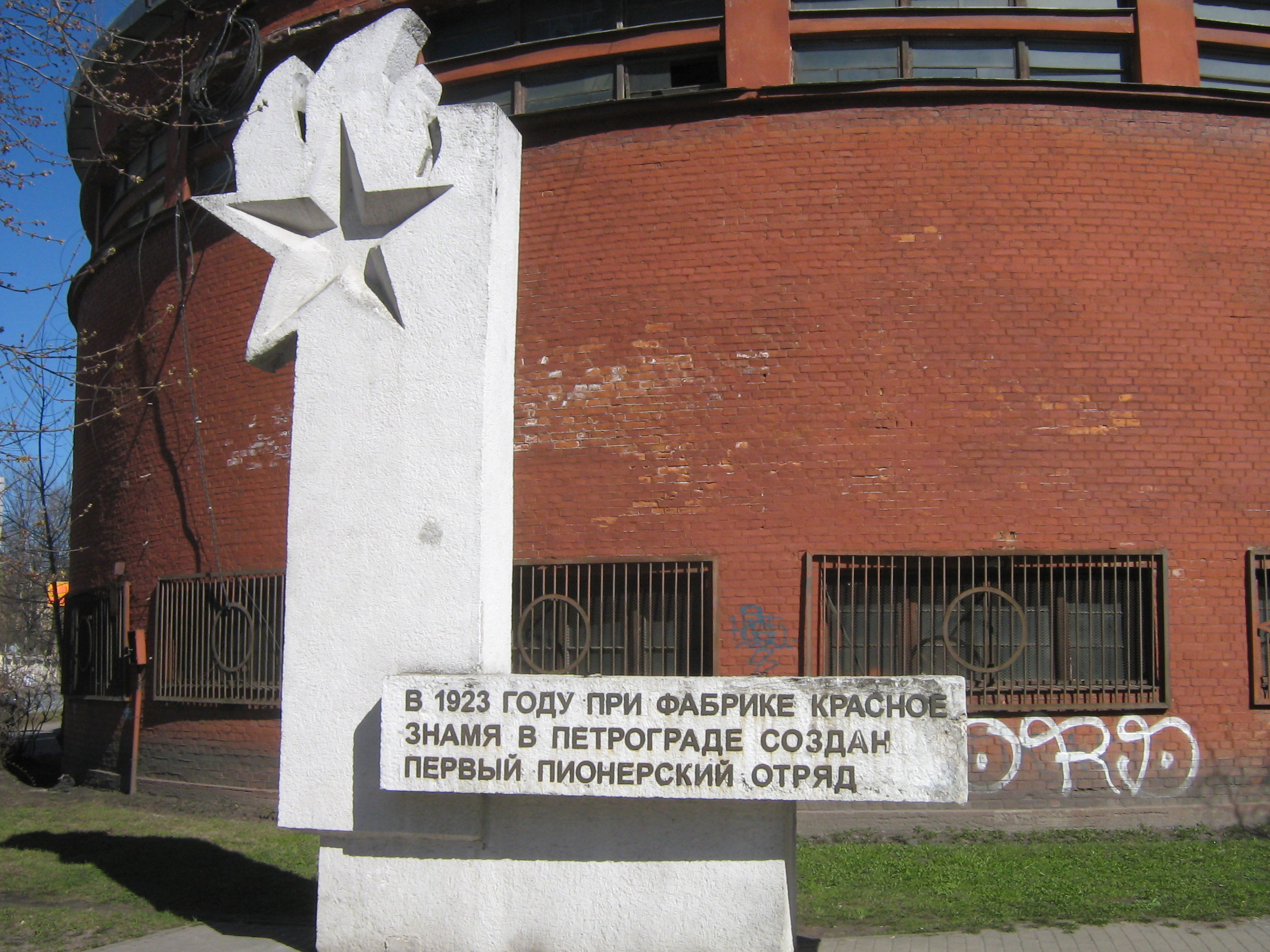
Памятный знак перед фабрикой «Красное знамя»

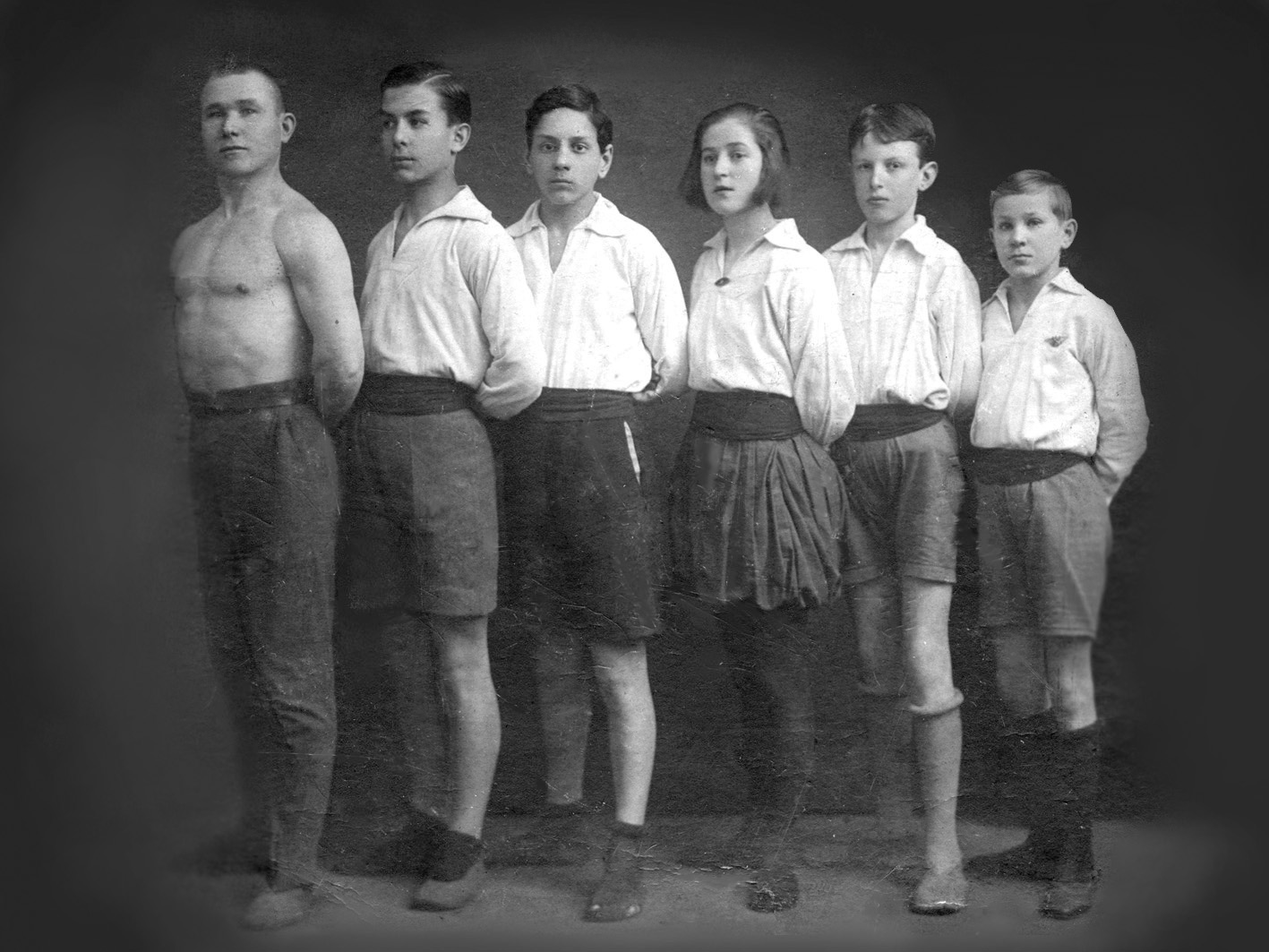
Звено Пионерского отряда имени Спартака, организованное при фабрике «Красное знамя» на спортзанятиях, 1923 год

В начале 1923 года комсомольцами трикотажной фабрики «Красное знамя» был организован первый в Петрограде пионерский отряд. Дата 19 февраля 1923 года, когда состоялся первый сбор пионеров из детей рабочих, была признана официальным днём рождения пионерской организации Петрограда.
Свои сборы пионеры проводили в клубе фабрики, который находился на Большой Гребецкой улице. В честь этого 10 июня 1932 года Большую Гребецкую улицу по просьбе пионерской организации Петрограда переименовали в Пионерскую. Этому же событию посвящён и памятный знак, расположенный около силовой станции фабрики (Пионерская ул., 57а). В самом начале улицы на углу с Большой Пушкарской, перед домом № 2 стоит бетонный памятник-стела с надписью «в честь 50-летия Всесоюзной пионерской организации им. В. И. Ленина. 1972».
На Выборгской стороне пионерский отряд был организован комсомольцем Сергеем Марго. Ещё 4 отряда были созданы из Российского отряда юных разведчиков. Произошло это событие в клубе старой и молодой гвардии (Театральная площадь, дом № 14).

### Объединение пионерских отрядов
23 августа 1923 года создано Центральное бюро юных пионеров на правах отдела ЦК РКСМ. 28 августа 1923 года постановлением Бюро ЦК РКСМ утверждено «Организационное положение детских коммунистических групп юных пионеров имени Спартака».
21 января 1924 года Центральный Комитет комсомола постановил, что пионерская организация, до того называвшаяся «Юные пионеры имени Спартака», в честь В. И. Ленина будет носить его имя. 23 января 1924 года экстренный Пленум ЦК РКСМ принял постановление «О переименовании детских коммунистических групп имени Спартака в детские коммунистические группы имени товарища Ленина». 18 июля 1924 года резолюцией VI Всесоюзного съезда РЛКСМ «Об организационном строительстве деткомгрупп» утверждено название «Детская коммунистическая организация юных пионеров имени Ленина». 4 августа 1924 года ЦК РКП(б) утверждено «Организационное положение детской коммунистической организации юных пионеров имени тов. Ленина».
В марте 1926 года сформировалось окончательное название организации: «Всесоюзная пионерская организация имени В. И. Ленина».

Пионерский отряд во главе со Стремяковым
Пионерская живая газета. Пионерский отряд армянского села на Ставрополье, 1924
Пионерский отряд Новиковского детдома (для детей ссыльных спецпоселенцев). Томская область, между 1930—1936
Линейка в пионерском лагере «Артек», 1925
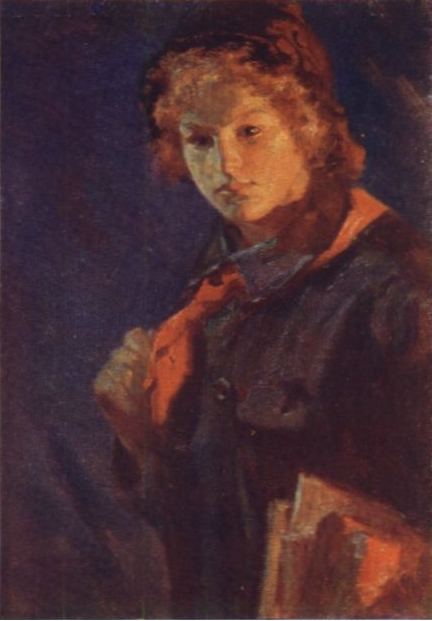
Картина Н. А. Касаткина «За учёбу. Пионерка с книгами», 1925

### Пионеры в 1930-е годы
До 1935 года пионерию курировало Всесоюзное общество старых большевиков, распущенное в том же году.
В первой половине 1930-х годов имелись случаи привлечения пионеров к борьбе с антисоветскими элементами. Такую борьбу пропагандировали как гражданский долг пионера. Образцом пионера был провозглашён Павлик Морозов, который, согласно официальной версии, донёс властям на своего отца (бросившего мать Павлика), помогавшего «кулакам», и выступил против него в суде, после чего следил за «кулаками», укрывавшими хлеб, и доносил на них; за это он был ими убит.

### Пионеры во время Великой Отечественной войны

>Мемориал пионерам героям Великой Отечественной войны близ Тольятти, бывший пионерский лагерь «Алые паруса» (справа налево: Боря Цариков, Марат Казей, Зинаида Портнова, Лёня Голиков, Валя Котик и Володя Дубинин)

15 сентября 1942 года Центральным комитетом ВЛКСМ принято постановление «О работе пионерской организации в условиях войны».
С началом Великой Отечественной войны пионеры стремились во всём помогать взрослым в борьбе с врагом как в тылу, так и на фронте, в партизанских отрядах и подполье. Пионеры становились разведчиками, партизанами, юнгами на военных кораблях, помогали укрывать раненых. За боевые заслуги десятки тысяч пионеров награждены орденами и медалями, четверо посмертно удостоены звания Героя Советского Союза: Лёня Голиков, Зина Портнова, Марат Казей и Валя Котик. Впоследствии погибшие пионеры были внесены в официальный список пионеров-героев.

### В послевоенные годы

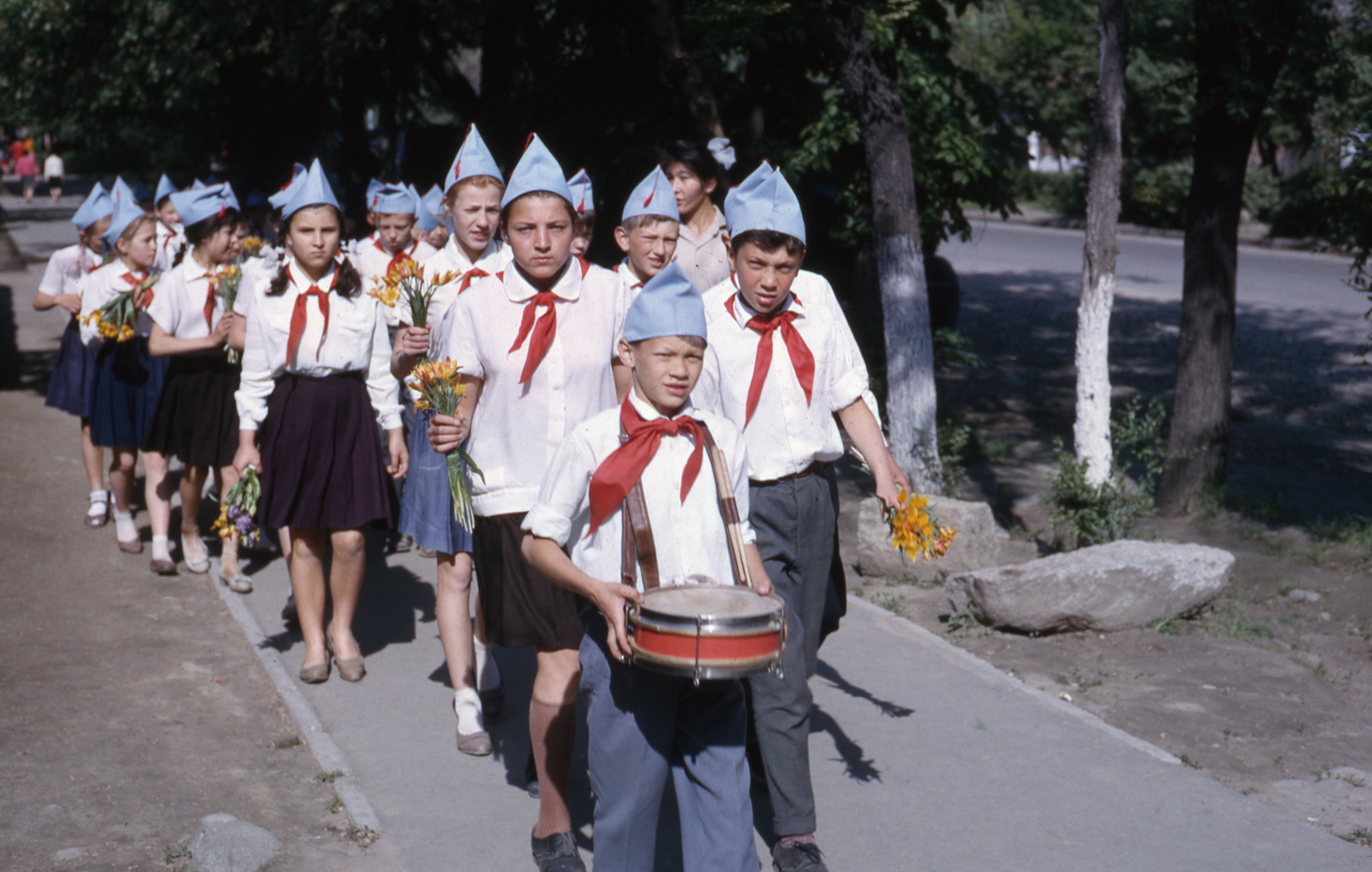
Пионерский отряд, 1964 год

После окончания Великой Отечественной войны пионеры занимались в городах сбором макулатуры и металлолома, посадкой зелёных насаждений, а в сельских районах — выращиванием мелких домашних животных (кроликов, птиц). Лучшие из юных тружеников были отмечены наградами родины. 4 декабря 1935 года Указом Президиума Верховного Совета СССР орденом Ленина была награждена пионерка Мамлакат Нахангова. 11-летняя таджичка перевыполнила норму взрослого человека по сбору хлопка в 7 раз. Орденом «Знак Почёта» были награждены: Ишан Кадыров и Хавахан Атакулова, юные животноводы Алёша Фадеев из Ленинградской области, Барасби Хамгоков из Кабардинской автономной области, Коля Кузьмин из Калининской области, Ваня Чулков из Московской области, Мамед Гасанов из Дагестана, Вася Вознюк с Украины, Буза Шамжанов из Казахстана, Этери Гвинцеладзе — тбилисская пионерка, отличница учёбы. В республиках Средней Азии пионеры выращивали хлопок. Пионеры Турсунали Матказинов и Нателла Челебадзе в 1949 году были удостоены звания Героя Социалистического Труда и награждены медалью «Золотая звезда» и орденом Ленина.
С 1953 по 1956 год (то есть в период после смерти Сталина и вплоть до XX съезда КПСС) в ЦК ВЛКСМ и ЦК КПСС поступали предложения переименовать Всесоюзную пионерскую организацию имени В. И. Ленина во Всесоюзную пионерскую организацию имени В. И. Ленина и И. В. Сталина.
С 1955 года имена лучших пионеров стали заноситься в книгу почёта Всесоюзной пионерской организации имени В. И. Ленина.
13 декабря 1957 года Бюро ЦК ВЛКСМ было утверждено «Положение о Центральном совете Всесоюзной пионерской организации имени В. И. Ленина». 11 сентября 1958 года было опубликовано положение о Всесоюзной пионерской организации имени В. И. Ленина.

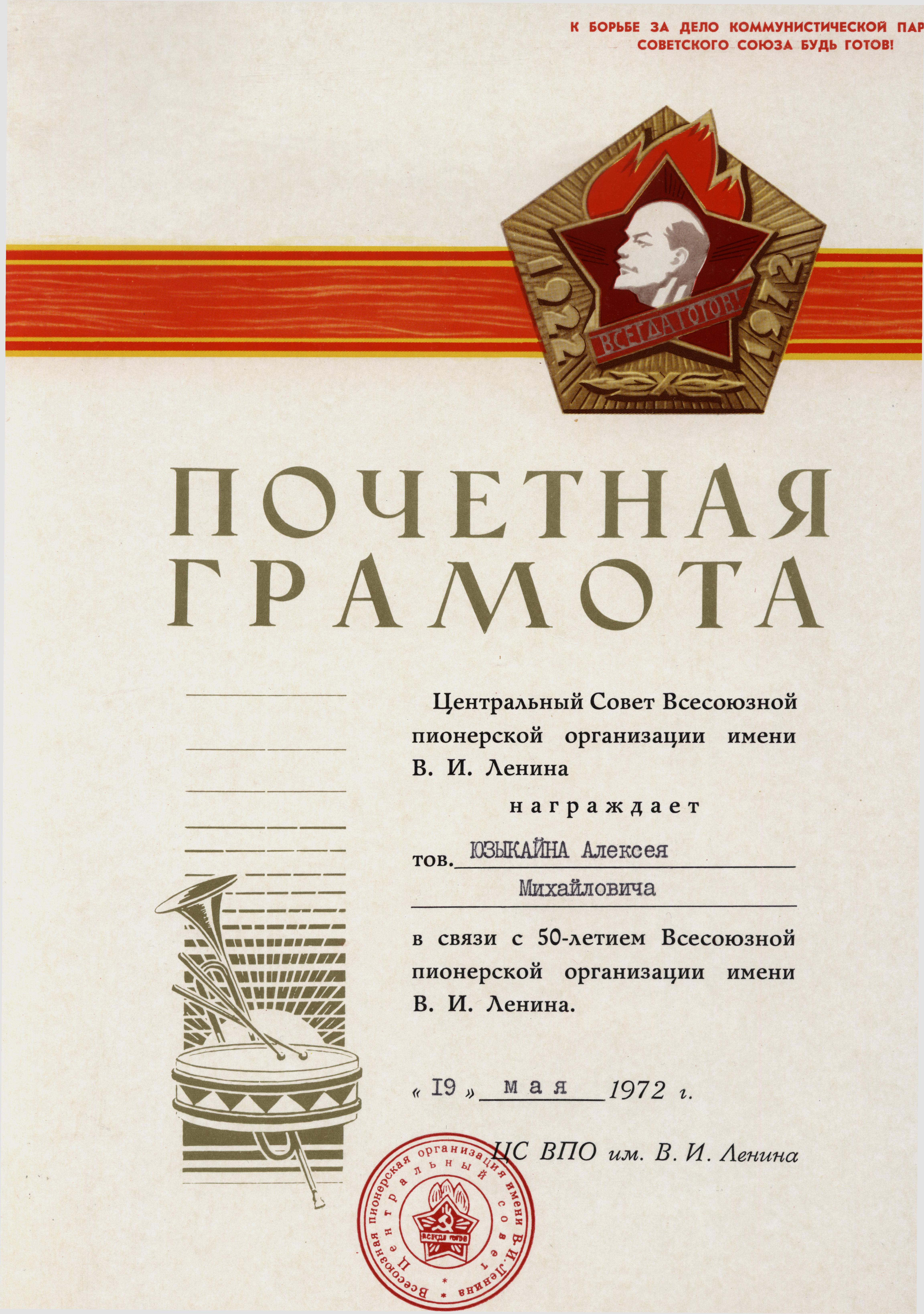
Почётная грамота, которой награждали в день 50-летия пионерской организации

В 1958 году в детской организации были введены 3 ступени роста, на каждой из которых ребятам вручали особый значок. Чтобы перейти на новую ступень, пионер работал по заранее составленному индивидуальному плану. Всю пионерскую работу объединяли в 2-летний пионерский план, который был ориентирован на конкретную помощь взрослым в выполнении 7-летнего плана.
17 мая 1962 года Всесоюзная пионерская организация имени Ленина в связи с 40-летием и за большую работу по коммунистическому воспитанию детей была награждена орденом Ленина. С 1962 года на пионерском значке стали изображать профиль Ленина, что символизирует признание государством заслуг пионерской организации.
В 1972 году «за большую работу по воспитанию детей в духе ленинских заветов и в связи с 50-летием со дня образования» пионерская организация была повторно награждена орденом Ленина.
К 1970 году Всесоюзная пионерская организация объединяла 23 миллиона пионеров в более чем 118 тысячах пионерских дружин.
Начавшаяся в 1986 году перестройка экономической и политической жизни в СССР затронула и пионерскую организацию. 1 октября 1990 года вместо Всесоюзной пионерской организации был образован Союз пионерских организаций — Федерация детских организаций (СПО-ФДО). В этом же году Центральный совет Всесоюзной пионерской организации был переименован в Центральный совет детских и пионерских организаций.
В 1992 году СПО-ФДО был зарегистрирован Министерством юстиции РФ как негосударственная общественная организация, независимая от политических партий и движений. Членами СПО-ФДО являются 79 детских общественных объединений, в том числе из 9 зарубежных стран.

## Идеология

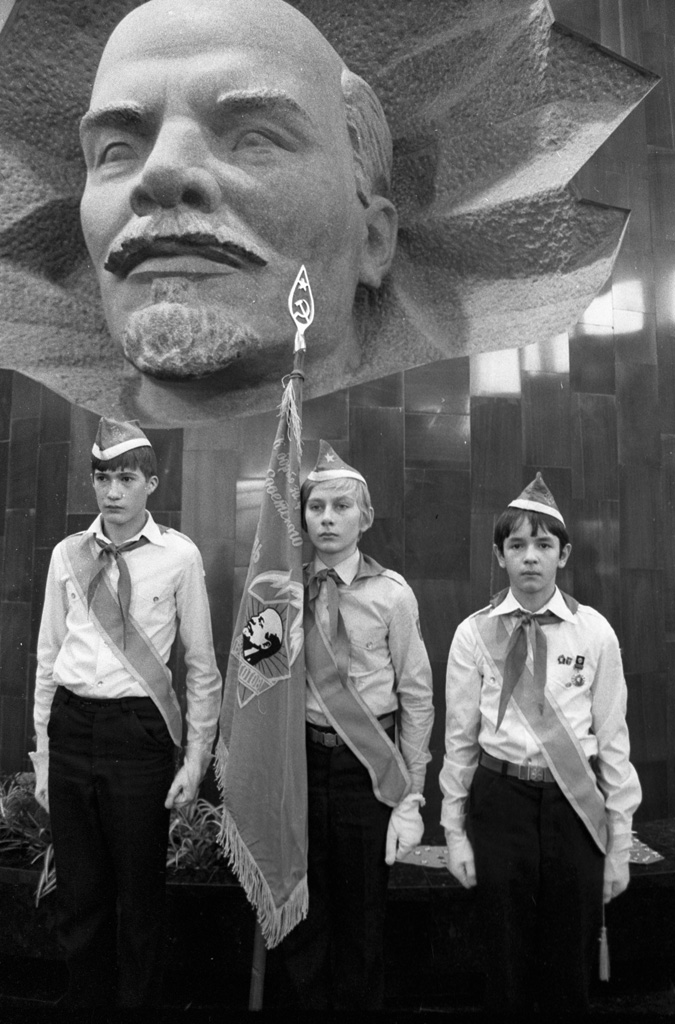
Почётный караул в музее В. И. Ленина, 1984

В соответствии с положением об организации, целью пионерской организации было воспитывать юных борцов за дело Коммунистической партии Советского Союза. Цель была выражена в девизе организации. На призыв «Пионер, к борьбе за дело Коммунистической партии Советского Союза будь готов!» следовал ответ «Всегда готов!». В таком виде девиз существовал с 1954 года, будучи утверждённым в этом году бюро ЦК ВЛКСМ. Ранее в редакции, утверждённой 4 августа 1924 года ЦК РКП(б), призыв звучал как «К борьбе за рабочее дело будь готов!» с точно таким же ответом. Основным лозунгом был «Смена смене идёт».

Пионерская организация воспитывает юных ленинцев в духе коммунистической идейности и преданности советской родине, пролетарского, социалистического интернационализма, сознательного отношения к труду и общественному достоянию, освоению духовной культуры, непримиримости ко всему, что чуждо социалистическому образу жизни.

### Законы пионеров
Редакция 1922 года
- Юный пионер — верен рабочему классу
- Честен, скромен, правдив и не ленив
- Друг и брат всякому другому пионеру и комсомольцу
- Исполнителен
- Трудолюбив, весел и никогда не падает духом
- Бережлив и уважает общеполезный труд[26]

Редакция 1925 года
Законы:
- Пионер — верен делу рабочего класса, заветам Ильича
- Пионер — младший брат и помощник комсомольцу и коммунисту
- Пионер — товарищ пионерам, рабочим и крестьянским детям всего мира
- Пионер организует окружающих детей и участвует с ними во всей окружающей жизни. Пионер — всем ребятам пример
- Пионер стремится к знанию. Знание и умение — сила в борьбе за рабочее дело

Обычаи:
- Пионер охраняет здоровье своё и других, он — вынослив и бодр. Встаёт рано утром, тщательно умывается, делает гимнастику
- Пионер дорожит своим и чужим временем. Своё дело делает быстро и аккуратно
- Пионер — трудолюбив и настойчив, умеет работать коллективом при любых условиях, находит выход при всех обстоятельствах
- Пионер — бережлив к общественному имуществу, аккуратно относится к книгам, к одежде и к принадлежностям мастерских
- Пионер не ругается, не курит и не пьёт

Редакция 1967 года
- Пионер — предан Родине, партии, коммунизму
- Пионер готовится стать комсомольцем
- Пионер держит равнение на героев борьбы и труда
- Пионер чтит память павших борцов и готовится стать защитником родины
- Пионер — настойчив в учении, труде и спорте
- Пионер — честный и верный товарищ, всегда смело стоит за правду
- Пионер — товарищ и вожак октябрят
- Пионер — друг пионерам и детям трудящихся всех стран

Редакция 1986 года
- Пионер — юный строитель коммунизма, трудится и учится для блага родины, готовится стать её защитником
- Пионер — активный борец за мир, друг пионерам и детям трудящихся всех стран
- Пионер равняется на коммунистов, готовится стать комсомольцем, ведёт за собой октябрят
- Пионер дорожит честью своей организации, своими делами и поступками укрепляет её авторитет
- Пионер — надёжный товарищ, уважает старших, заботится о младших, всегда поступает по совести и чести

## Порядок приёма

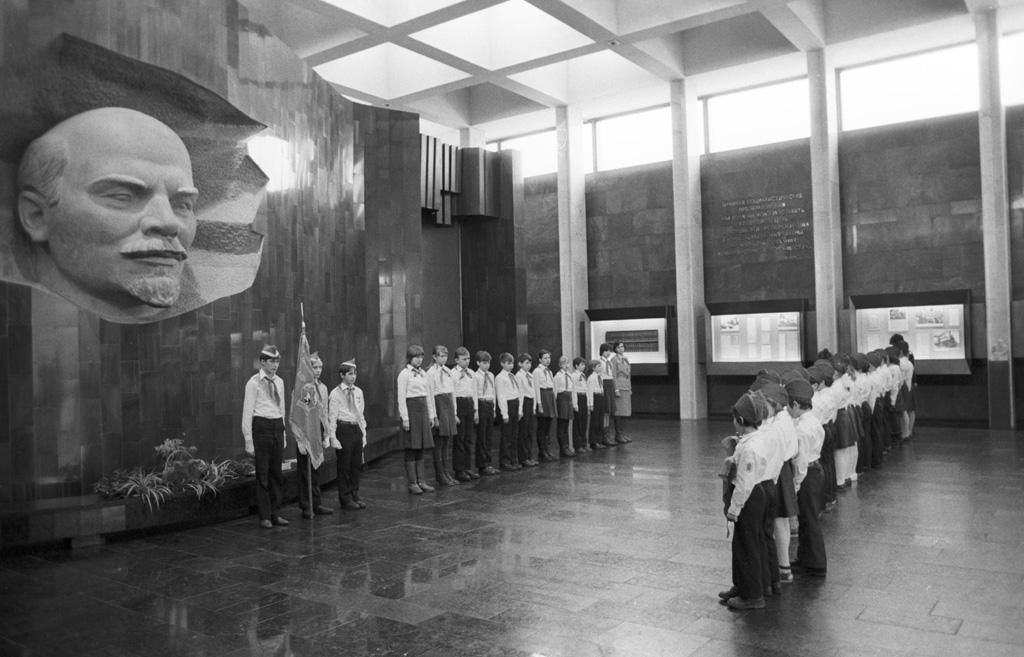
Торжественный приём октябрят в пионеры в павильоне «Траурный поезд В. И. Ленина» (филиал московского музея В. И. Ленина, ныне музей Московской железной дороги), 1984 год

В пионерскую организацию принимали школьников в возрасте от 9 до 14 лет. Формально приём осуществляли на добровольной основе. Приём производили индивидуально, открытым голосованием на сборе пионерского отряда или дружины (если она не делилась на отряды), действовавших в общеобразовательной школе и школе-интернате. Вступивший в пионерскую организацию давал Торжественное обещание пионера Советского Союза на пионерской линейке. Коммунист, комсомолец или старший пионер повязывал ему красный пионерский галстук и прикалывал (вручал) пионерский значок.
Как правило, в пионеры принимали в торжественной обстановке во время коммунистических праздников в памятных историко-революционных местах, например, 22 апреля возле памятника В. И. Ленину.

### Торжественное обещание пионера
«Я, (фамилия, имя), вступая в ряды всесоюзной пионерской организации имени Владимира Ильича Ленина перед лицом своих товарищей торжественно обещаю горячо любить и беречь свою Родину, жить, как завещал великий Ленин, как учит коммунистическая партия, всегда выполнять законы пионеров Советского Союза».
Примечание: до 1986 года было «…горячо любить свою Родину, жить, учиться и бороться, как завещал великий Ленин, как учит коммунистическая партия, всегда выполнять законы пионеров Советского Союза».
Редакция 1922 года

Честным словом обещаю, что:
- Буду верен рабочему классу
- Буду ежедневно помогать своим трудовым собратьям
- Знаю законы пионеров и буду им повиноваться— Комсомол и детское движение (под ред. ЦБЮП при ЦК РЛКСМ). — М.-Л., 1925. С. 32.

Редакция 1923 года

Я — юный пионер СССР, перед лицом своих товарищей торжественно обещаю, что:
- Буду твёрдо стоять за дело рабочего класса в его борьбе за освобождение рабочих и крестьян всего мира
- Буду честно и неуклонно выполнять законы и обычаи юных пионеров— Юный пионер. Сборник лекций, читанных на первых Московских губернских курсах работников детских коммунистических групп тт. В. Зориным, М. Стремяковым, Я. Смоляровым, Л. Котенко. — М., 1924. С. 57.

Редакция 1924 года

Я — юный пионер СССР, перед лицом своих товарищей торжественно обещаю, что:
- Буду твёрдо стоять за дело рабочего класса в его борьбе за освобождение рабочих и крестьян всего мира
- Буду честно и неуклонно выполнять заветы Ильича, законы и обычаи юных пионеров— Памятка юного пионера. — Симферополь, 1925. С. 33.

Редакция 1925 года

Я, юный пионер СССР, пред лицом своих товарищей торжественно обещаю, что:
- Буду твёрдо стоять за дело рабочего класса в его борьбе за освобождение рабочих и крестья всего мира
- Буду честно и неуклонно выполнять заветы Ильича, законы и обычаи юных пионеров— 

Редакция 1928 года

Я — юный пионер СССР, перед лицом товарищей торжественно обещаю, что:
- Буду твёрдо стоять за дело рабочего класса в его борьбе за освобождение трудящихся всего мира
- Буду честно и неуклонно выполнять заветы Ильича — законы ЮП— Положение о детских коммунистических отрядах имени В. И. Ленина.. — Смоленск, 1933. — С. 5.

Редакция 1946 года (утверждена бюро ЦК ВЛКСМ 9 января 1946 г.)

Я, юный пионер Союза Советских Социалистических Республик, перед лицом своих товарищей, обещаю, что буду твердо стоять за дело Ленина-Сталина, за победу коммунизма. Обещаю жить и учиться так, чтобы стать достойным гражданином своей социалистической родины.— Постановления ЦК ВЛКСМ / Ленинградский областной комитет ВЛКСМ. — Л., 1946. Архивировано 26 августа 2022 года.
Редакция 1954 года

Я, юный пионер Советского Союза, перед лицом своих товарищей, торжественно обещаю быть верным заветам Ленина, твёрдо стоять за дело нашей Коммунистической партии, за победу коммунизма. Обещаю жить и учиться так, чтобы стать достойным гражданином своей советской Родины— Торжественное обещание юного пионера // Пионерская правда : газета. — 1954. — 13 апреля (№ 30 (3741)). — С. 1.
.

## Структура

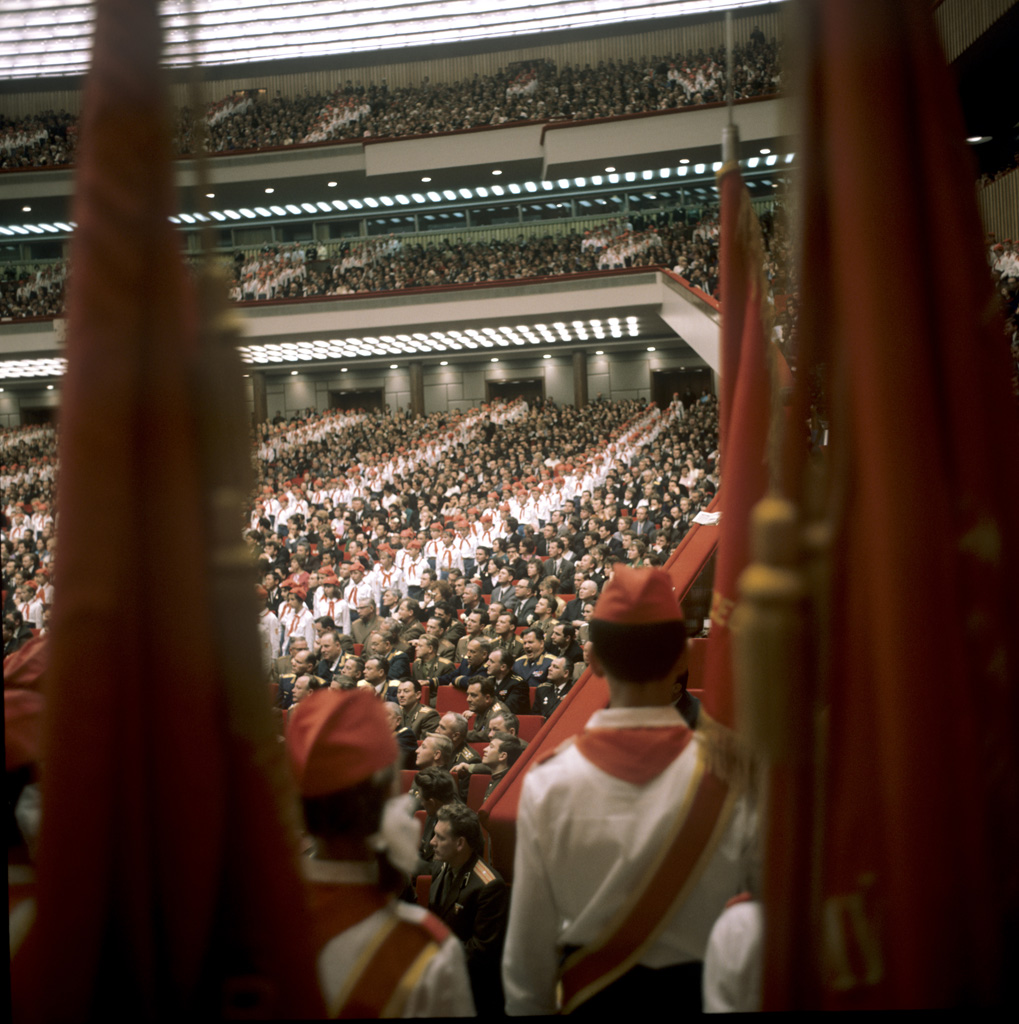
«Пионеры приветствуют комсомольцев».
Торжественный пленум ЦК ВЛКСМ, посвященный 50-летию комсомола, 1968 год

Первоначально пионерские организации создавались местными ячейками РКСМ при предприятиях, учреждениях и в деревнях. Пионерские организации в школах, то есть независимо от места жительства учащихся, в соответствии с «Положением о форпостах в школе» (утверждённым коллегией Народного Комиссариата просвещения РСФСР 25.09.1924 года) стали создаваться с 1924 года под названием «пионерских форпостов». Они объединяли пионеров разных отрядов и использовались с целью организованного проведения пионерского влияния на учащихся и школу в процессе борьбы за «новую школу» (фактически — в установлении коммунистического контроля над школой, в одинаковой степени в отношении учащихся и преподавателей).
В 1929 году началась перестройка организации по школьному принципу (класс — отряд, школа — дружина). Она приняла такие размеры, что ЦК ВКП(б) особым постановлением от 21 апреля 1932 осудило «попытки ликвидировать пионерское движение путём слияния его со школой, а также извращения, пропагандирующие передачу воспитательных функций школы пионерскому движению». Однако никаких результатов это постановление не имело и в конце концов система «класс-отряд», «школа-дружина» была принята повсеместно. 22 августа 1935 года было принято постановление Бюро ЦК ВЛКСМ «О пионерских организациях в школе и перевыборах пионерского актива», в соответствии с которым с момента начала учёбы в школе требовалось укомплектовывать пионерские отряды так, чтобы каждый отряд объединял пионеров — учащихся в параллельных и смежных классах, в количестве не более 50 человек, а все пионерские отряды в школе объединить в единую пионерскую организацию данной школы.
В своём классическом виде Всесоюзная пионерская организация объединяла в СССР республиканские, краевые, областные, окружные, городские, районные пионерские организации. Формально Положение о всесоюзной пионерской организации гласило, что основой организации является дружина, которая создаётся в школах, детских домах и школах-интернатах при наличии не менее 3 пионеров. В дружинах, насчитывающих более 20 пионеров, создаются пионерские отряды, объединяющие не менее 3 пионеров. В детских домах и пионерских лагерях могли создаваться разновозрастные отряды. Отряд, насчитывавший 15 и более пионеров, делится на звенья. Фактически же, как указывалось, пионерские отряды (делившиеся в свою очередь на звенья во главе со звеньевыми) объединяли учеников одного класса, а дружины — учеников одной школы.
Пионерская организация работала также и в летних пионерских лагерях. Пионерскими отрядами на время отдыха становились лагерные отряды, дружиной — все пионерские отряды лагеря.

### Старшие пионеры
В 1982 году структура организации претерпела некоторые изменения — между пионерами и комсомольцами было создано новое звено — старшие пионеры; старшими пионерами стали ученики 7—8-х классов. Внешним отличием было ношение значка, сочетающего элементы комсомольского и пионерского. Теоретически, старшие пионеры должны были продолжать ношение красного галстука, однако многие старались носить «взрослые» галстуки. Институт старших пионеров не имел широкого успеха и распространения.

### Пионерское самоуправление
Высший орган дружины, отряда, звена — пионерский сбор. Сбор отряда принимал школьников в пионерскую организацию, предлагал совету дружины рекомендовать достойных пионеров в ряды ВЛКСМ, планировал работу, оценивал деятельность совета отряда, звеньев, каждого пионера. Сбор дружины избирал совет дружины, сбор отряда — совет отряда, сбор звена — звеньевого. Советы дружины и отрядов выбирали председателя совета дружины и отряда. Во всесоюзной, республиканских, краевых, областных, окружных, городских, районных пионерских организациях формой самоуправления пионеров являлись пионерские слёты, которые проводили раз в 5 лет (всесоюзные и республиканские) или один раз в 2—3 года (краевые, областные, окружные, городские и районные). Городские (районные) советы пионерской организации создавали пионерские штабы из представителей всех пионерских дружин города. В городских штабах собиралась наиболее активная часть пионерской организации, её самая деятельная элита.

### Всесоюзный слёт пионеров
Всесоюзный слёт пионеров представлял собой мероприятие, аналогичное партийным и комсомольским съездам. При этом положение о пионерской организации не рассматривало слёт как высший орган этой организации и даже не содержало требования о проведении слётов.
Всего было проведено 10 слётов:
| Номер | Дата проведения              | Место проведения | Число делегатов |
| ----- | ---------------------------- | ---------------- | --------------- |
| I     | 18—25 августа 1929           | Москва           | 6738            |
| II    | 10—18 июля 1962              | Артек            | 2250            |
| III   | 15 июля — 5 августа 1967     | Артек            | 4054            |
| IV    | 30 июня — 3 июля 1970        | Ленинград        | 1023            |
| V     | 29 июля — 4 августа 1972     | Артек            | 3291            |
| VI    | 1—4 августа 1974             | Артек            | 3270            |
| VII   | 11—14 августа 1976           | Артек            | 3265            |
| VIII  | 18—21 мая 1981               | Москва           | 924             |
| IX    | 28—31 августа 1987           | Артек            | 2500            |
| X     | 25 сентября — 1 октября 1990 | Артек            | 3253            |

## Руководство
Всесоюзная пионерская организация руководилась Всесоюзным Ленинским Коммунистическим Союзом Молодёжи (ВЛКСМ), который в свою очередь контролировался КПСС. Все советы пионерских организаций работали под руководством соответствующих комитетов комсомола. Съезды и конференции комсомола заслушивали отчёты советов пионерских организаций, давали оценку их деятельности. Председателей, заместителей и секретарей советов пионерских организаций от Центрального до районного утверждали Пленумы соответствующих комитетов комсомола.
Базой организационно-массовой и инструктивно-методической работы с пионерами и пионерскими кадрами были многочисленные Дворцы и Дома пионеров и школьников, другие внешкольные учреждения. Районные и городские комитеты комсомола обеспечивали пионерские дружины кадрами старших пионерских вожатых, осуществляли их подбор, расстановку, повышение квалификации и воспитание. Первичные комсомольские организации направляли в пионерские дружины отрядных вожатых, подбирали руководителей кружков, клубов, секций, других объединений по интересам, помогали им в организации жизни пионерских коллективов.

### Лидеры пионерского движения СССР
| #  | Фото | ФИО                                              | В должности         | В должности        | Должность |
| #  | Фото | ФИО                                              | Начало              | Окончание          | Должность |
| -- | ---- | ------------------------------------------------ | ------------------- | ------------------ | --- |
| 1  |      | Оскар Тарханов (1901—1938)                       | март 1922 год       | июнь 1922 год      | Идеолог пионерского движения. Возглавлял Временное бюро по детскому движению ЦК РКСМ. Автор резолюции «Детское движение», принятой 2-й Всероссийской конференцией РКСМ 19 мая 1922 г. |
| 2  |      | Николай Чаплин (1902—1938)                       | 21 июня 1922        | 14 сентября 1922   | Председатель Бюро по работе среди детей при ЦК РКСМ |
| 3  |      | Оскар Тарханов (1901—1938)                       | сентябрь 1922 года  | июнь 1923 года     | Председатель Центрального бюро детских групп при ЦК РКСМ |
| 4  |      | Василий Васютин (1900—1979)                      | 4 сентября 1923     | 3 июня 1924        | Председатель Центрального бюро юных пионеров при ЦК РКСМ |
| 5  |      | Елизавета Теремякина (1900—1986)                 | 3 июня 1924         | 5 февраля 1926     | Председатель Центрального бюро юных пионеров при ЦК РЛКСМ |
| 6  |      | Ольга Максина (1903—1938)                        | март 1926 года      | июль 1927 года     | Председатель Центрального бюро юных пионеров при ЦК ВЛКСМ |
| 7  |      | Сергей Салтанов (1904—1937)                      | 1927 год            | 1928 год           | Председатель Центрального бюро детской коммунистической организации при ЦК ВЛКСМ |
| 8  |      | Анна Северьянова (1908—1969)                     | 17 мая 1928         | 16 января 1931     | Председатель Центрального бюро детской коммунистической организации при ЦК ВЛКСМ |
| 9  |      | Андреева (Алексеева) Татьяна Васильевна (1903—?) | 26 января 1931      | 13 декабря 1931    | Председатель Центрального бюро детской коммунистической организации при ЦК ВЛКСМ |
| 10 |      | Валентин Золотухин (1907—1976)                   | 1931 год            | 1935 год           | Председатель Центрального бюро детской коммунистической организации при ЦК ВЛКСМ |
| 11 |      | Мускин Василий Антонович (1908—1938)             | 5 апреля 1935       | 5 мая 1937         | Зав. отделом пионеров ЦК ВЛКСМ |
| 12 |      | Козодеров Фёдор Павлович                         | май 1937 года       | август 1937 года   | Зав. отделом пионеров ЦК ВЛКСМ |
| 13 |      | Волкова Евдокия Петровна                         | август 1937 года    | июнь 1939 года     | Зав. отделом пионеров ЦК ВЛКСМ |
| 14 |      | Романов Николай Николаевич (1913—1993)           | 31 августа 1939 год | 21 ноября 1947 год | Секретарь ЦК ВЛКСМ по работе среди школьной молодёжи и пионеров |
| 15 |      | Тамара Ершова (1920—1956)                        | 1947 год            | 1952 год           | Секретарь ЦК ВЛКСМ по работе среди школьной молодёжи и пионеров |
| 16 |      | Зоя Туманова (1922—2000)                         | 1952 год            | 1958 год           | Секретарь ЦК ВЛКСМ по работе среди школьной молодёжи и пионеров Председатель Центрального совета Всесоюзной пионерской организации имени Ленина при ЦК ВЛКСМ |
| 17 |      | Любовь Балясная (27.08.1927—2021)                | 1958 год            | 1964 год           | Председатель Центрального совета Всесоюзной пионерской организации имени Ленина при ЦК ВЛКСМ |
| 18 |      | Роза Курбатова (1928—2021)                       | 1964 год            | 1966 год           | Председатель Центрального совета Всесоюзной пионерской организации имени Ленина при ЦК ВЛКСМ |
| 19 |      | Тамара Куценко (1934—2019)                       | 1966 год            | 1971 год           | Председатель Центрального совета Всесоюзной пионерской организации имени Ленина при ЦК ВЛКСМ |
| 20 |      | Алевтина Федулова (род. 1940)                    | 1971 год            | 1983 год           | Председатель Центрального совета Всесоюзной пионерской организации имени Ленина при ЦК ВЛКСМ |
| 21 |      | Людмила Шевцова (1949—2014)                      | 1983 год            | 1986 год           | Председатель Центрального совета Всесоюзной пионерской организации имени Ленина при ЦК ВЛКСМ |
| 22 |      | Игорь Никитин (род. 1951)                        | 1986 год            | 1990 год           | Председатель Центрального совета Всесоюзной пионерской организации имени Ленина при ЦК ВЛКСМ. Инициатор либеральных реформ в пионерском движении и отделения её из контроля комсомола, в 1990 году инициатор проведения в Артеке X Всесоюзного пионерского слёта по созданию альтернативного «Союза пионерских организаций СССР» |
| 23 |      | Елена Чепурных (род. 1955)                       | 1990 год            | 1991 год           | И. о. председателя, заместитель председателя Центрального совета Всесоюзной пионерской организации имени Ленина при ЦК ВЛКСМ, председатель Союза пионерских организаций — Федерации детских организаций СССР. |

## Численность
| Год  | Пионеров   | Дружин  |
| ---- | ---------- | ------- |
| 1957 | 12 582 083 | 182 458 |
| 1958 | 13 098 482 | 183 260 |
| 1959 | 13 266 547 | 178 826 |
| 1960 | 14 513 077 | 170 968 |
| 1961 | 16 632 855 | 167 512 |
| 1962 | 18 535 650 | 159 052 |
| 1963 | 18 820 879 | 148 721 |
| 1967 | 22 022 325 | 117 509 |
| 1968 | 22 648 371 | 124 864 |
| 1969 | 23 170 434 | 125 713 |
| 1970 | 23 261 018 | 117 955 |
| 1972 | 23 514 454 | 111 756 |
| 1974 | 23 523 380 | 105 011 |

| Год  | Пионеров   | Дружин  |
| ---- | ---------- | ------- |
| 1979 | 19 187 843 | 100 001 |
| 1980 | 18 702 600 | 100 360 |
| 1982 | 18 970 482 | 100 580 |

## Деятельность

### Всесоюзные соревнования, смотры, экспедиции и марши
30 марта 1956 года газета «Пионерская правда» и Центральная детская экскурсионно-туристская станция объявили о проведении Всесоюзной экспедиции пионеров и школьников 1956—1957 годов, посвящённой 40-летию Великого Октября.
2 октября 1960 года, в день сорокалетия выступления В. И. Ленина перед молодёжью на III Всероссийском съезде комсомола, был дан старт пионерской двухлетке «Пионеры — Родине!» и Всесоюзному смотру пионерских дружин «Учиться жить и работать по-коммунистически» (1960—1962).
2 октября 1962 года дан старт Всесоюзного соревнования на лучший пионерский отряд «Имя Ленина — в сердце каждом! Верность партии — делом докажем!»(1962—1964).
В 1964—1967 годах проводился всесоюзный смотр пионерских дружин и пионерских отрядов «Сияйте, Ленинские звёзды!», посвящённый 50-летию Октябрьской революции, включавший следующие направления:
- «Ленинская вахта труда»
- «Поход боевой славы»
- «Пионерский марш мира и дружбы»
- Экспедиция «По ленинским заветам»
- «Турнир смекалистых»
- Рейд непримиримых
- «Эстафета искусств»
- «Малая олимпиада пяти колец»[40][41]

В 1967—1970 годах проходила всесоюзная экспедиция пионеров «Заветам Ленина верны!», посвящённая 100-летию со дня рождения В. И. Ленина.
«Всесоюзный марш пионерских отрядов» — комплексная программа, действовавшая во Всесоюзной пионерской организации около 17 лет, состоявшая из этапов:
1. Всесоюзный марш пионерских отрядов под девизом «Всегда готов!» (1970—1974 гг., был объявлен в июне 1970 года на проходившем в Ленинграде IV Всесоюзном слёте пионеров). Марш включал в себя 10 маршрутов:

- маршрут «Пионер — всем ребятам пример»
- маршрут «В страну знаний»
- маршрут «Моё отечество — СССР»
- маршрут «Равнение на пионерское знамя»
- маршрут «Мир и солидарность»
- маршрут «Сильные, смелые, ловкие»
- маршрут «Звёздочка»
- маршрут «Тимуровец»
- маршрут «В мир прекрасного»
- маршрут «Пионерстрой»

1. Всесоюзный марш пионерских отрядов «Салют, Победа!» (1974—1975).
2. Всесоюзный марш пионерских отрядов «Берём с коммунистов пример!» (1975—1976).
3. Всесоюзный марш пионерских отрядов «Идём дорогой Ленина, доро́гой Октября!» (1976—1977).
4. Всесоюзный марш пионерских отрядов «Мы верная смена твоя, комсомол!» (1977—1978).
5. Всесоюзный марш пионерских отрядов «Пионеры всей страны делу Ленина верны!» (1979—1982).
6. Всесоюзный марш пионерских отрядов «Мы дружбой ленинской сильны!» (1982—1983).
7. Всесоюзный марш пионерских отрядов «Имя Ленина в сердце каждом, верность партии делом докажем!» (1983—1984).
8. Всесоюзный марш пионерских отрядов «Салют, Победа!» (1984—1985)[44].

### Юннатские операции пионеров

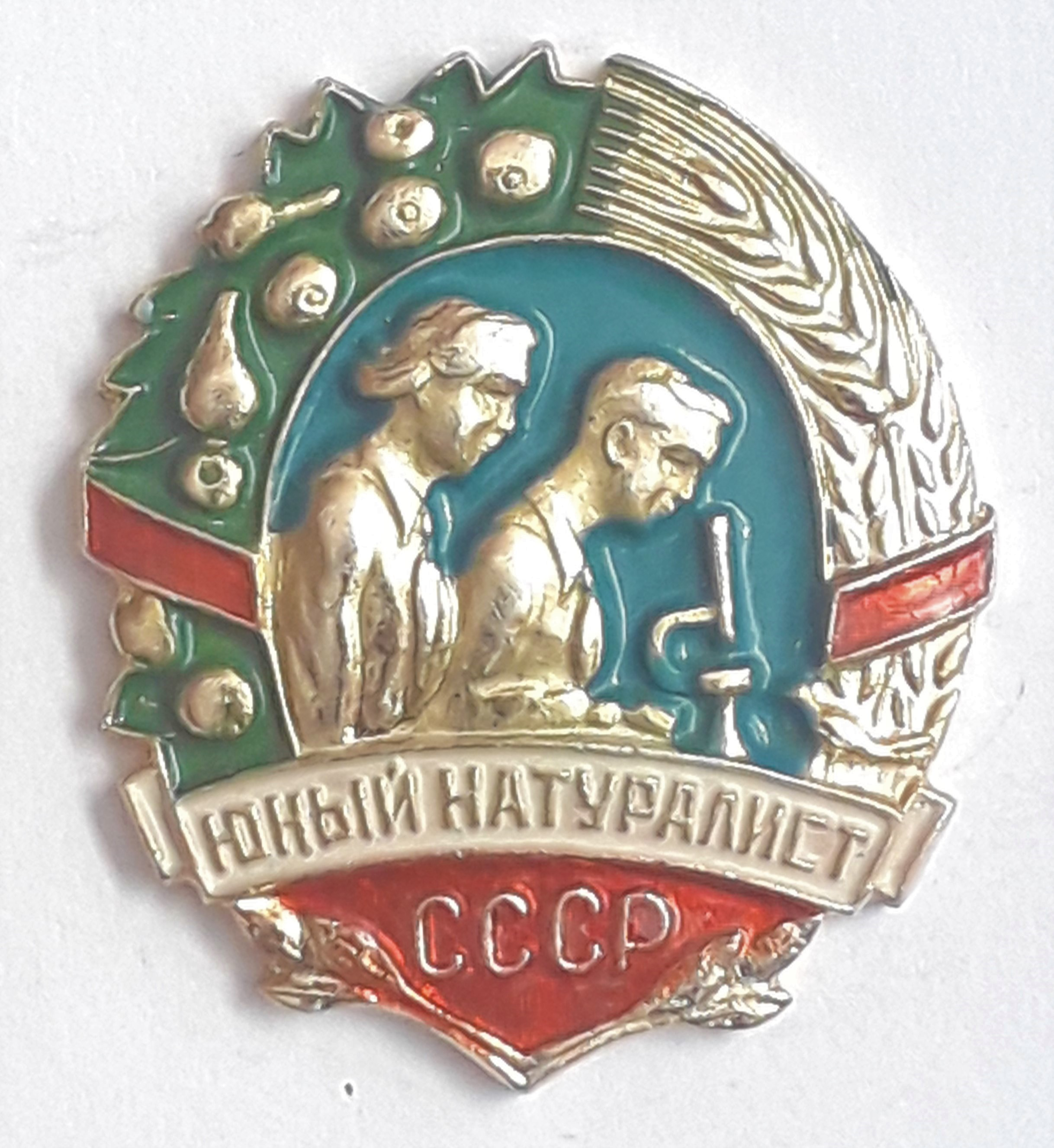
Значок юный натуралист СССР

- «Всесоюзный конкурс юных садоводов» (1954 год)[45][[{{{1}}}|?]].
- "Всесоюзный конкурс по сбору ягод, грибов, плодов, лекарственных растений на призы газеты «Пионерская правда»[46].
- «Живое серебро» — участники этой операции, члены голубых патрулей, занимались спасением весной рыбной молоди, создавали искусственные нерестилища, следили за чистотой водоёмов, вели борьбу с браконьерством. Организатором операции стал журнал «Пионер».
- «Зелёный наряд отчизны» — инициатива о проведении впервые появилась на страницах журнала «Юный натуралист», затем стала всесоюзной пионерской. Операция состояла из нескольких этапов, среди которых:
  - «Школа—сад» — юннаты озеленяли пришкольные участки
  - «Крылатое семечко» — пионерские отряды и дружины обменивались семенами и саженцами
  - «Школам-новостройкам — зелёный убор!» — пионеры помогали озеленять новые школы
  - «Тенистые улицы» — пионеры высаживали деревья, разбивали цветники на близлежащих улицах и проспектах
  - «Цветы Ильичу» — пионеры выращивали ко дню рождения В. И. Ленина цветы в школьных теплицах и возлагали их 22 апреля у памятников великому вождю
  - «Живой костёр славы» — этап операции, в ходе которого пионеры брали шефство над мемориальными памятниками героям гражданской и Великой Отечественной войн
  - «Вырастим парки и рощи ценных пород деревьев!» — юные друзья природы в школах создавали дендропарки, брали на учёт редкие и ценные деревья в округе

В 1978 году участники операции «Зелёный наряд отчизны» в честь 60-летия ВЛКСМ создали «Зелёное кольцо комсомольской славы» в местах, связанных с историей комсомола. Комсомольцы и пионеры разбивали парки, скверы, аллеи, цветники, озеленяли города, рождение которых было связано с трудовой славой ВЛКСМ.
- «Парк Победы» — операция, состоявшаяся в 1980 г. и приуроченная к 35-летию советского народа в Великой Отечественной войне. В ходе её проведения пионеры и комсомольцы посадили деревья памяти в честь погибших советских воинов.
- «Зёрнышко» — операция, объявленная[когда?] Центральным Советом ВПО и входившая в маршрут «Пионерстрой» Всесоюзного марша пионерских отрядов. Во время уборки урожая на полях колхозов и совхозов пионеры следили, чтобы не сыпалось зерно сквозь щели кузовов машин, чтобы чистой была стерня и не оставалось несжатых колосков, чтобы не пропало даром ни грамма хлеба. Начавшись с заботы о хлебных нивах, операция затем приобрела иное содержание, борьба за высокие урожаи хлопка и винограда, свёклы и льна, кукурузы, овощей.
- «Малым рекам — полноводность и чистоту» — операция, объявленная ЦК ВЛКСМ. Пионеры и комсомольцы исследовали малые реки, их притоки и ручейки, следили, чтобы промышленные предприятия, колхозы и совхозы не загрязняли их сточными водами. Участники операции устраивали на речках плотины, поднимая уровень воды, сажали по берегам деревья и кустарники.
- «Муравей» — операция, проводившаяся Всероссийским обществом охраны природы и Министерством лесного хозяйства РСФСР, в ней участвовали участники школьных лесничеств и отрядов зелёных патрулей. Они отыскивали в лесу муравейники, брали их под охрану, расселяли муравьёв в другие места.
- «Подснежник» — операция, объявленная [когда?] журналом «Пионер». В окрестностях многих промышленных городов начали исчезать привычные растения[когда?]: пролески, сон-трава, морозник, фиалка удивительная. Эти первоцветы постепенно становились редкими, некоторые из них были занесены в Красную книгу и участники операции брали первоцветы под охрану.
- «Родничок» — операция, объявленная Всероссийским обществом охраны природы и Центральным Советом ВПО. Пионеры разыскивали родники, наносили их на карты, благоустраивали и брали под охрану.

### Другие основные виды деятельности
- Сбор макулатуры
- Сбор металлолома
- Смотр строя и песни
- Помощь пенсионерам (тимуровское движение)
- Клуб юных космонавтов[47]
- Всесоюзная пионерская флотилия[48]
- Военно-спортивная игра «Зарница»
- Всесоюзные соревнования дворовых команд по футболу на приз клуба «Кожаный мяч»
- Всесоюзные соревнования дворовых команд по хоккею с шайбой на приз клуба «Золотая шайба»
- Всесоюзные соревнования дворовых команд по хоккею с мячом на приз клуба «Плетёный мяч»
- Соревнования пионеров социалистических стран по легкоатлетическому четырёхборью «Дружба» (программа соревнований: бег на 60 м, прыжки в длину и высоту, метание теннисного мяча на дальность)
- Всесоюзные соревнования по лыжным гонкам на призы газеты «Пионерская правда» (дистанции: 1 км, 2 км, 3 км)
- Всесоюзные соревнования «Серебряные коньки» на призы газеты «Пионерская правда» (дистанции: 100 м, 200 м, 300 м)
- Всесоюзные соревнования на призы клуба «Нептун»
- Соревнования по подвижным играм и эстафетам на приз клуба «Веселые старты»
- Соревнования Всесоюзных пионерских игр по шахматам на призы клуба «Белая ладья»
- Соревнования Всесоюзных пионерских игр на призы клуба «Чудо-шашки»
- Всесоюзные пионерские соревнования по картингу
- Всесоюзные соревнования по ракетному моделизму
- Всесоюзные соревнования юных самбистов на призы газеты «Пионерская правда»
- Всероссийские туристские соревнования пионеров и школьников
- Командная игра с мячом Пионербол (упрощённый вариант волейбола)
- Командная игра с мячом «Снайпер» (сходна с игрой «Вышибалы»)
- Юные помощники инспекторов дорожного движения (движение «ЮИД»)
- Юношеские добровольные пожарные дружины (движение «ЮДПД»)
- Всесоюзная игра-викторина среди пионерских дружин «Светофор» (проводилась редакцией газеты «Пионерская правда» совместно с Министерством внутренних дел СССР)[49]
- «Голубой патруль» (охрана водных ресурсов) и «Зелёный патруль» (охрана лесов)
- Всесоюзный конкурс юных техников «Космос»
- Юные натуралисты
- Занятия в спортивных кружках и секциях
- Выращивание служебных коней и собак (в 1930-е)

Значки-награды в пионерских соревнованиях
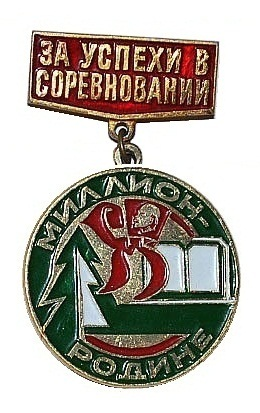
За успехи в соревновании по сбору макулатуры и металлолома «Миллион родине»
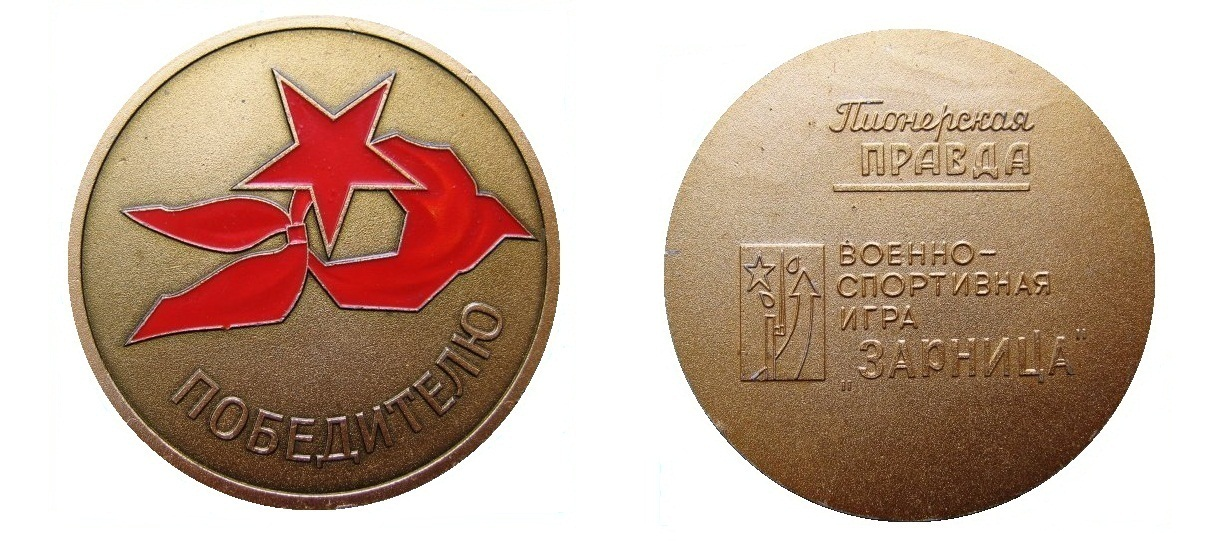
Медаль победителю соревнований по военно-спортивной игре «Зарница» на приз газеты «Пионерская правда»
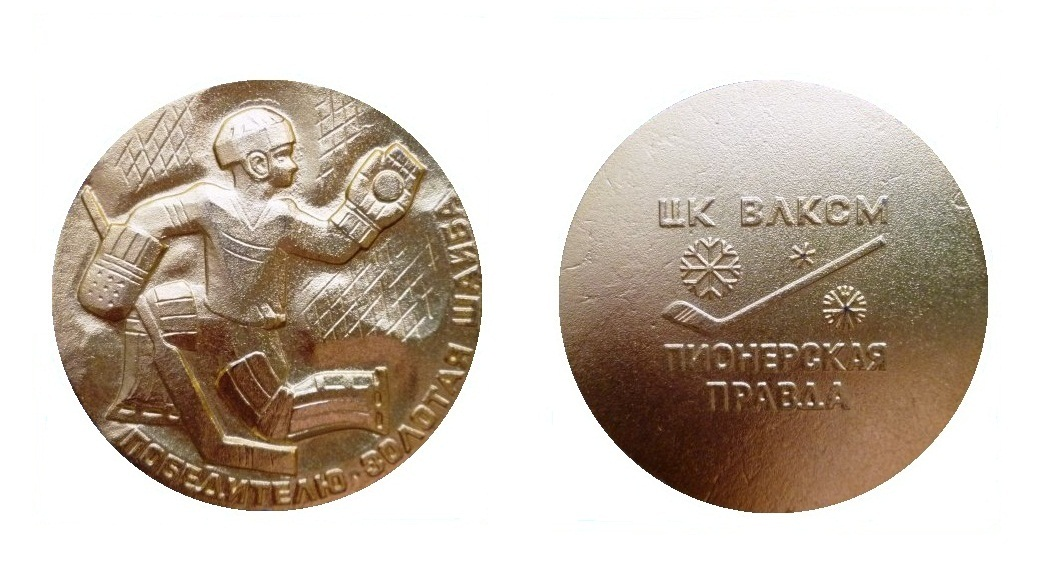
Медаль победителю детского хоккейного турнира «Золотая шайба» на приз газеты «Пионерская правда»
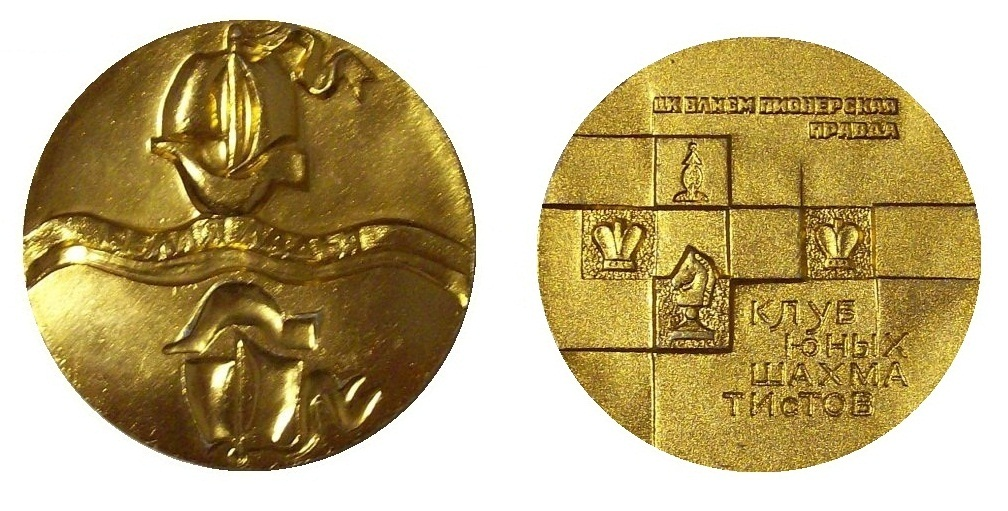
Медаль победителю турнира юных шахматистов на приз газеты «Пионерская правда»
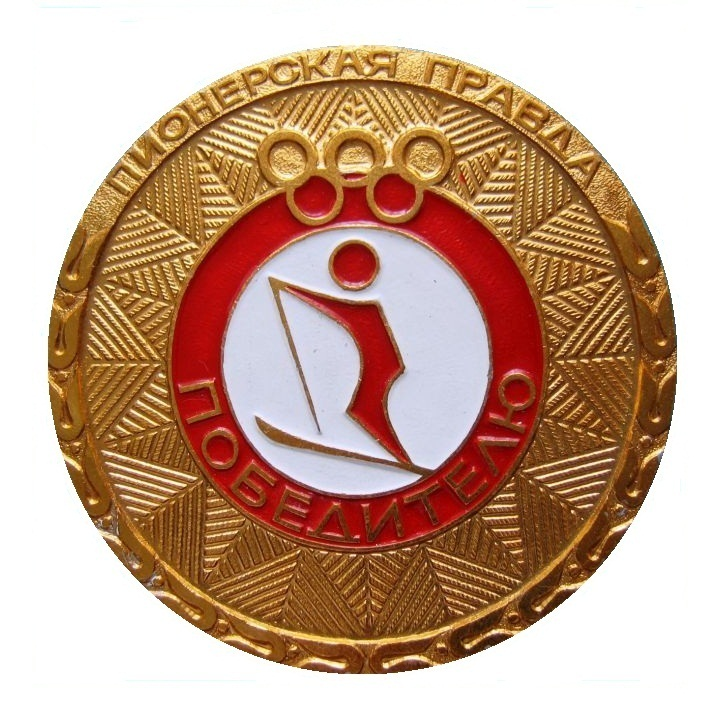
Медаль победителю всесоюзных лыжных соревнований пионеров и школьников на приз газеты «Пионерская правда»
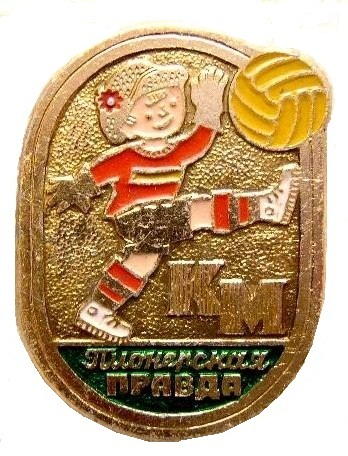
Значок детского футбольного турнира «Кожаный мяч» на приз газеты «Пионерская правда»
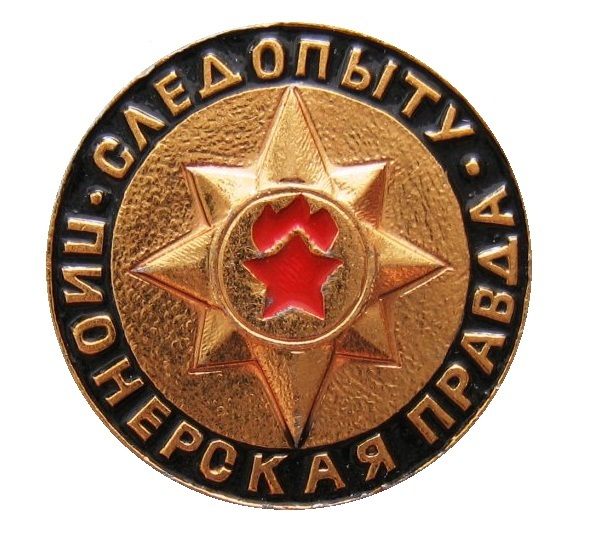
Медаль следопыту, победителю в ориентировании на местности на приз газеты «Пионерская правда»
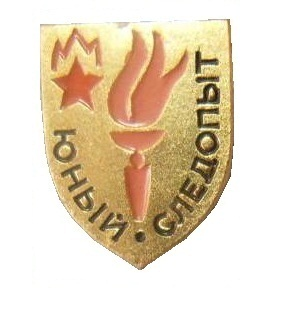
Значок «Юный следопыт» (отличник в ориентировании на местности)
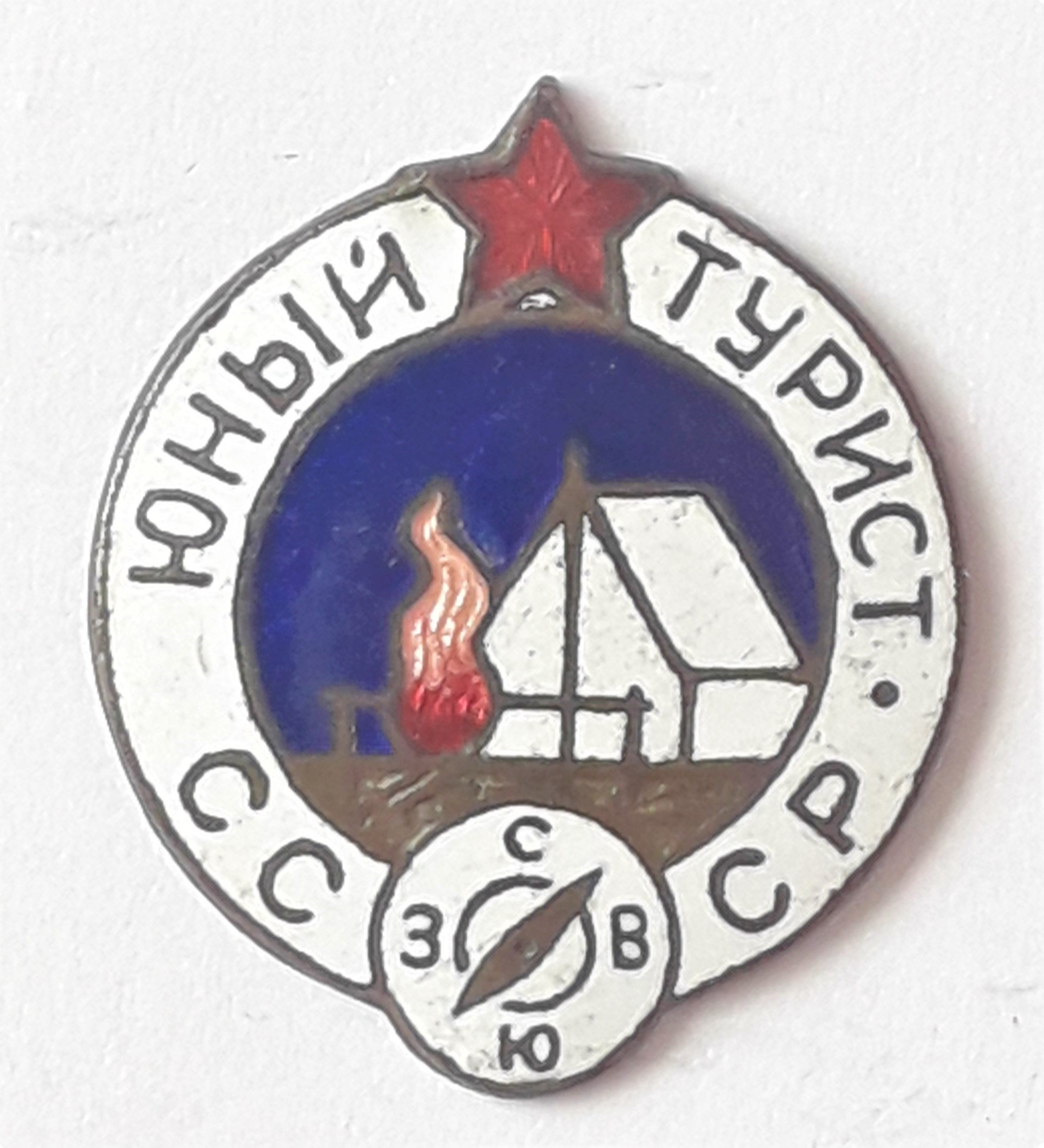
Значок «Юный турист»
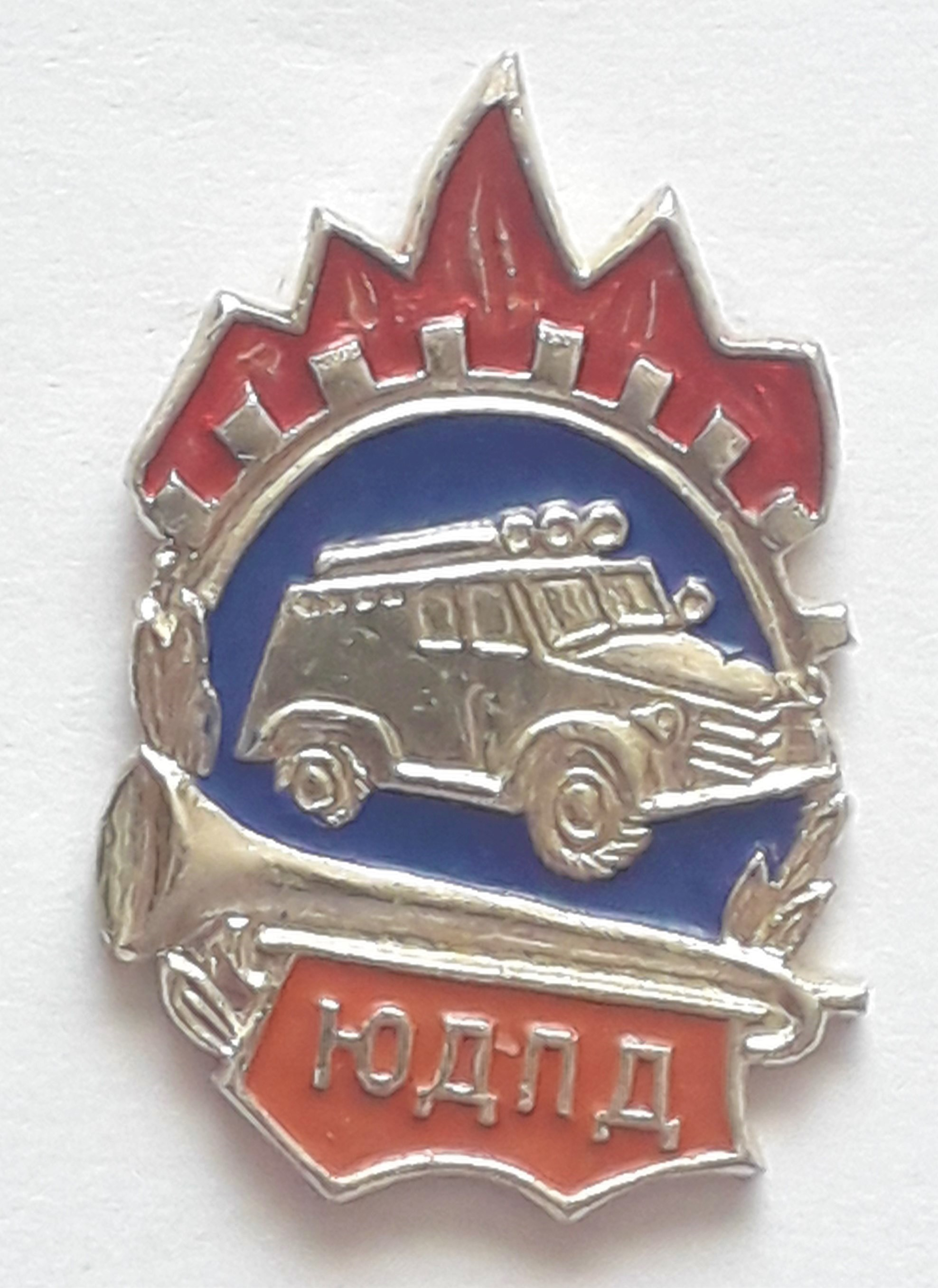
Значок «Юный друг пожарной дружины»
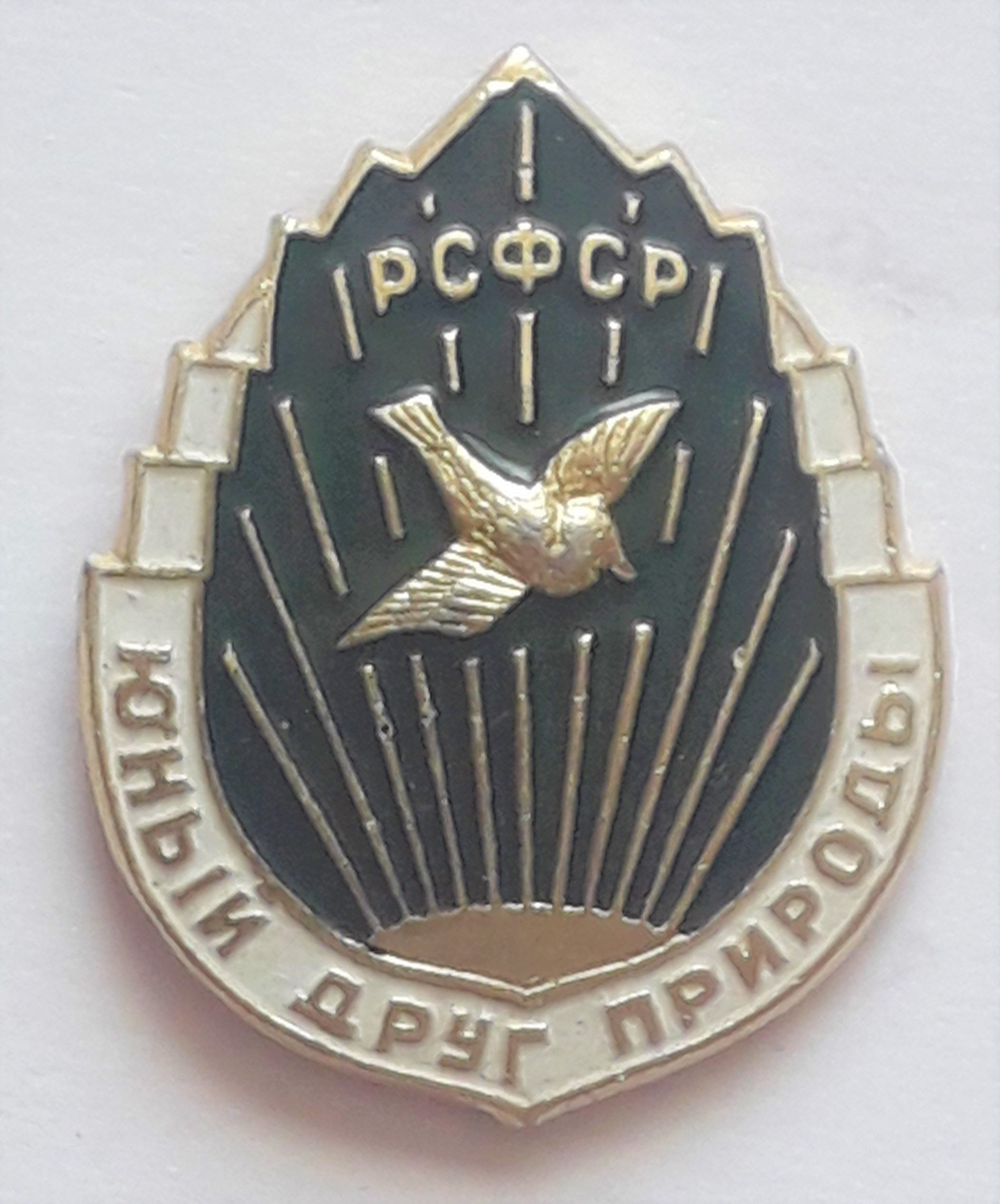
Значок «Юный друг природы»
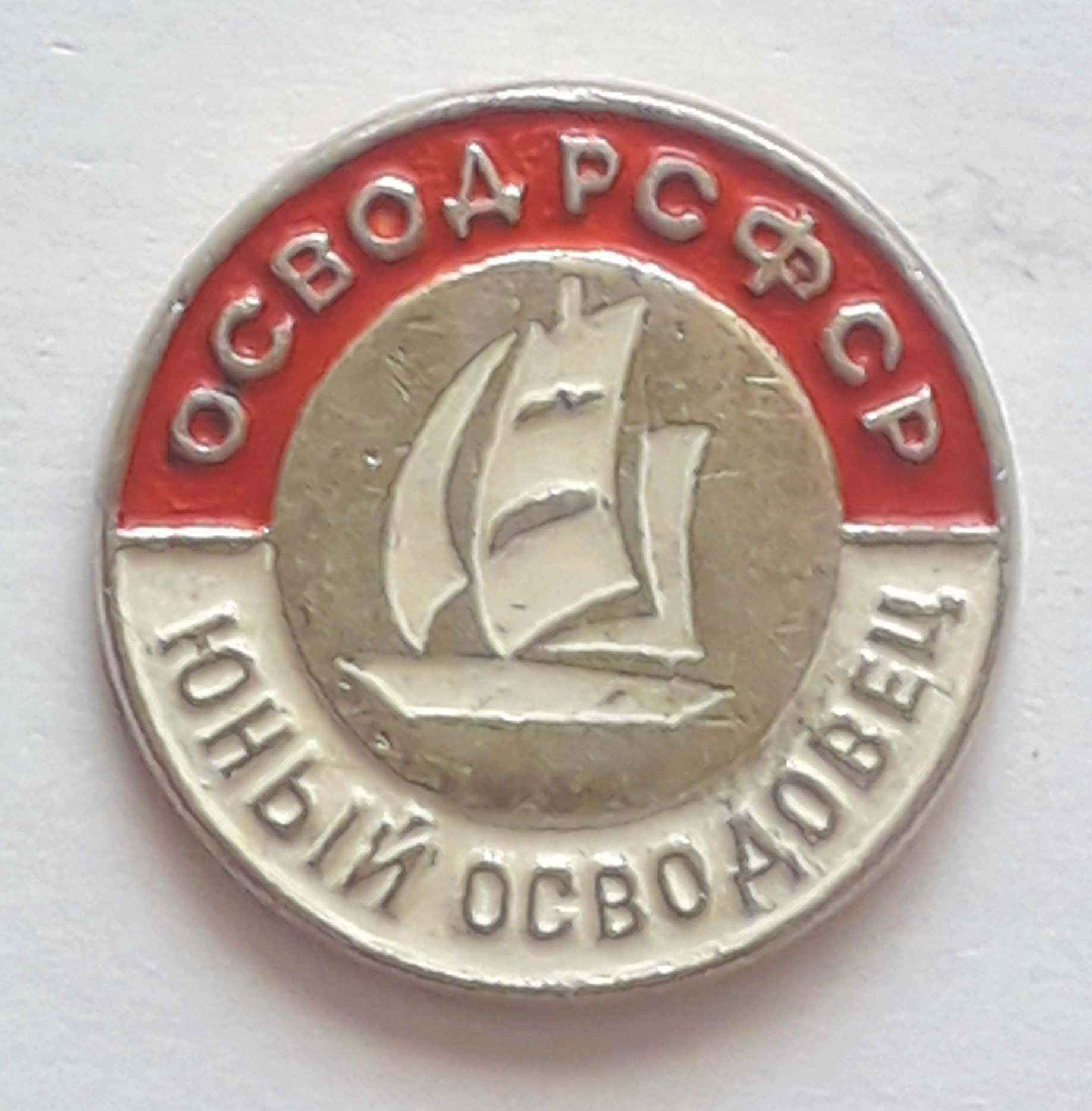
«Юный осводовец»
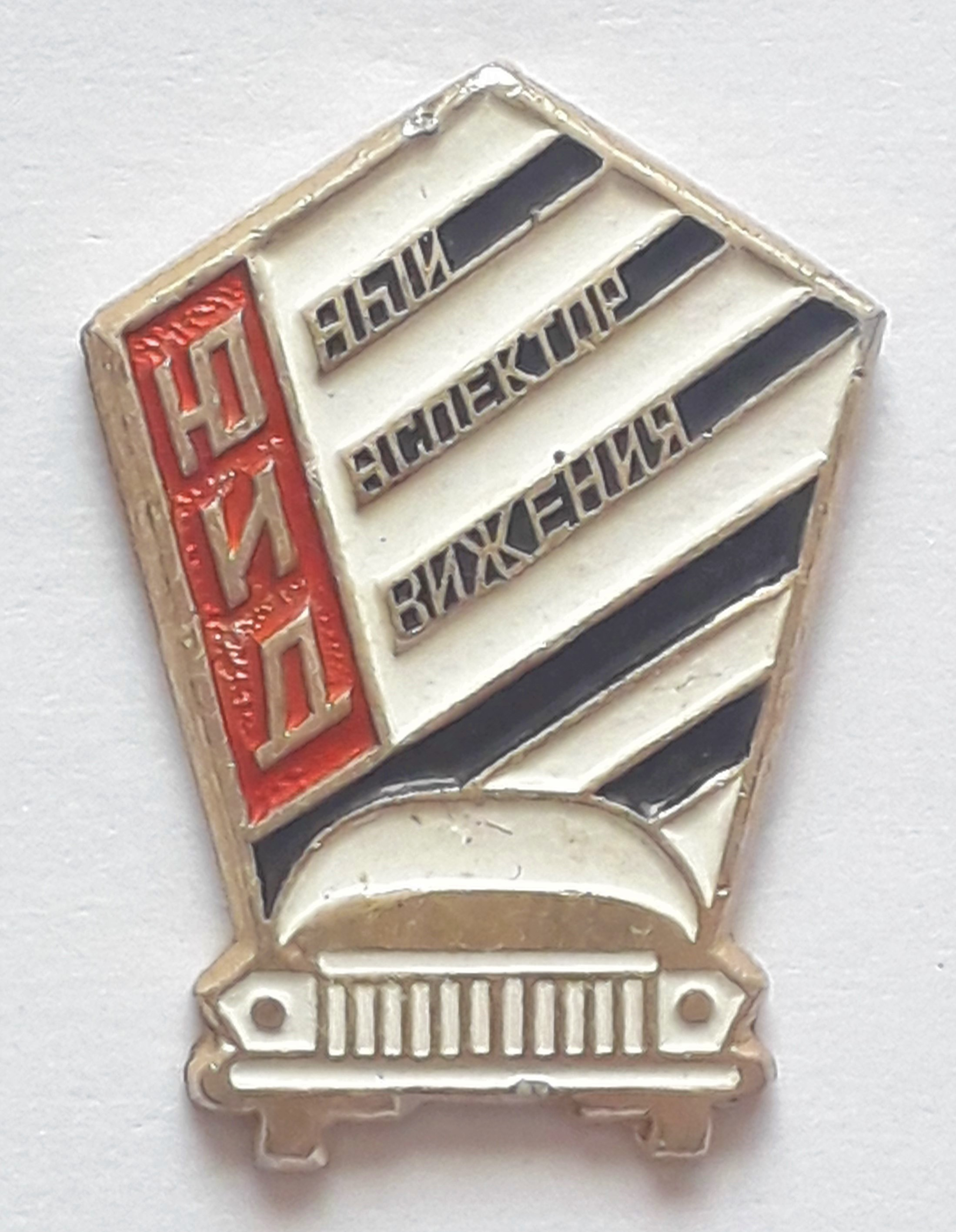
Значок «Юный инспектор движения»
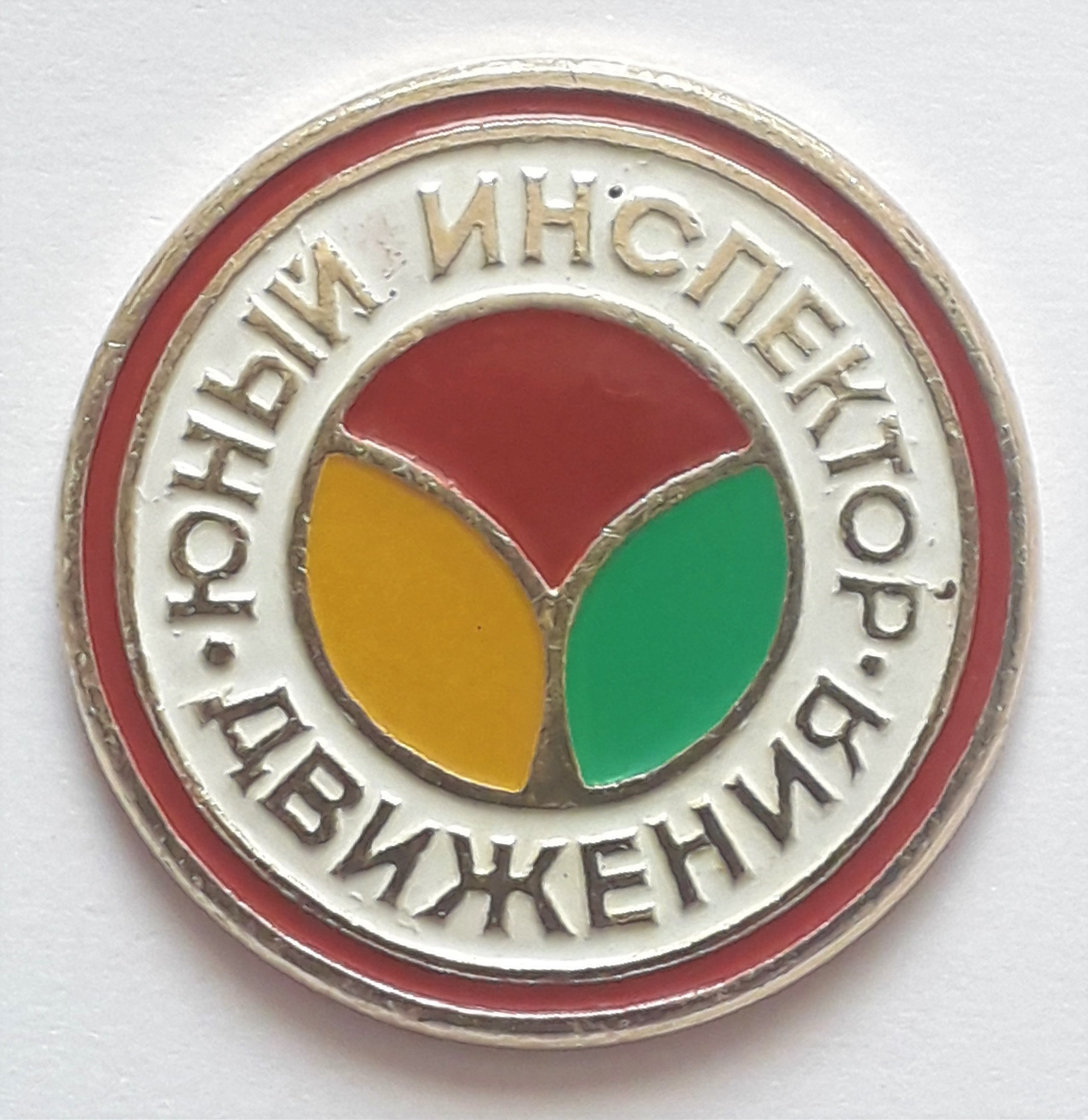
Тот же самый значок, другая его разновидность
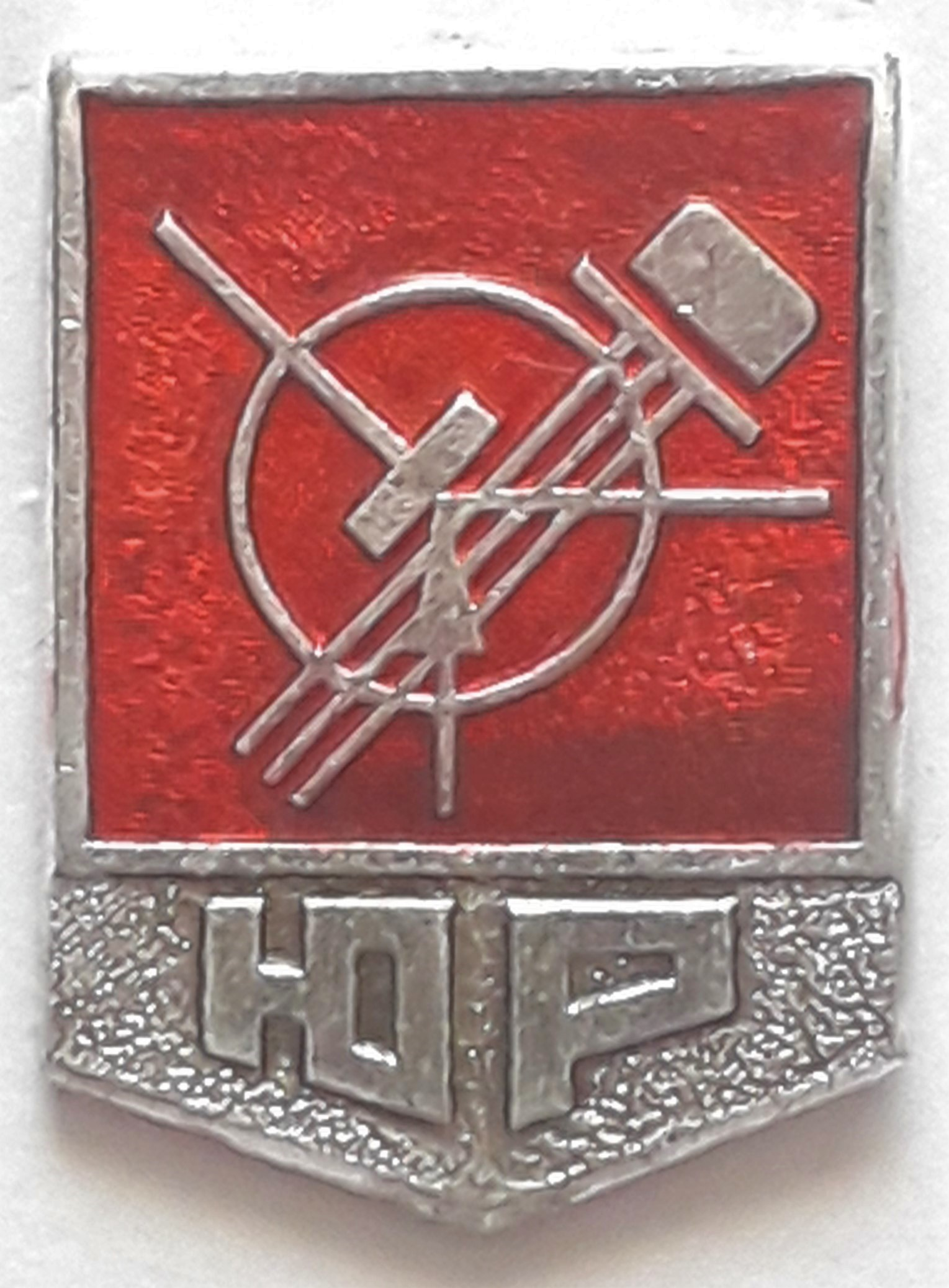
Значок «Юный Радиолюбитель»
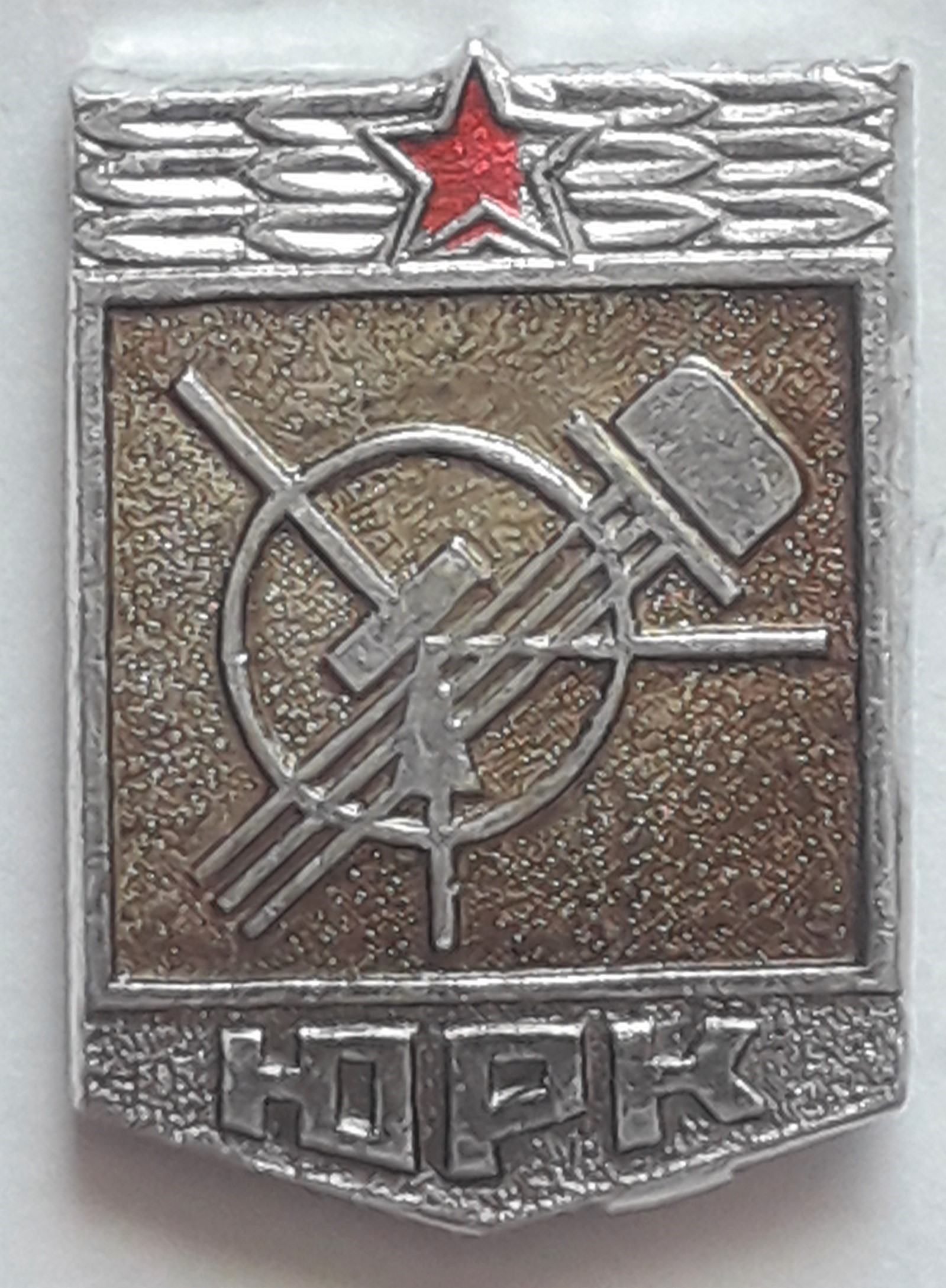
Значок «Юный Радиолюбитель-Конструктор»

## Пионерские лагеря
Подавляющее большинство пионеров проводило школьные каникулы в пионерских лагерях. В СССР функционировало до 40 тысяч летних и круглогодичных пионерских лагерей, где ежегодно отдыхало около 10 млн детей. Существовала их своеобразная негласная иерархия. Самым известным из них был Всесоюзный пионерский лагерь ЦК ВЛКСМ «Артек», имевший международный статус. Второе место по престижности занимал Всероссийский пионерский лагерь «Орлёнок» (Краснодарский край, РСФСР). Третье место занимал Всесоюзный пионерский лагерь ЦК ВЛКСМ «Океан» (Приморский край, РСФСР). Далее следовали республиканские лагеря отдыха: «Молодая гвардия» (Одесская область, УССР) и «Зубрёнок» (Минская область, БССР).

## Символика

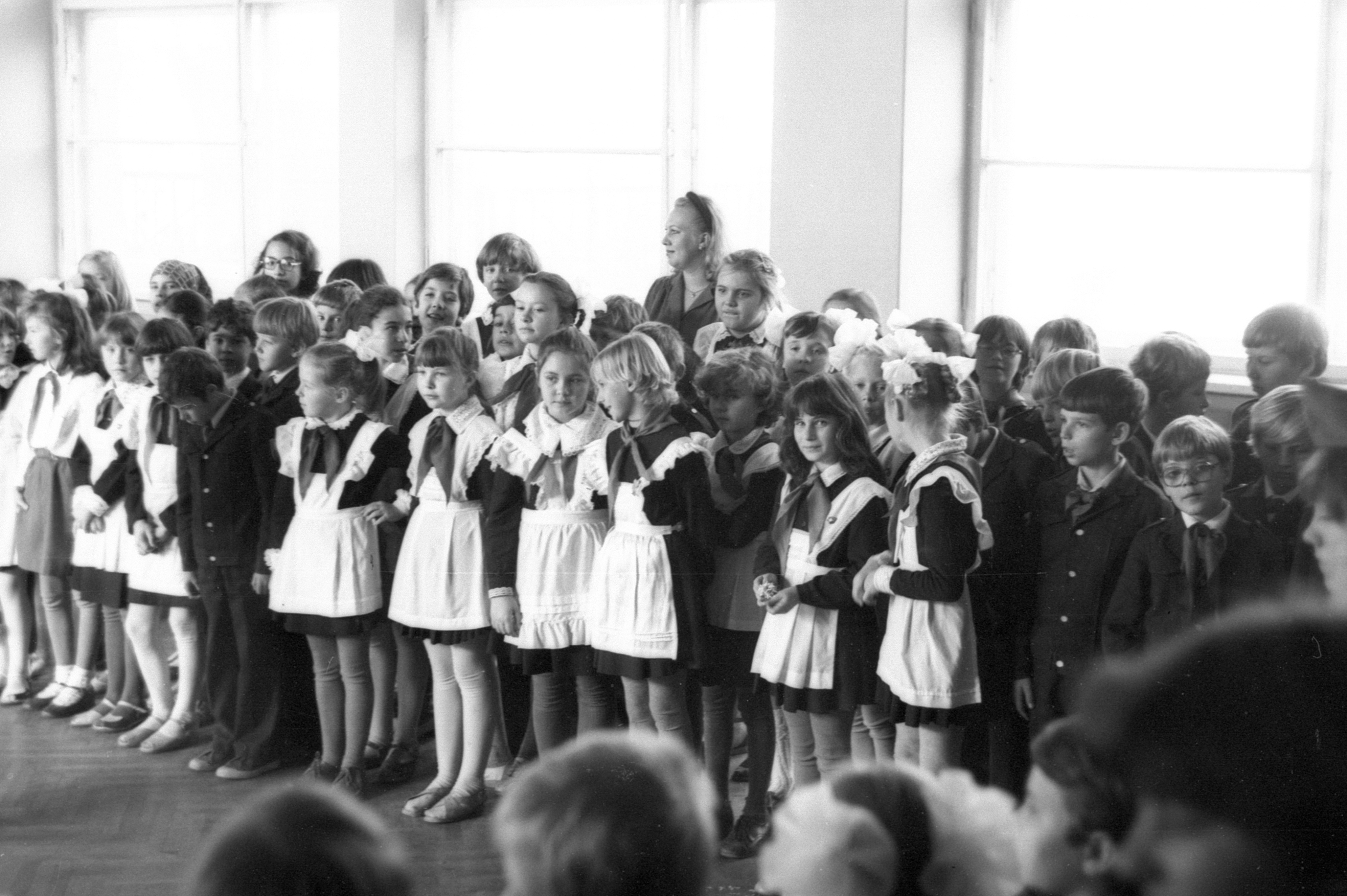
Школьники-пионеры в форме и с красными галстуками (Ростов-на-Дону, 1984 г.)

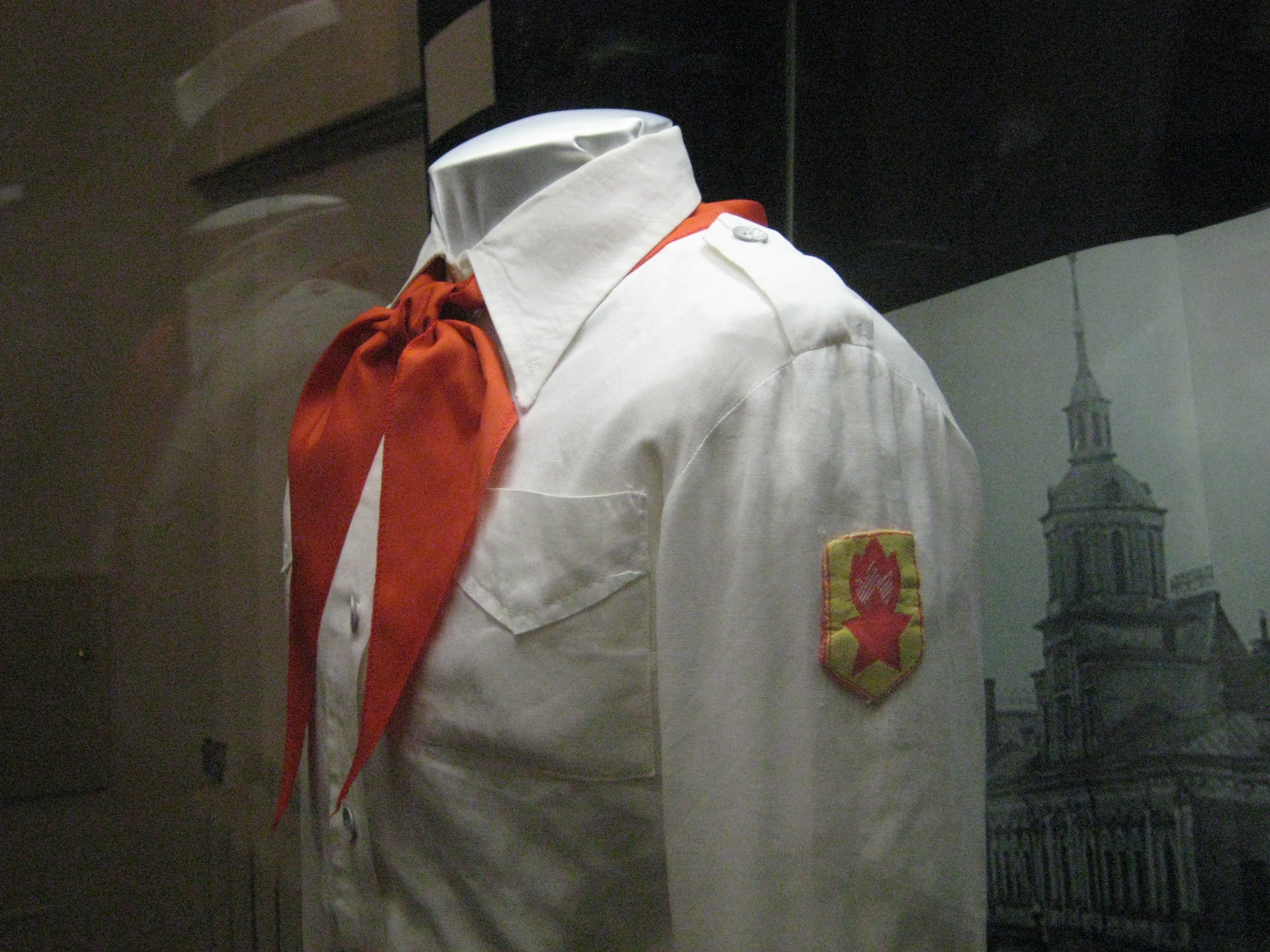
Парадная пионерская форма. Из собрания ГИМ

### Пионерская атрибутика
Важнейшими символами советской пионерии были знамя пионерской дружины, флажки пионерских отрядов (имевшие квадратную форму) и пионерских звеньев (треугольные). Для подачи сигналов использовался пионерский горн и барабан.
В каждой пионерской дружине имелась пионерская комната, где хранили пионерский инвентарь и проходили заседания совета дружины. В пионерской комнате как правило оформляли ритуальную стойку с пионерскими атрибутами, ленинский уголок и уголок интернациональной дружбы.
В школе и в классах пионерами выпускались и вывешивались рукописные стенгазеты (дружинные и отрядные).

Значки пионерской организации
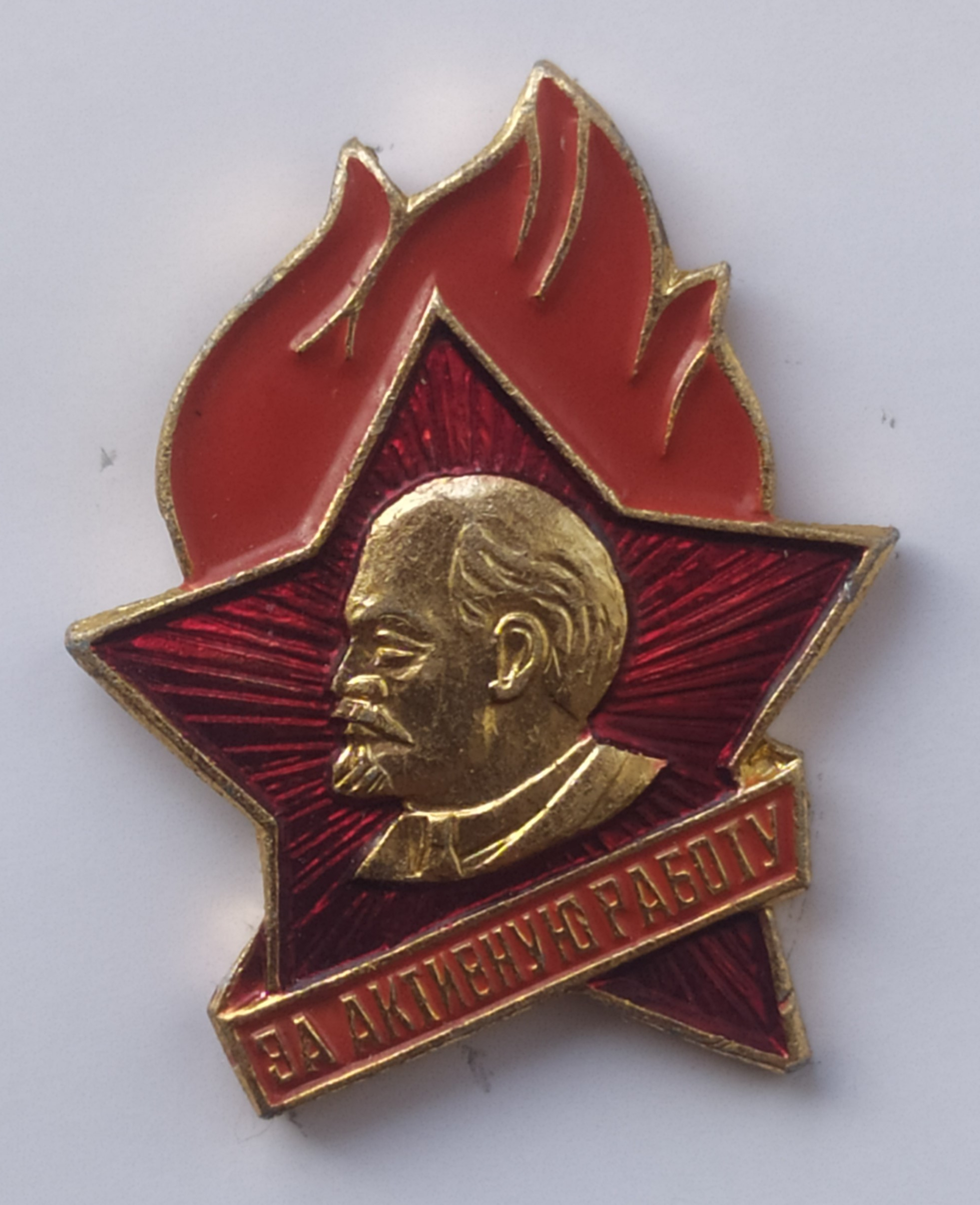
Значок «За активную работу»
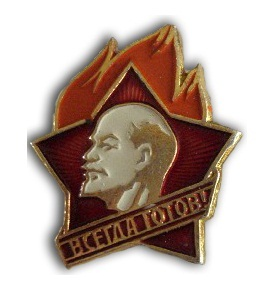
Пионерский значок «Всегда готов!»
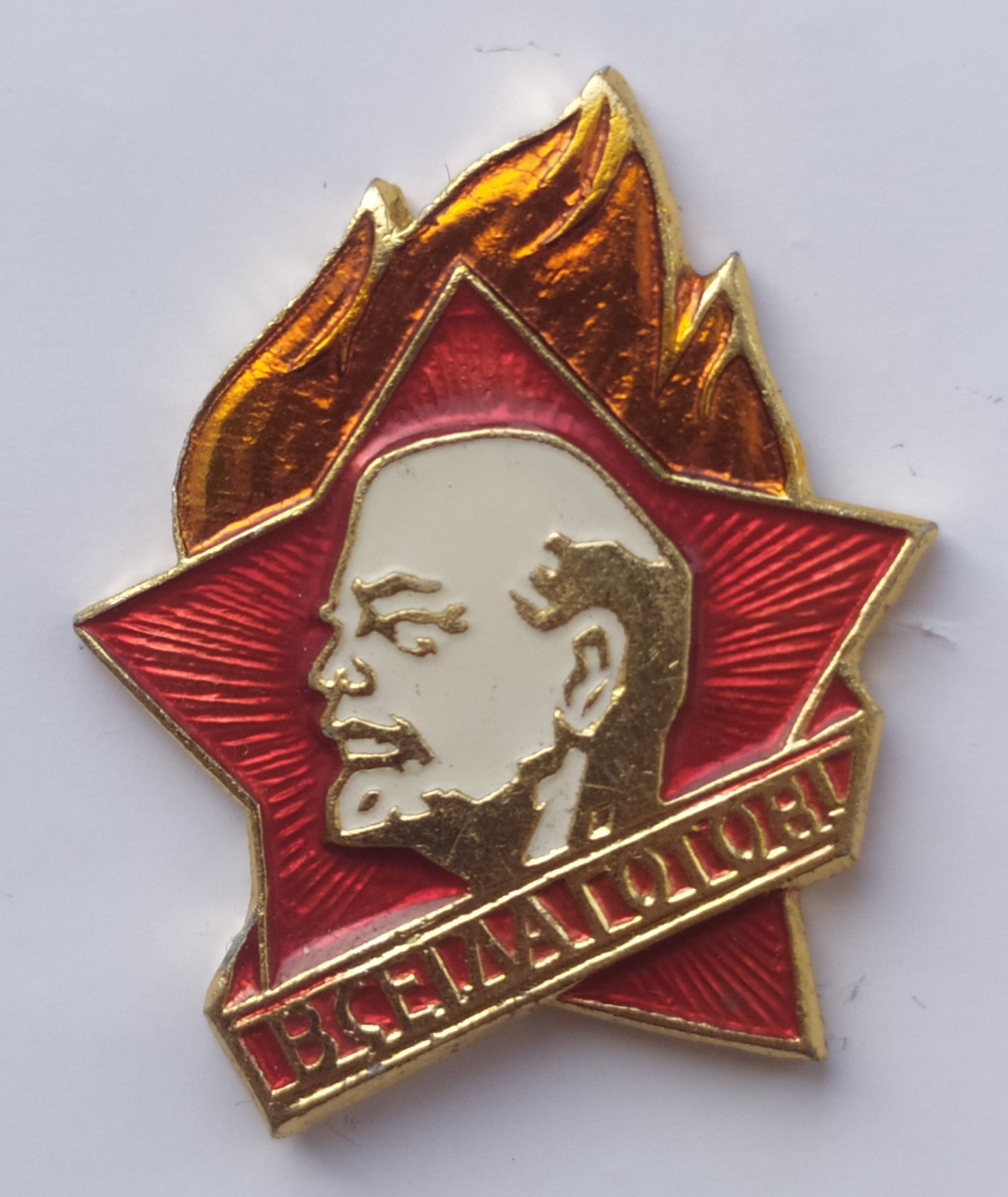
Значок пионера «Всегда готов!», второй вариант
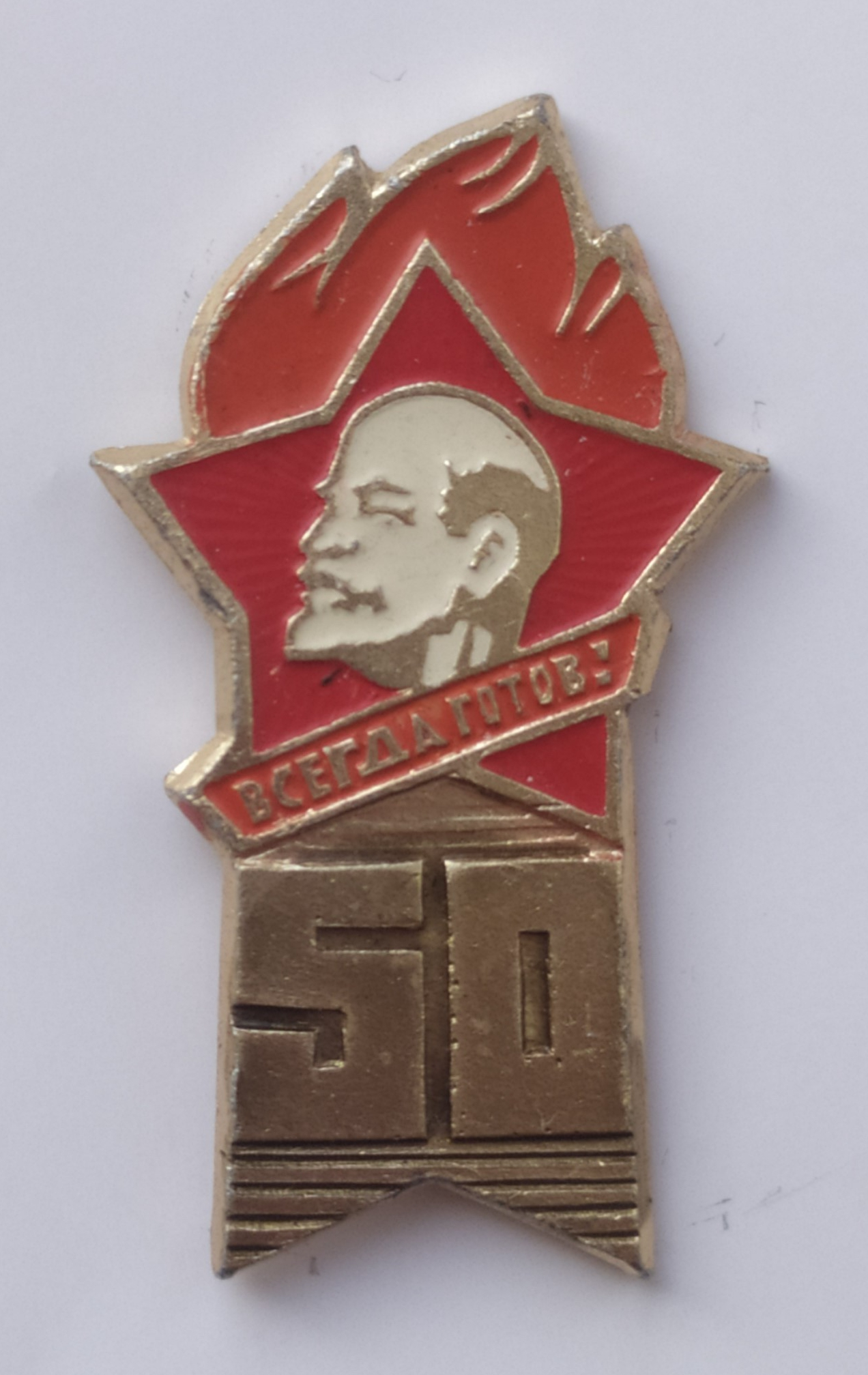
Значок «Всегда готов! 50 лет пионерии»
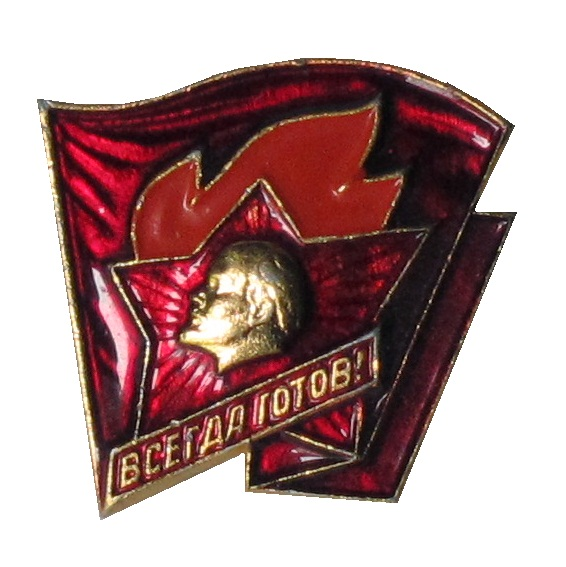
Значок старшего пионера «Всегда готов!»
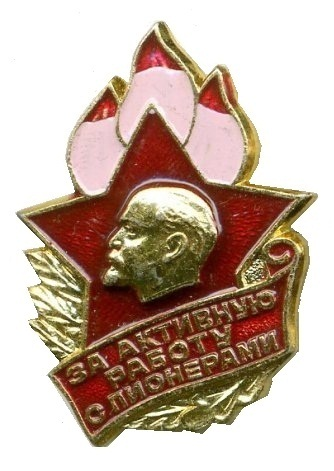
Значок «За активную работу с пионерами»
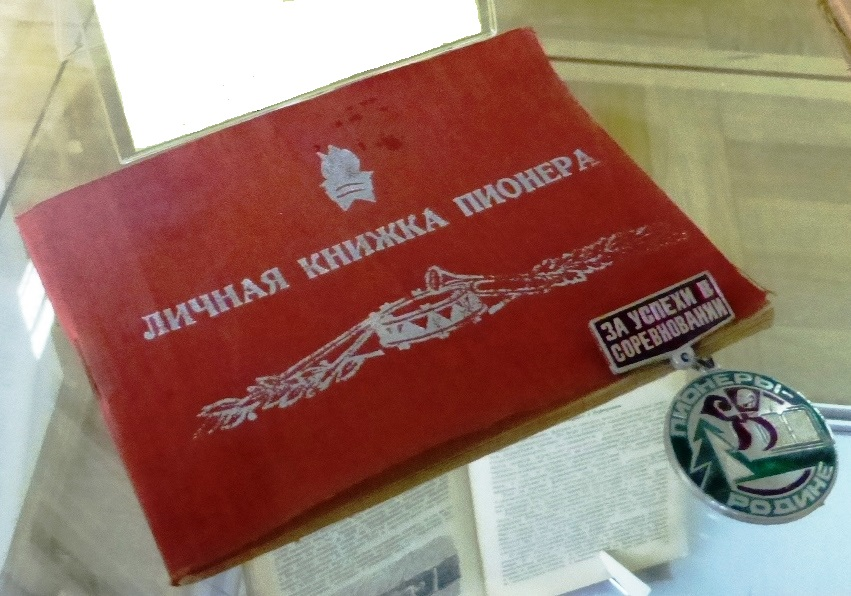
Личная книжка пионера

### Пионерская форма

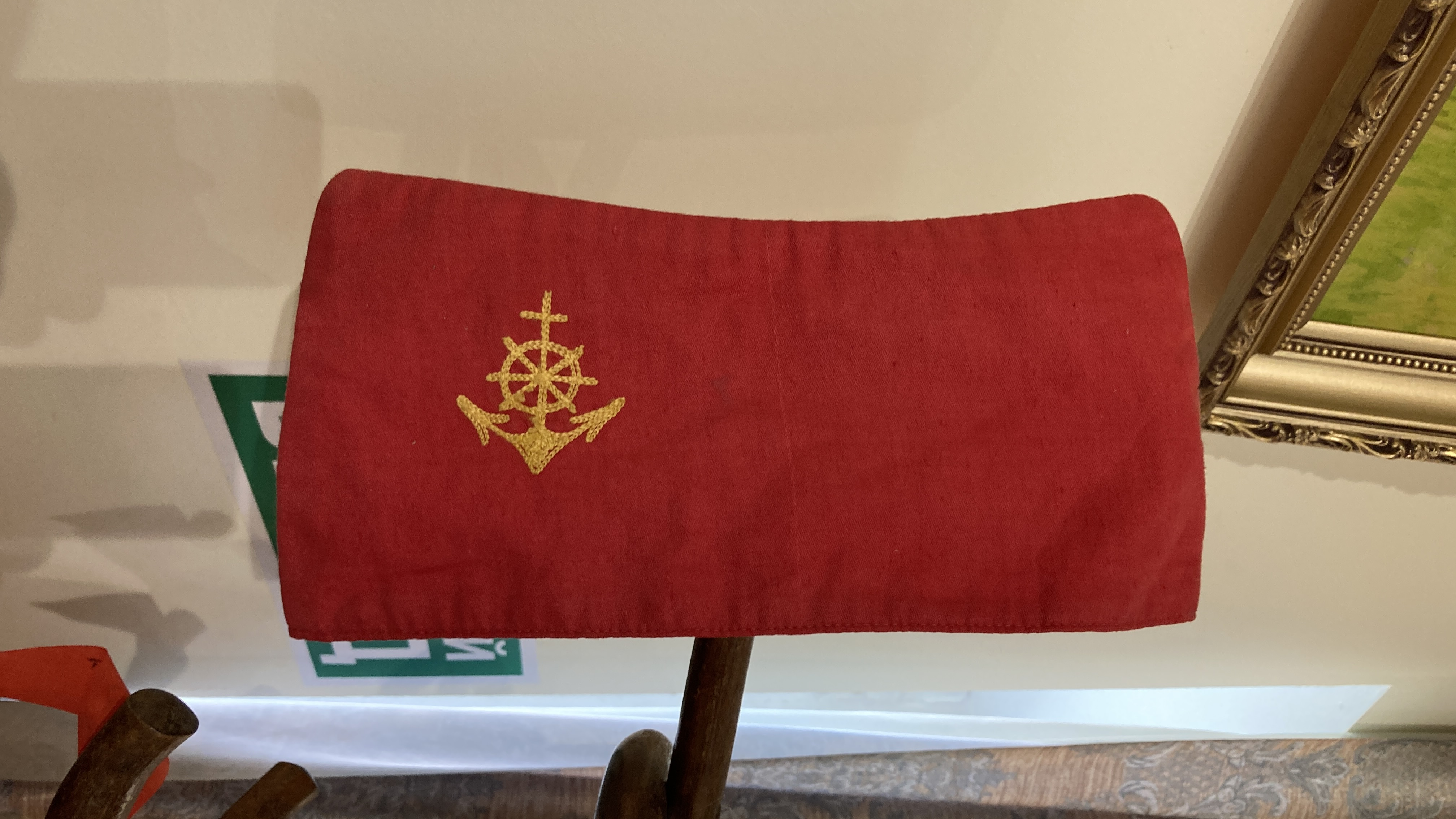
Неофициальная пионерская пилотка, 1960-е гг. Из коллекции Рузского краеведческого музея

В обычные дни совпадала со школьной формой, дополнявшейся пионерской символикой — красным галстуком и пионерским значком.
В торжественных случаях (праздники, приветствия на партийных и комсомольских форумах, встреча иностранных делегаций) надевали парадную форму, которая включала в себя:
- Красные пилотки, пионерские галстуки и значки.
- У мальчиков — форменные белые рубашки с позолоченными пуговицами и нарукавными эмблемами, подпоясанные светло-коричневым ремнём с позолоченной пряжкой, синие брюки и тёмные туфли
- У девочек — тоже форменные белые рубашки с позолоченными пуговицами и нарукавными эмблемами или просто белые блузки, синие юбки, белые гольфы (в прохладную погоду — белые колготки) и белые туфли
- В регионах с жарким климатом туфли заменяли босоножками, а брюки могли быть заменены шортами, если это не противоречило духу проводимого мероприятия и национальным традициям республики
- У знамённых групп парадную форму дополняли красной лентой через плечо и белыми перчатками
- На парадной рубашке на левом рукаве над знаком пионерской организации находилась шлёвка (матерчатая полоска), на которой крепили знаки различия пионерской организации — пластиковые красные звёздочки с ушком для пришивания

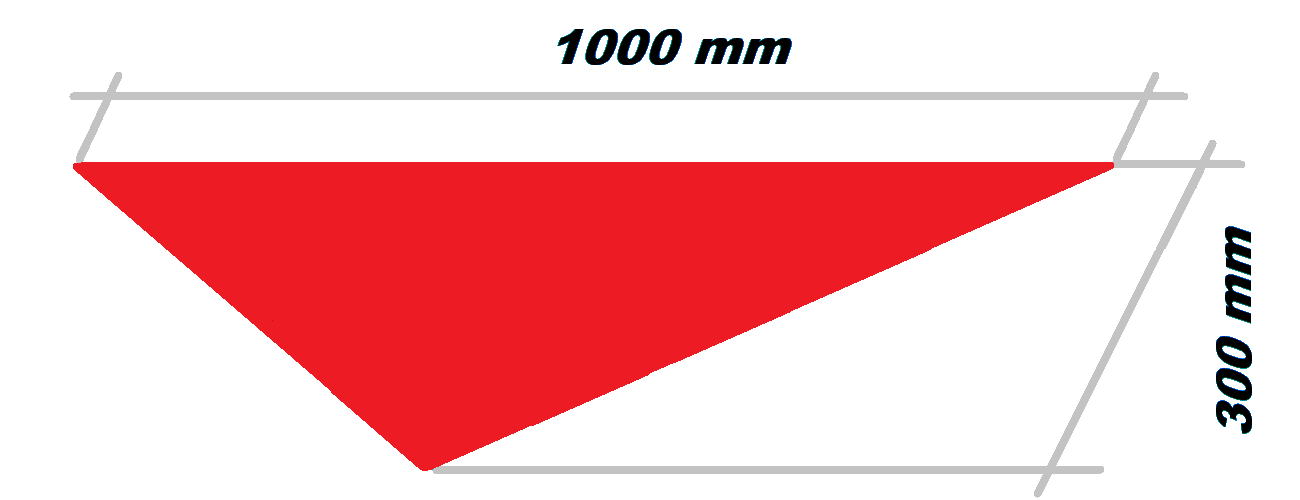
Пионерский галстук

Звёздочки были двух размеров и обозначали следующее:
- 1 малая звёздочка — звеньевой, знаменосец отряда, член совета отряда
- 2 малые звёздочки — председатель совета отряда, член совета дружины
- 3 малые звёздочки — председатель совета дружины, член районного пионерского штаба
- 4 малые звёздочки — председатель районного пионерского штаба, член городского пионерского штаба
- 1 большая звёздочка — отрядный вожатый
- 2 большие звёздочки — старший пионерский вожатый
- 3 большие звёздочки — руководитель районного пионерского штаба, член городского совета пионерской организации

### Гимн

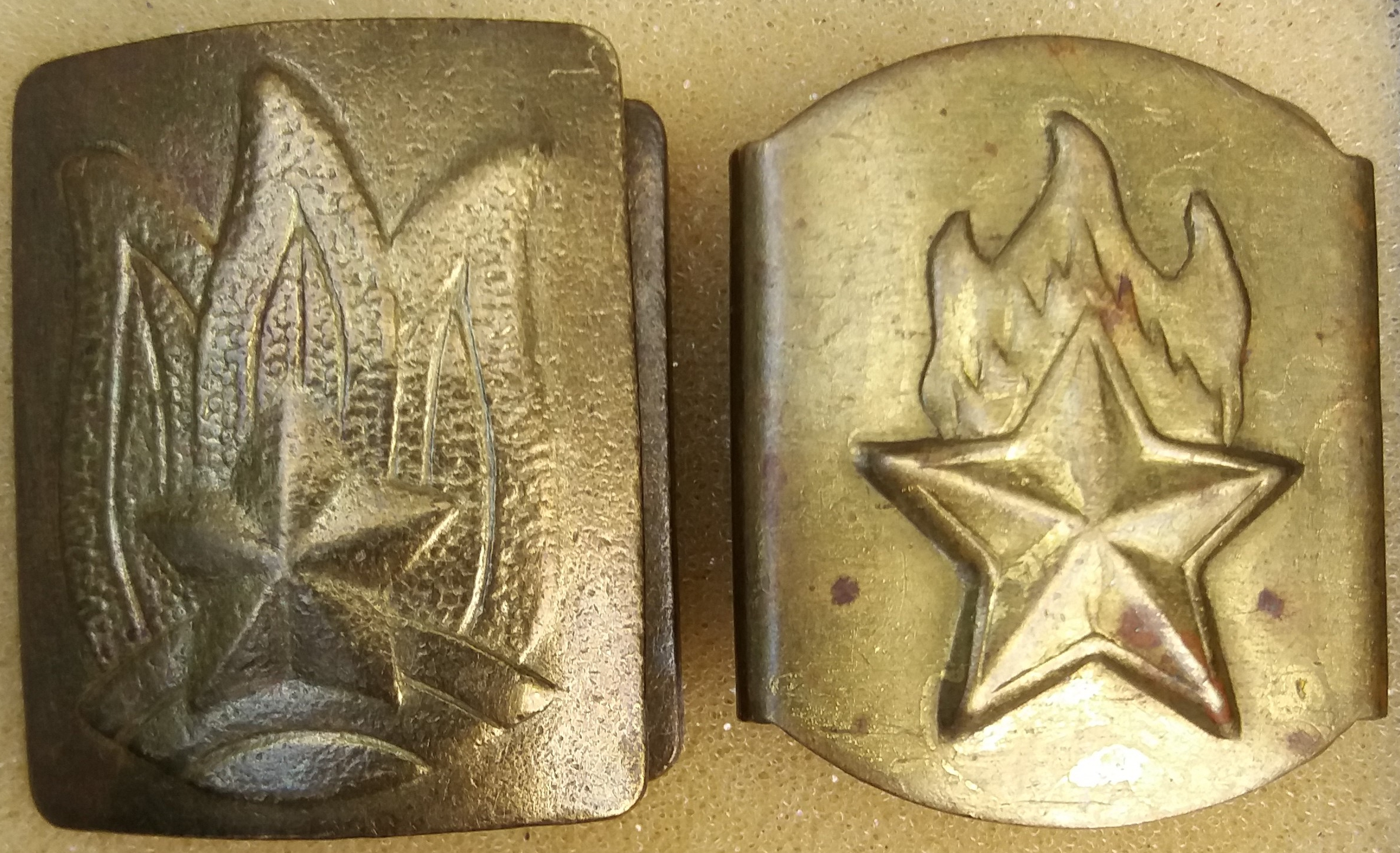
Варианты пионерских пряжек

В качестве гимна использовалась песня «Взвейтесь кострами, синие ночи», написанная в 1922 году двумя комсомольцами — пианистом Сергеем Кайдан-Дёшкиным и поэтом Александром Жаровым.

### Пионерский салют
Первоначально, в соответствии с организационным положением от 28 августа 1923 года, была установлена следующая форма салюта: 5 пальцев правой руки, плотно сложенных, ладонью вперед прикладываются к правому плечу (пальцы символизируют 5 частей света, где есть угнетённые, за освобождение которых борются пионеры).
23 декабря 1923 года ЦК РКСМ направило в адрес всех губкомов РКСМ и всех губбюро юных пионеров информационное письмо № 107, в котором сообщило, что ЦК РКСМ пересмотрело вопрос о салюте и утвердило салют в следующей форме: 5 пальцев правой руки, плотно сложенных, ладонью влево, подносятся к середине лба над уровнем головы. 5 пальцев — 5 частей света, где есть угнетённые, за освобождение которых борются пионеры; выше головы — потому, что интересы пролетариата для пионеров — выше своих личных интересов.

## Пионерские информационные издания

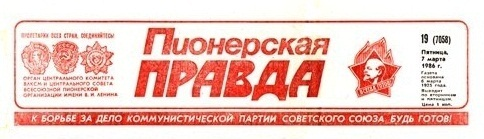
Обложка газеты Пионерская правда, 1986

ЦК ВЛКСМ, ЦК ЛКСМ союзных республик, крайкомы и обкомы комсомола, центральный, республиканские, краевые и областные советы пионерских организаций издавали пионерские газеты и журналы и другую детскую литературу, в том числе:
- Газета «Пионерская правда»
- Журнал «Пионер»
- Журнал «Костёр»
- Журнал «Юный техник»
- Журнал «Юный натуралист»

Радио и телевидение регулярно выпускали передачи для пионеров, ежедневно в эфир выходила радиогазета «Пионерская зорька», на Центральном телевидении работала телестудия «Орлёнок», в кинотеатрах перед демонстрацией фильма нередко показывали ежемесячный документальный киножурнал «Пионерия».

## Пионерия в культуре

### Музыка
- Песня «Маленький барабанщик» (сл. М.Светлова, муз. А.Давиденко), 1929 год
- Песня «Орленок» (сл. Я.Шведова, муз. В.Белого), 1936 год
- «Песня пионеров Советского Союза» (сл. С.Михалкова, муз. С.Чернецкого), 1946 год
- Кантата для чтеца и детского хора «Красные следопыты» (сл. С.Гребенникова, Н.Добронравова, муз. А.Пахмутовой), 1962 г.
- «Песня о первом пионерском отряде» (сл. С.Рунге, муз. А.Долуханяна), 1964 г.
- «Марш советских пионеров» (сл. М. Пляцковского, муз. Ю. Чичкова), 1987 год[51]

### Кинематограф
Пионерам был посвящён огромный пласт советского кинематографа, прежде всего предназначенного для детей.
- Приключения Петрова и Васечкина, обыкновенные и невероятные
- Каникулы Петрова и Васечкина, обыкновенные и невероятные
- Гостья из будущего
- Приключения Электроника
- Завтрак на траве
- Москва — Кассиопея
- Чудак из пятого «Б»
- Рядом с тобой (1976)
- Добро пожаловать, или Посторонним вход воспрещён
- Бронзовая птица (фильм)
- Пассажир с «Экватора»
- Старик Хоттабыч (фильм)
- Частное пионерское
- Синие ночи (телесериал)
- Республика ШКИД
- Друг мой, Колька!

### Памятники
- Памятник пионерам Грише Волкову и Феде Игнатенко
- Памятник пионерам-героям (Смоленск)
- Памятник героям-пионерам (Каменск-Шахтинский)
- Памятник пионерам-героям (Липецк)
- Памятник пионерам-героям (Лысьва)
- Памятник пионерам-героям в Таврическом саду

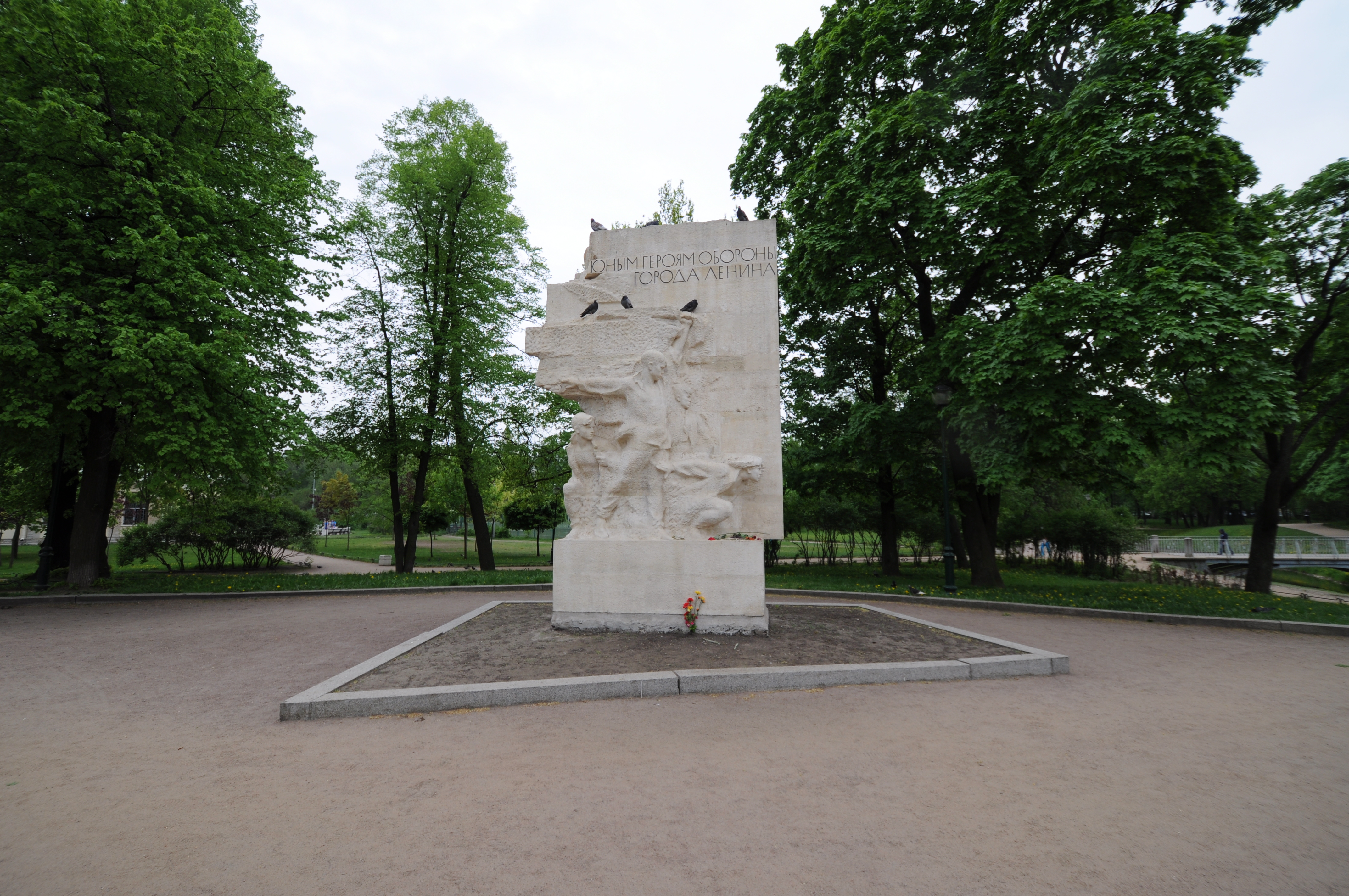
Памятник пионерам-героям в Таврическом саду.
Памятник пионерам-героям (Липецк).
Памятник-стела героям-пионерам (Каменск-Шахтинский).
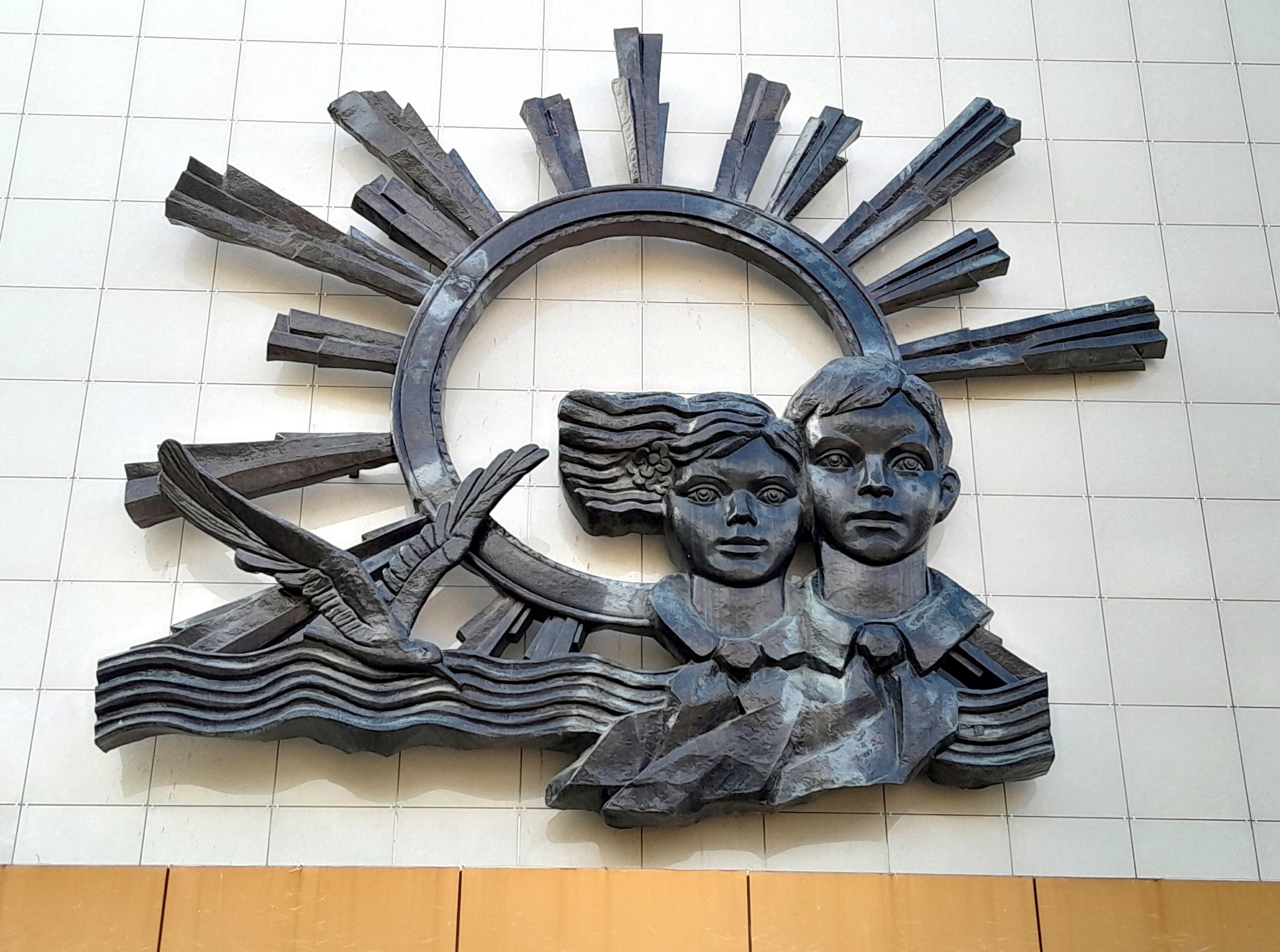
Горельеф пионеры на Дворце пионеров (Ульяновск).

### Филателия

Почтовые марки 1920-х-1940-х годов
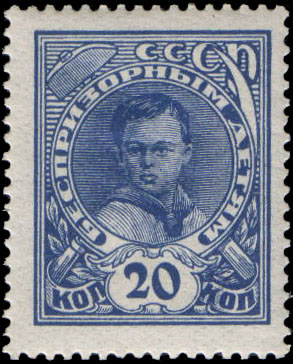
Благотворительный выпуск (1926 г.)
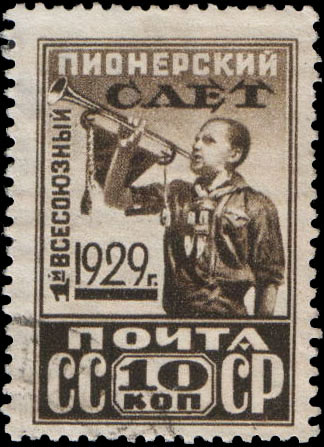
Пионерский слёт (1929 г.)
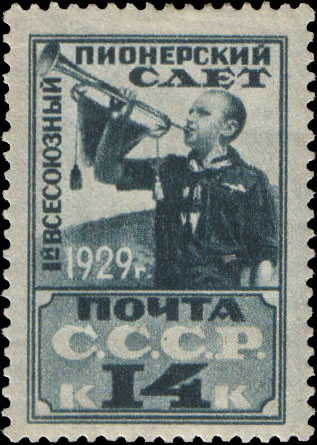
Пионерский слёт (1929 г.)
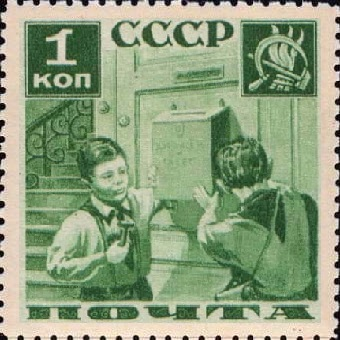
Пионеры укрепляют почтовый ящик (1936 г.)
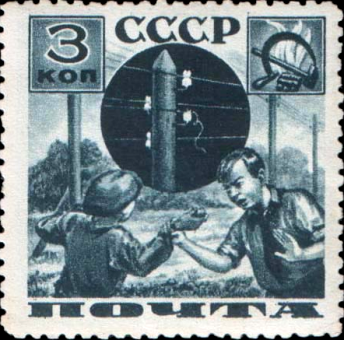
Пионер предупреждает повреждение изолятора (1936 г.)
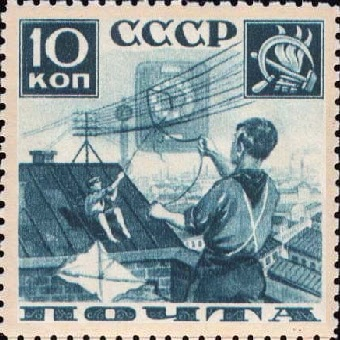
Пионеры снимают с проводов бумажного змея (1936 г.)
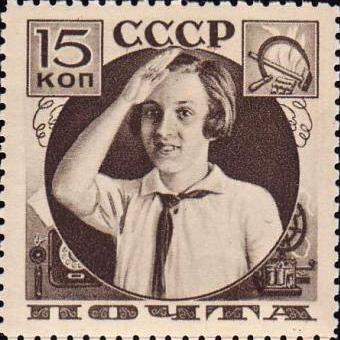
Пионерский салют (1936 г.)
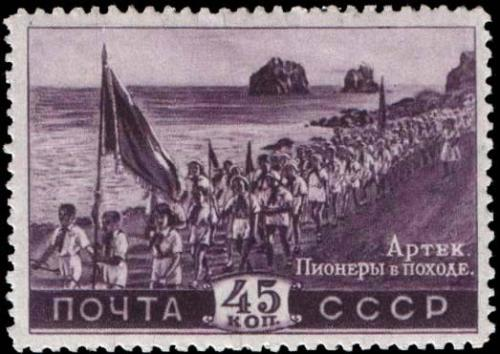
Артек. Пионеры в походе (1938 г.)
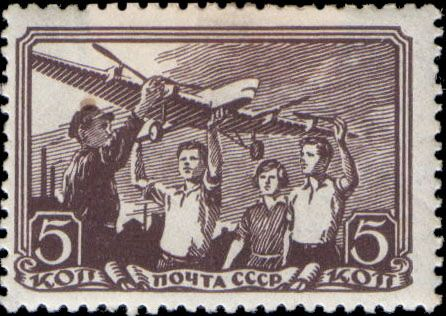
Пионеры с моделью самолёта (1938 г.)
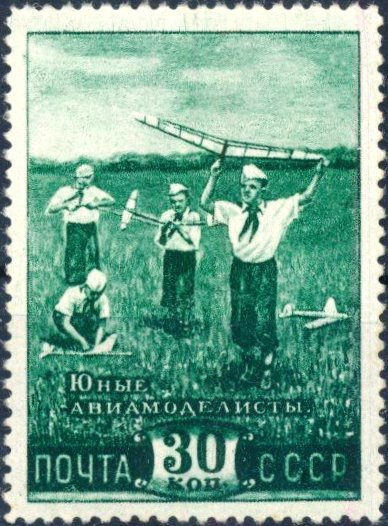
Юные авиамоделисты (1948 г.).
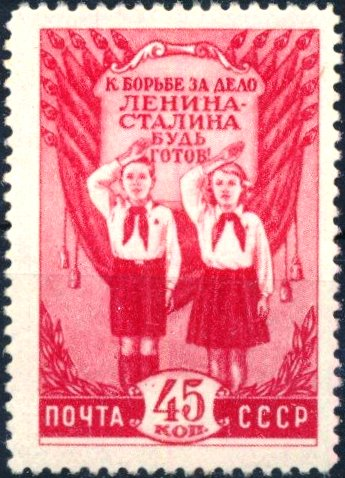
Пионерский салют. Лозунг «К борьбе за дело Ленина — Сталина будь готов!» (1948 г.)
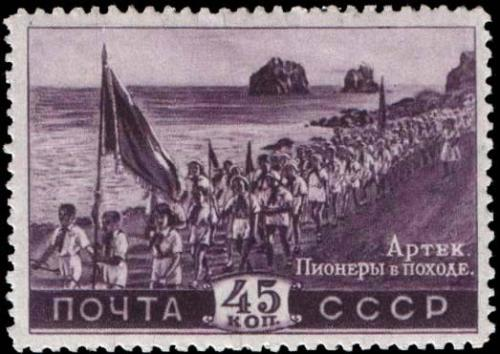
Всесоюзный пионерский лагерь «Артек». Пионеры в походе на фоне Чёрного моря (1948 г.)
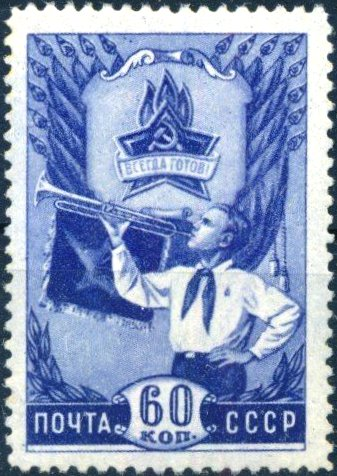
Пионер-горнист на фоне пионерского значка «Всегда готов!» (1948 г.)
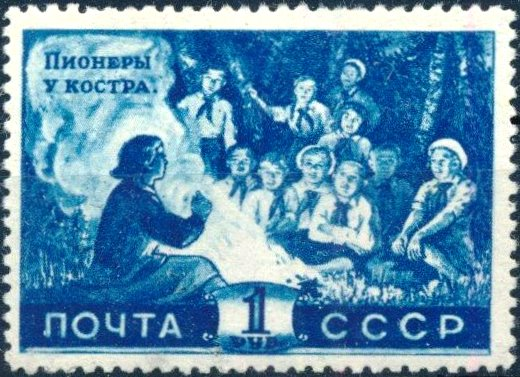
Пионеры у костра (1948 г.).

Почтовые марки 1950-х и 1960-х годов
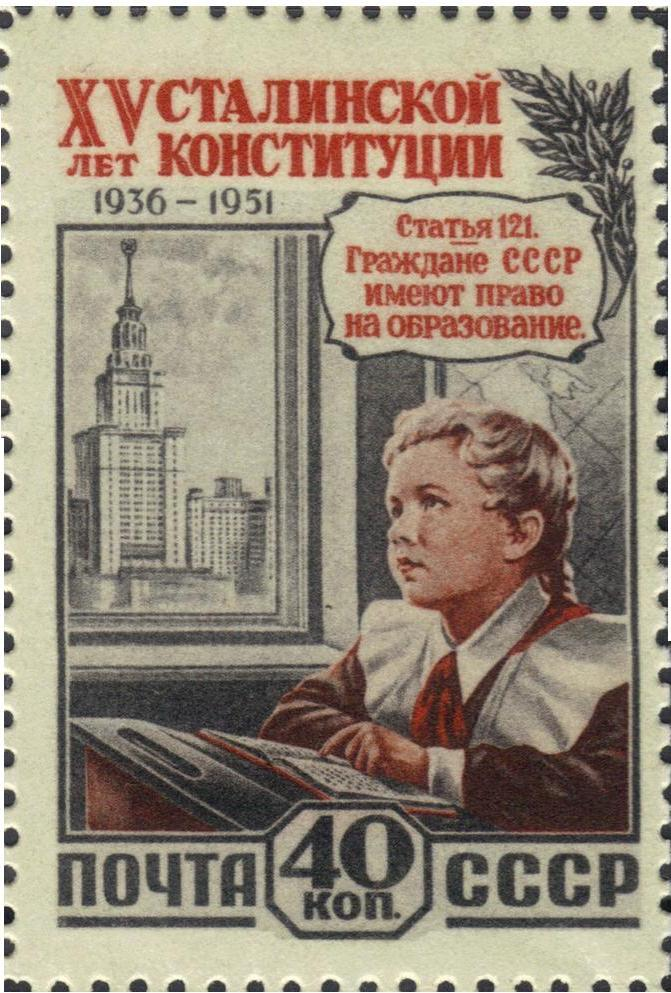
Пионерка, 1952 год
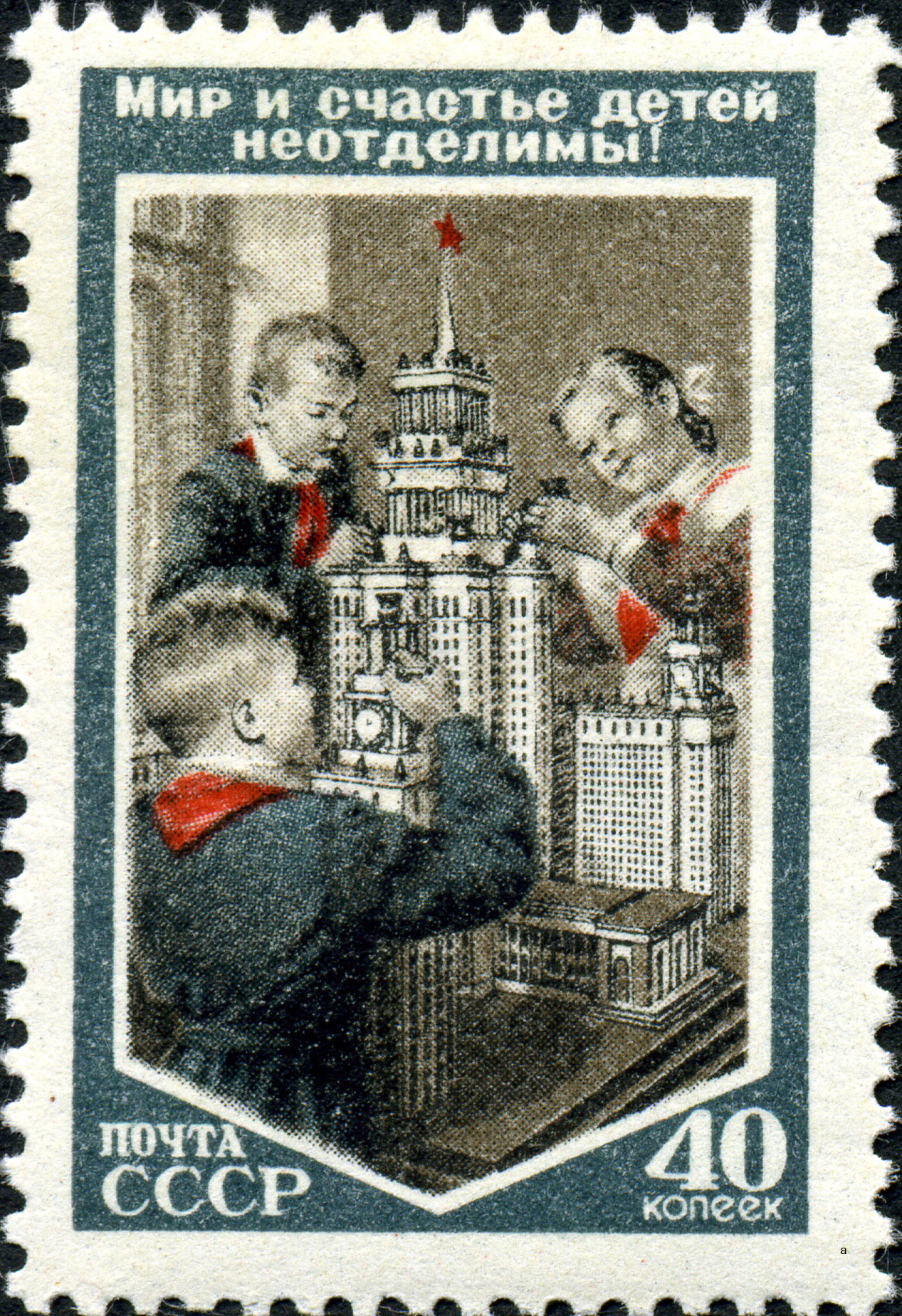
1953 год
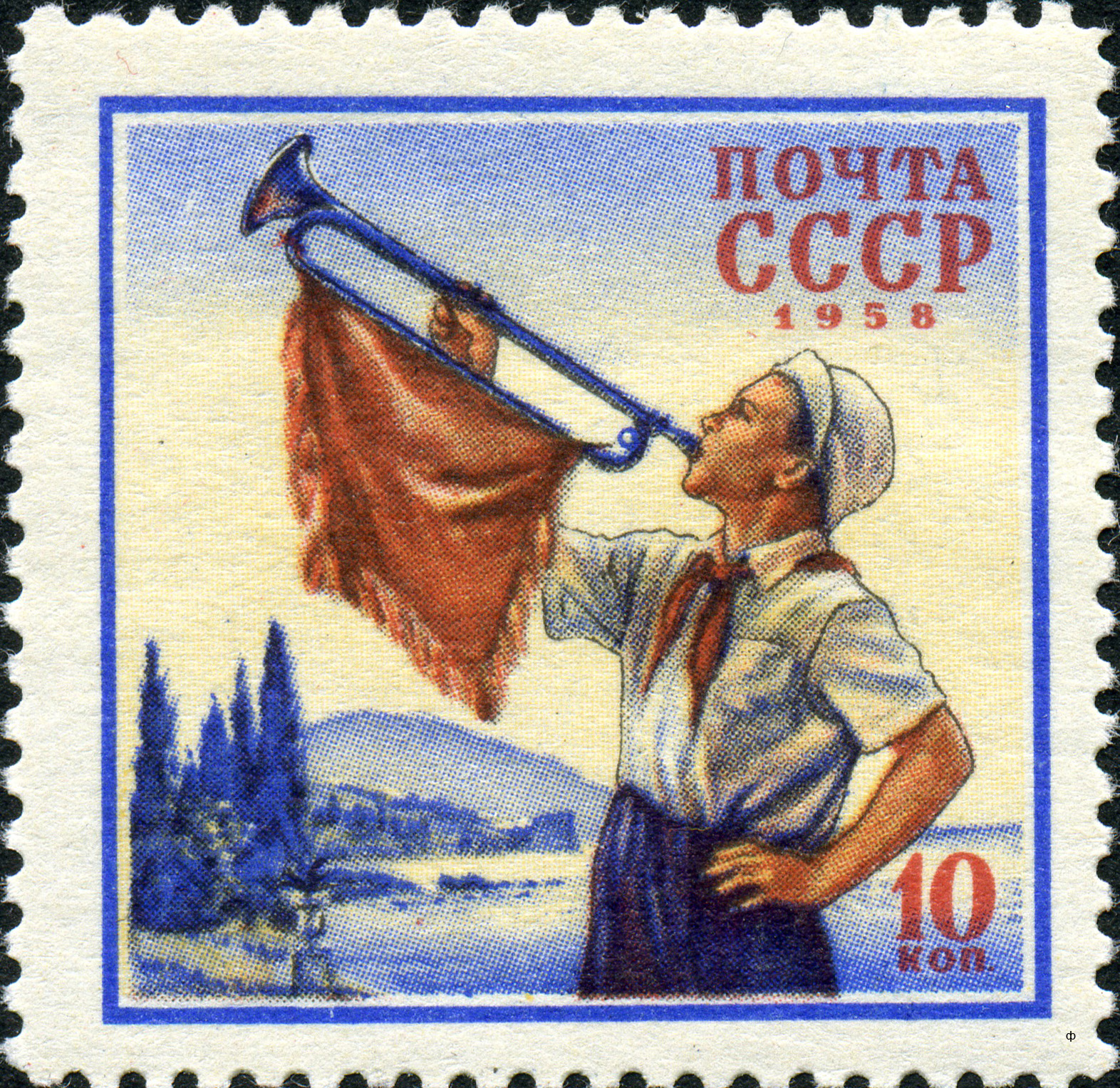
Горнист в пионерлагере «Артек» (1958 г.).
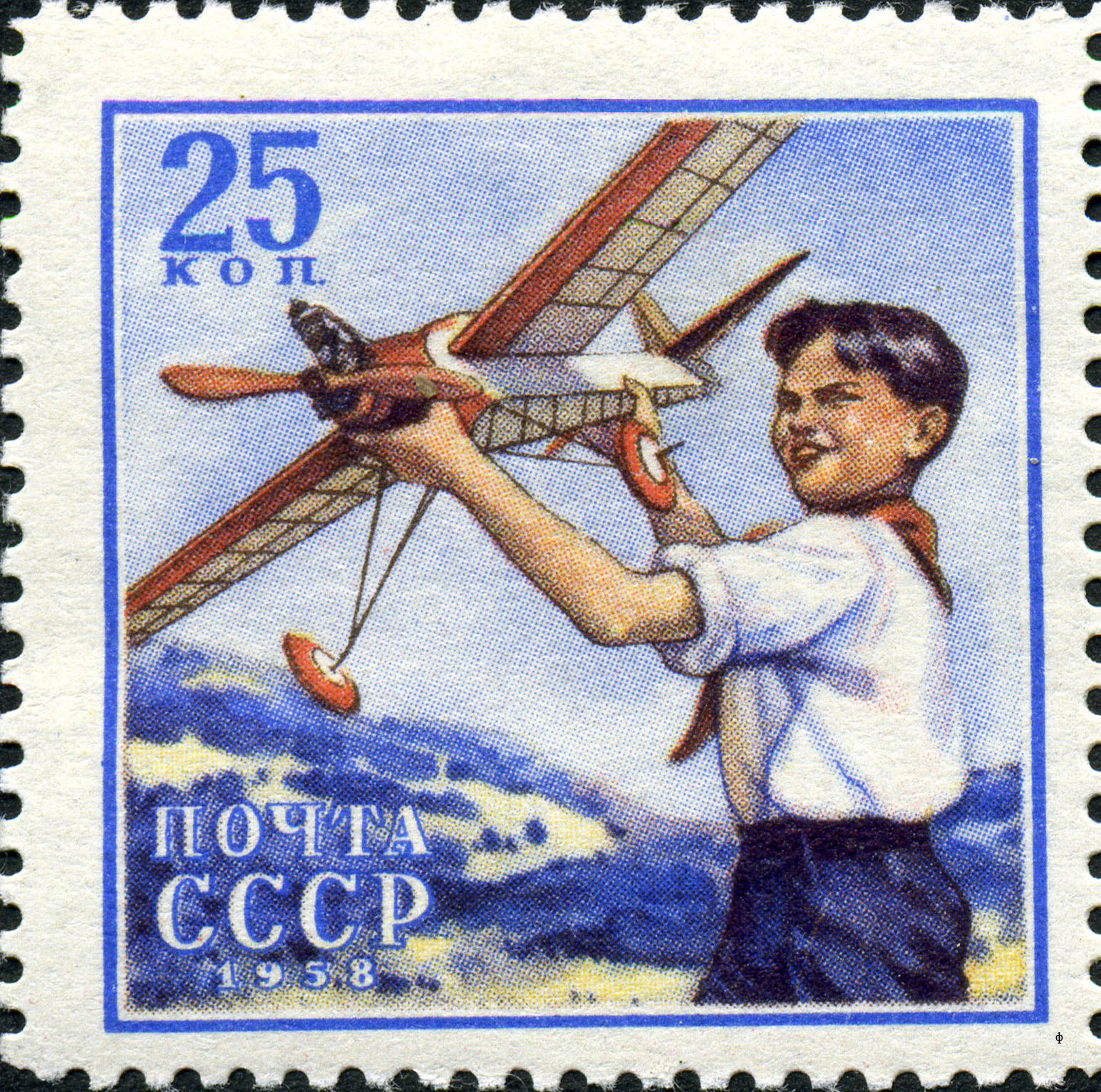
Пионер-авиамоделист (1958 г.)
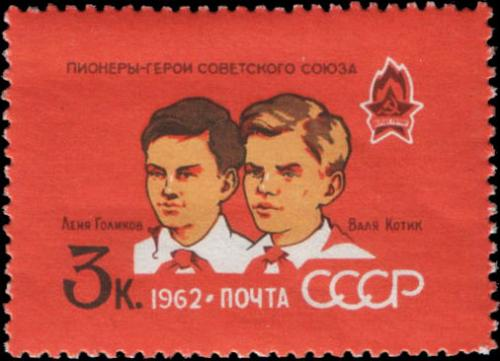
Пионеры герои Лёня Голиков и Валя Котик (1962 г.)
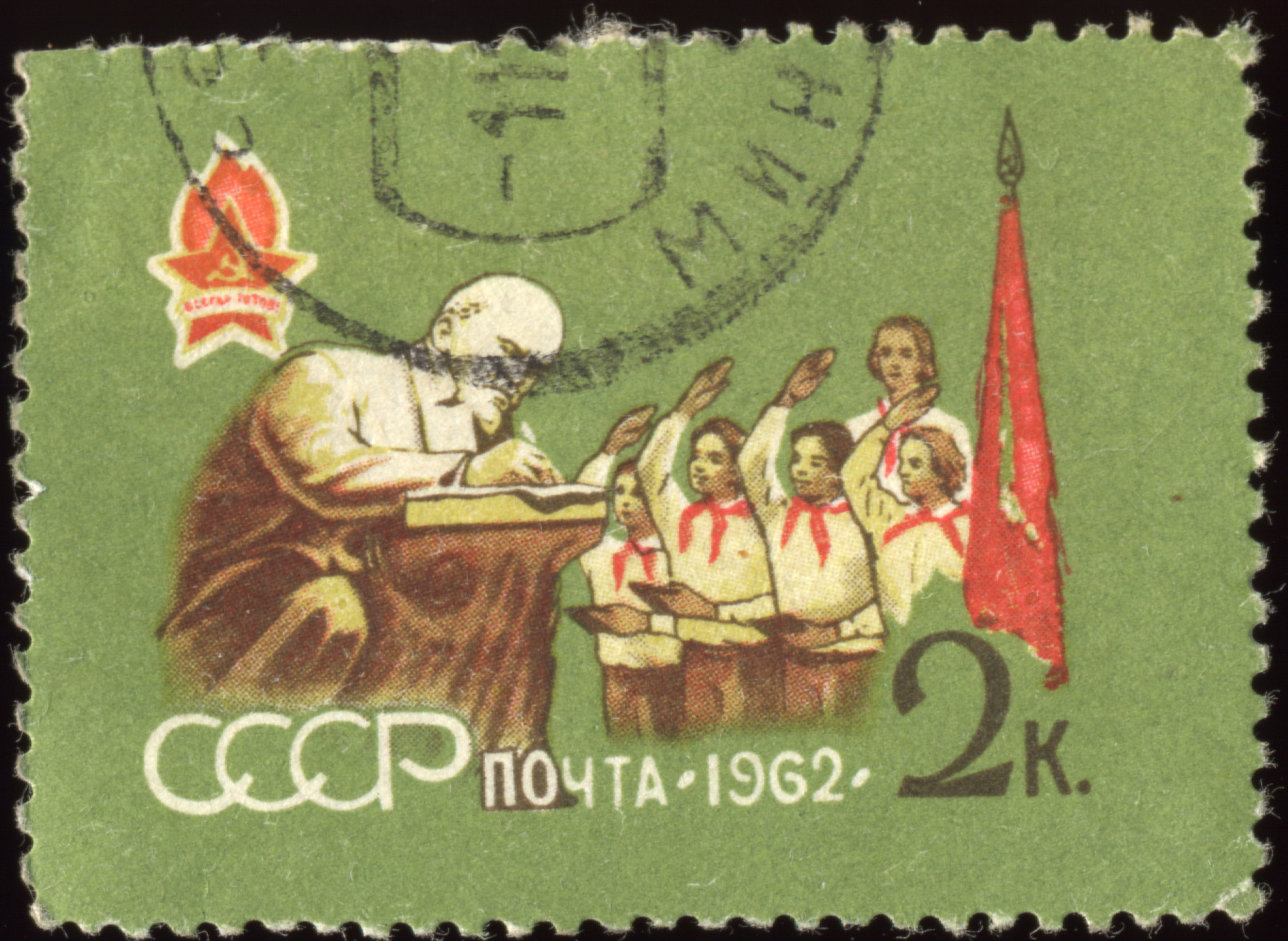
Почтовая марка, приуроченная к 40-летию пионерии
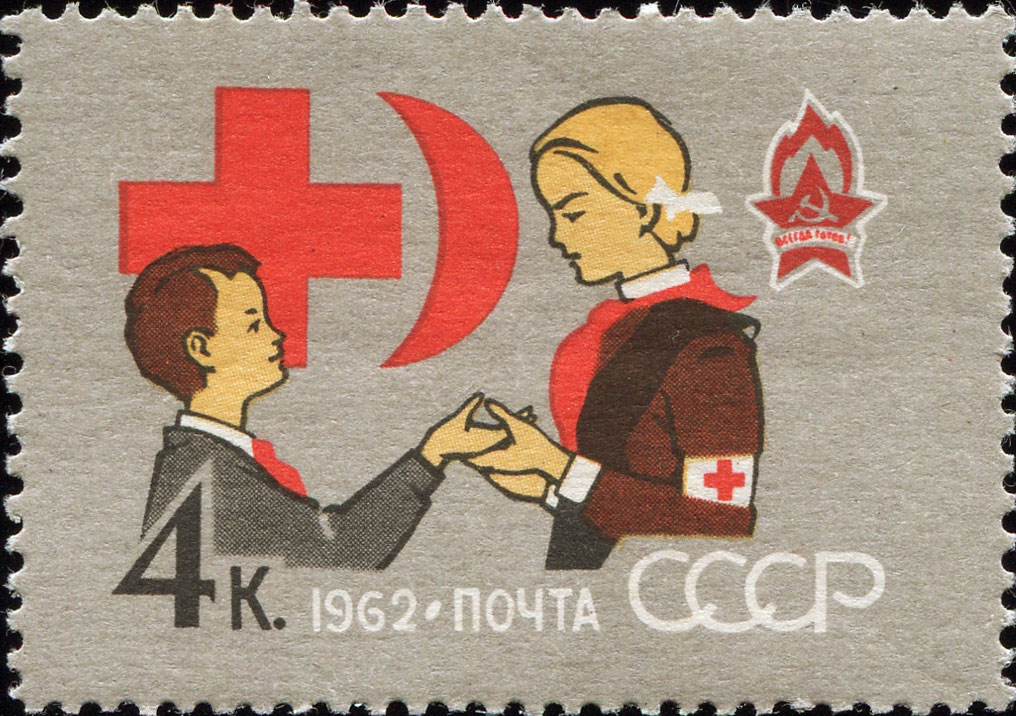
То же самое
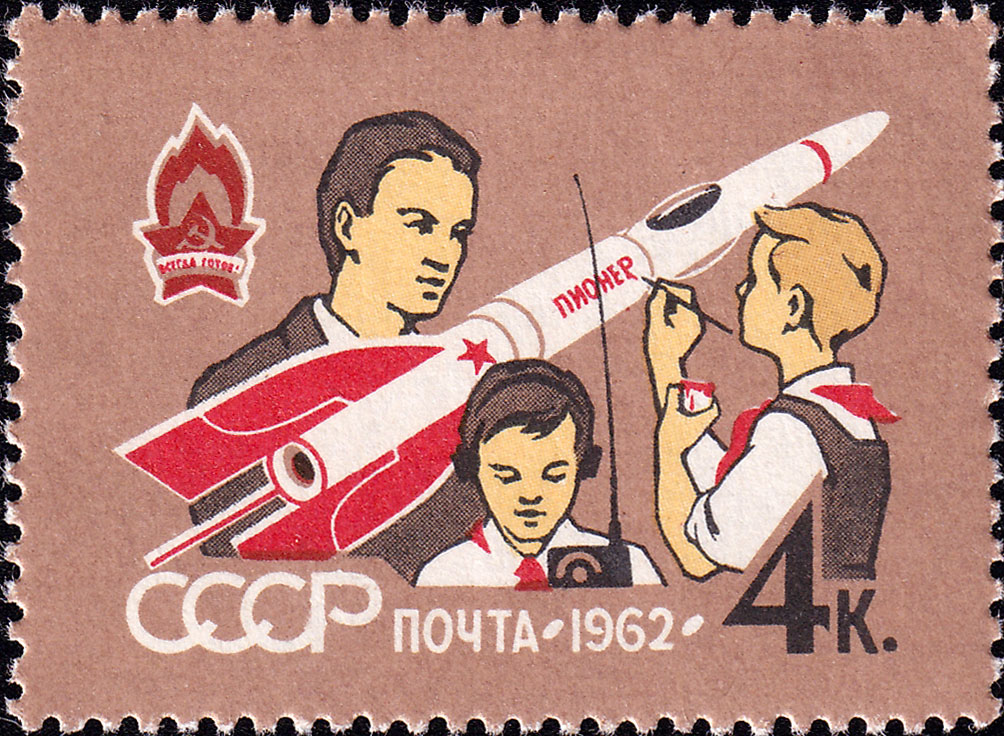
То же самое
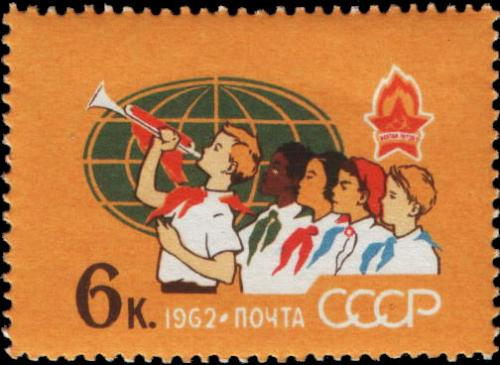
Почтовая марка СССР к 40-летию Пионерии

Почтовые марки 1970-х и 1980-х годов
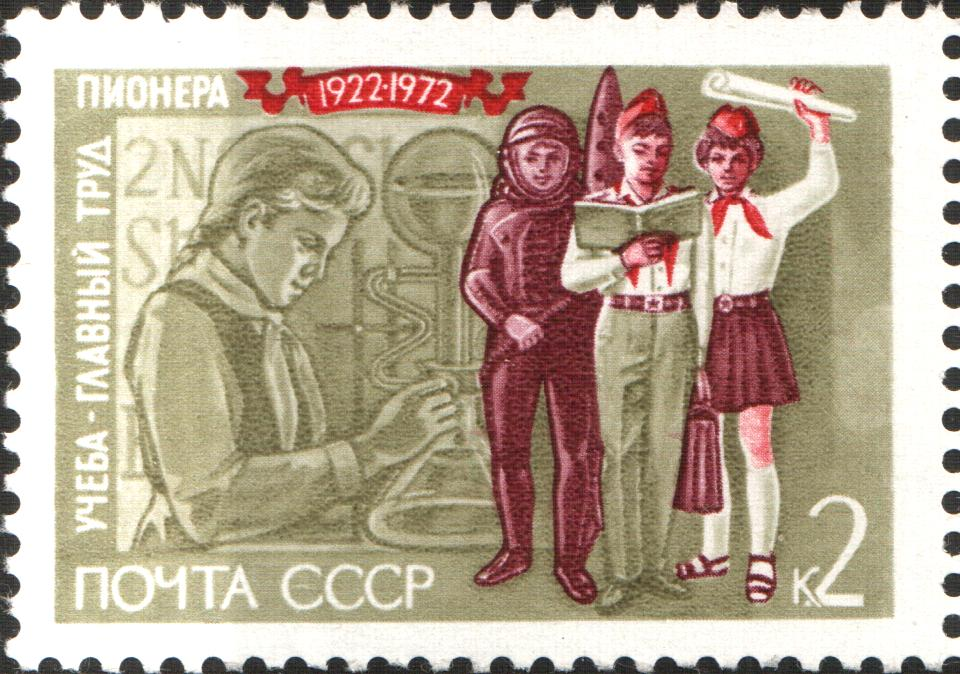
Почтовая марка СССР к 50-летию Пионерии
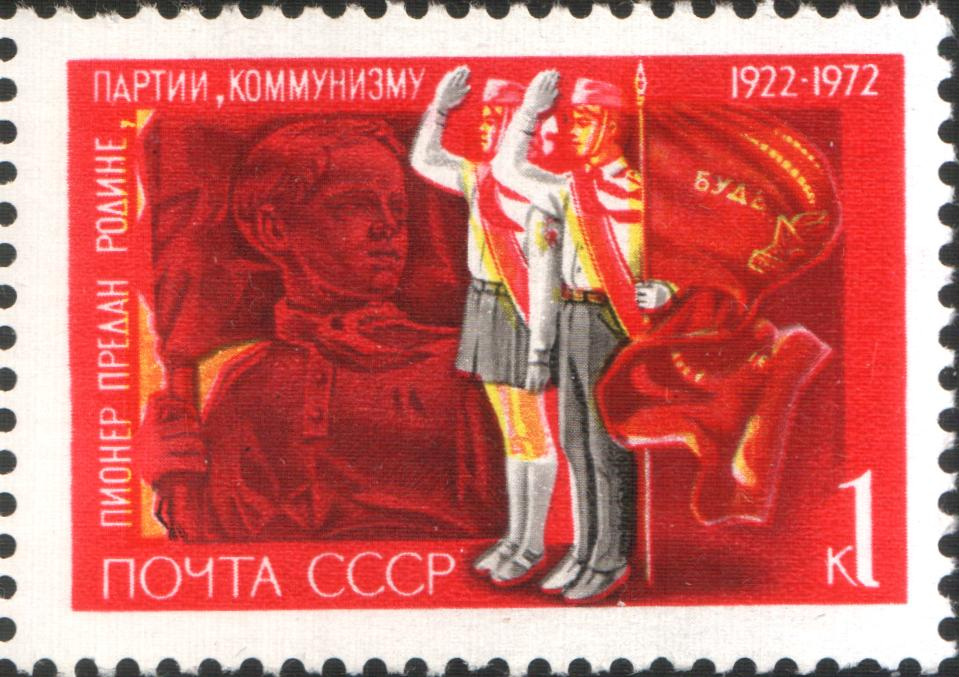
Почтовая марка СССР к 50-летию Пионерии
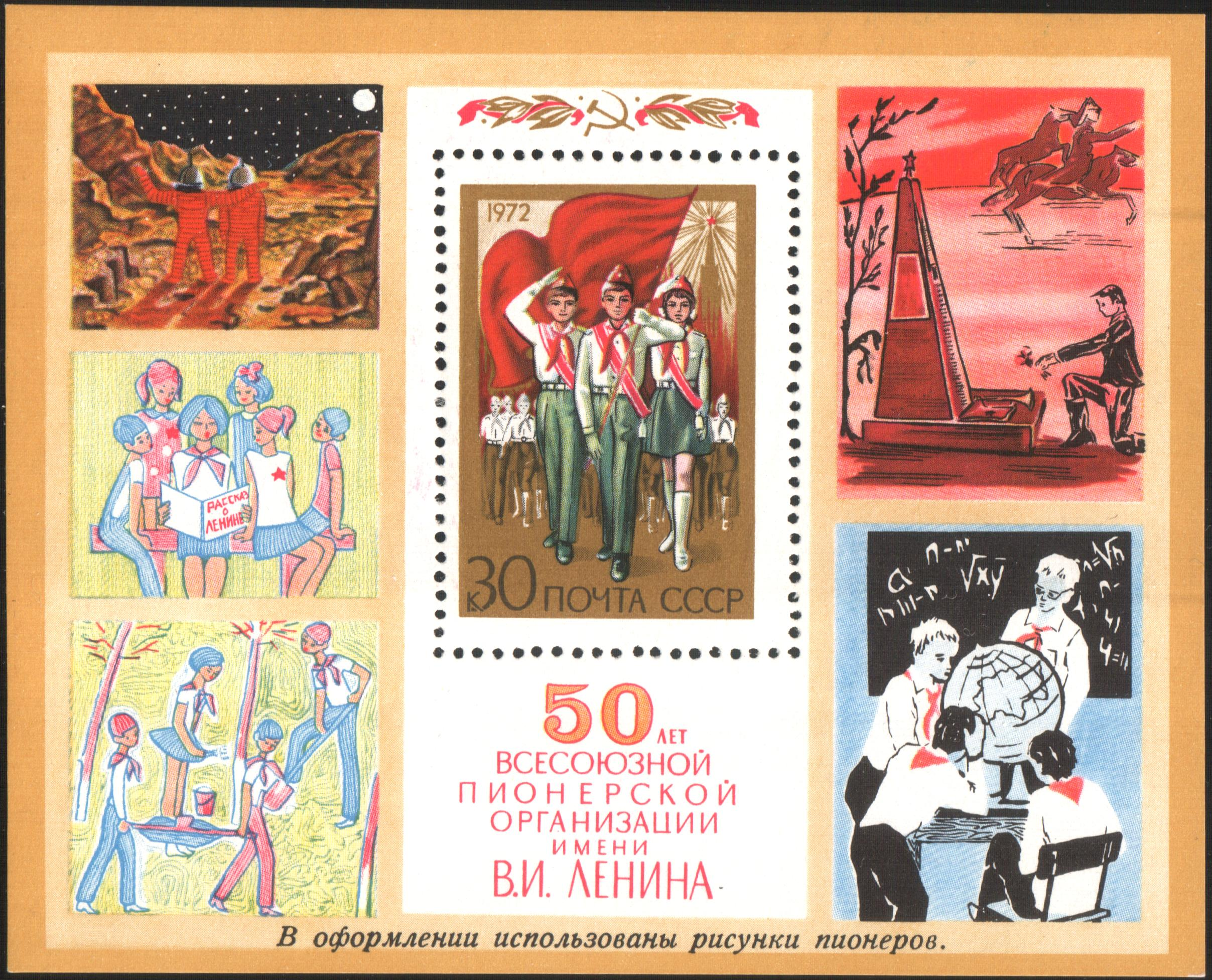
Рисунки пионеров, изображающие их деятельность — на полях почтового блока СССР 1972 года, посвящённого 50-летию организации (ЦФА [АО «Марка»] № 4124)
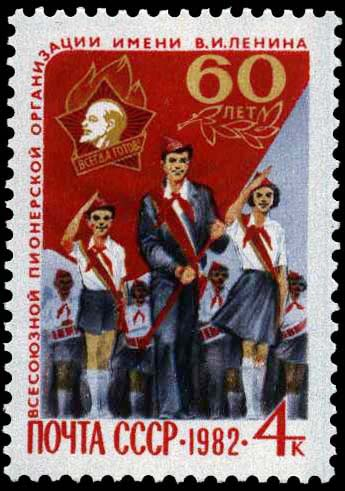
Почтовая марка СССР, «Пионерская дружина»: знаменосец, почётный караул, барабанщики
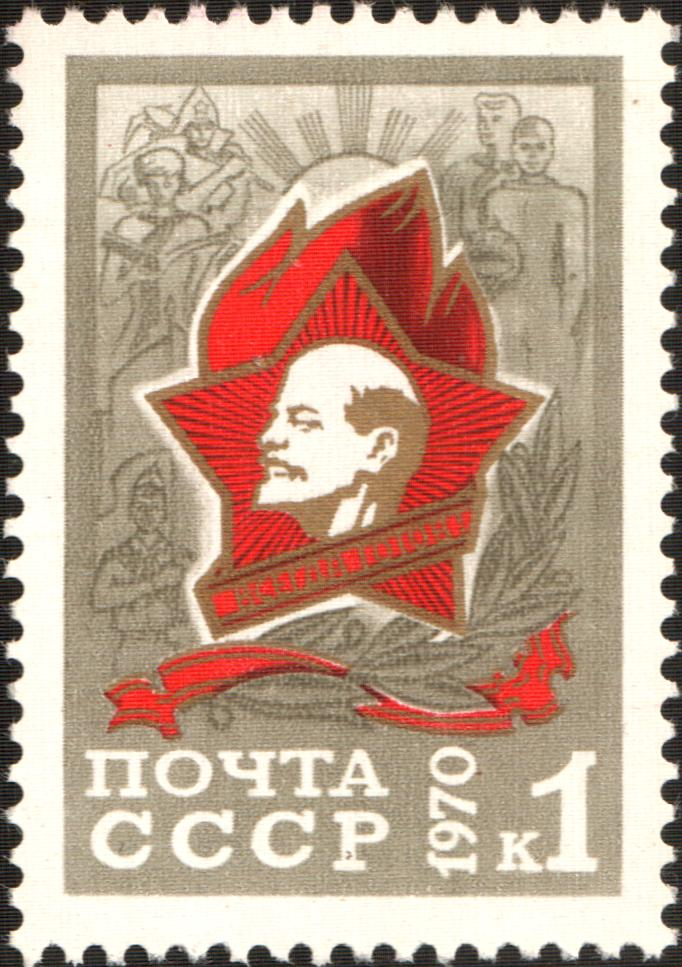
Ленин и пионерия
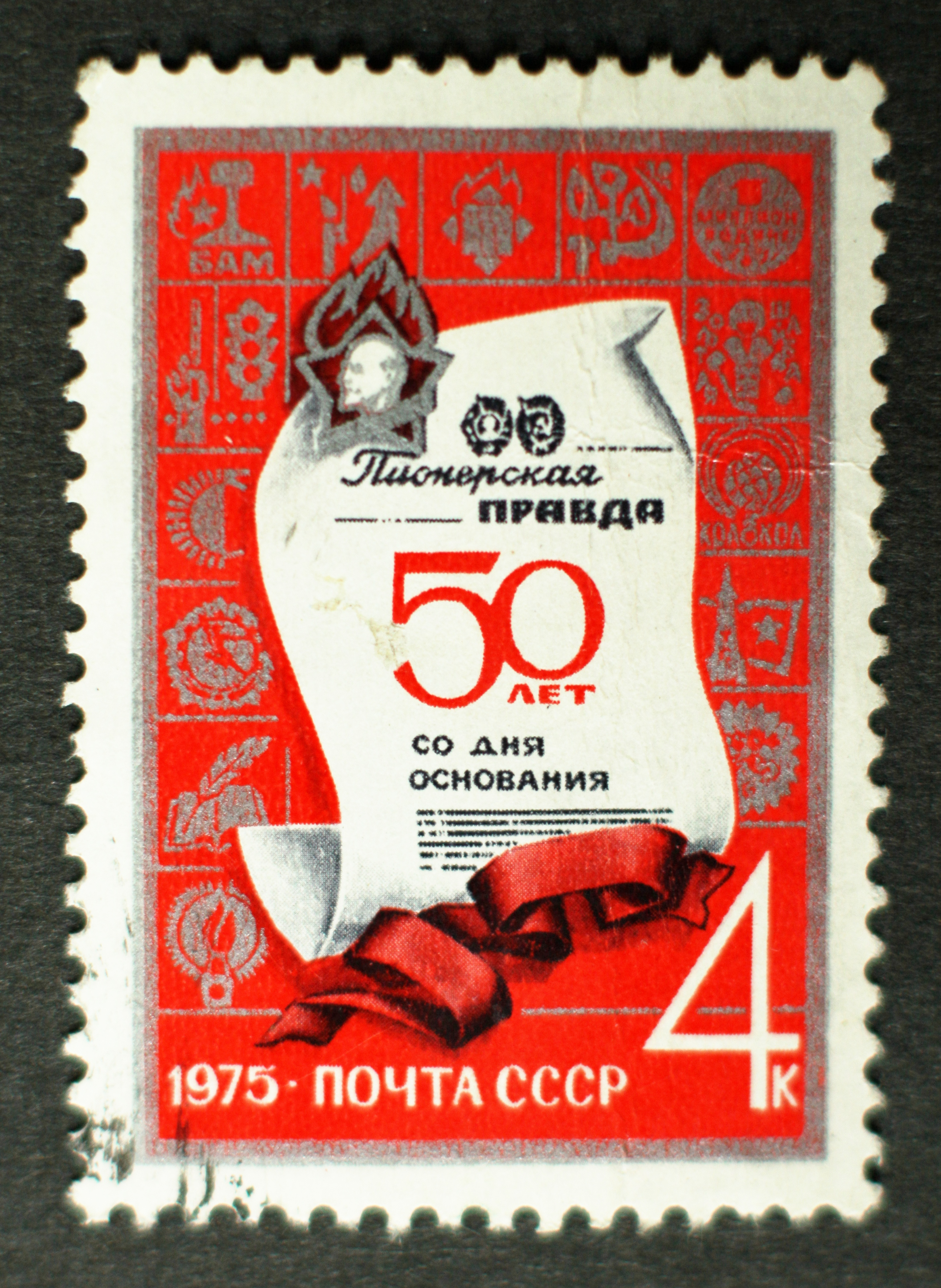
1975 год: 50 лет «Пионерской правды»
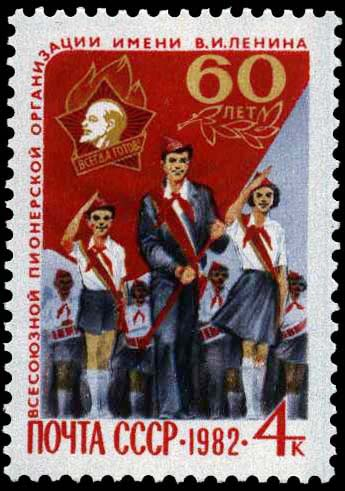
60 лет пионерии
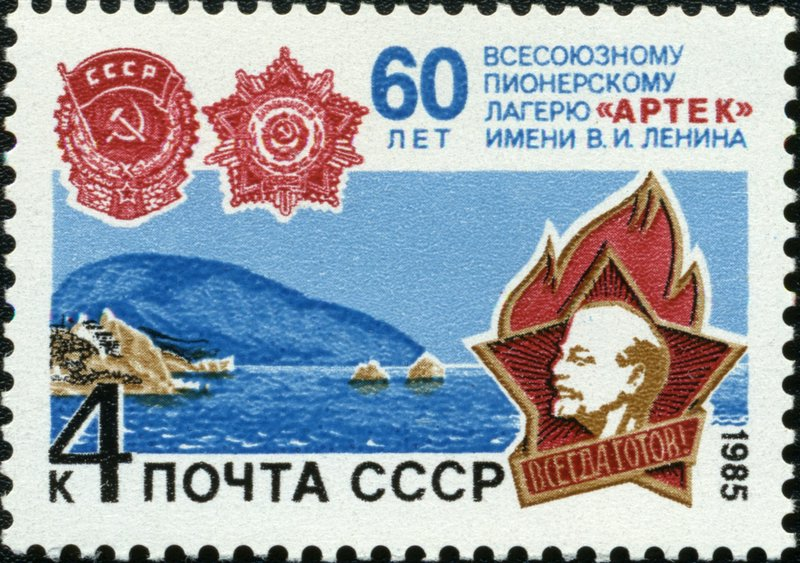
1985 год: 60 лет Всесоюзному пионерскому лагерю «Артек»

Почтовая марка России, посвящённая 100-летию пионерии
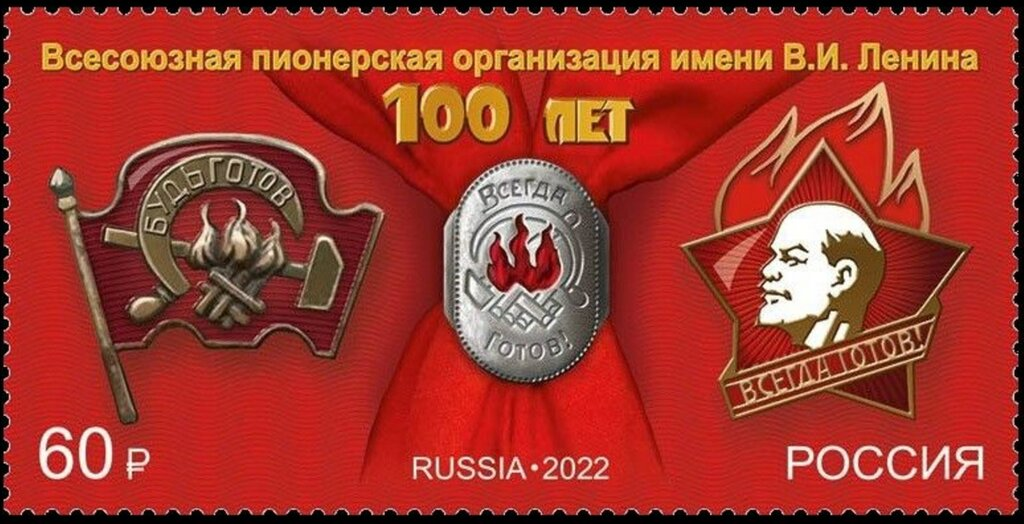
100 лет пионерии

## Критика
Писатель Владислав Крапивин считает, что если изначально пионерские отряды были добровольными объединениями, то, попав под власть школы, организация лишилась абсолютно всех элементов добровольности, перестала быть организацией как таковой.
Ростки всякой ребячьей демократии были старательно выполоты, как сорняки с морковных грядок. Всё было подчинено строгому школьному регламенту. Класс — отряд. Звенья в классе (не всегда, но часто) — по рядам парт. Если Марь-Иванна пересаживала вертлявого Петьку Иванова с одного ряда на другой, он автоматически переходил в иное звено. («Что значит привык к тем ребятам?! Сначала привыкни вести себя как следует, а потом рассуждай!»). Были времена, когда командиры отрядов («председатели совета») назначались учителем. А если и выбирались, то, как правило, под нажимом того же классного руководителя.

Выяснялось, что главная задача пионера всё та же: «Учиться, учиться, и учиться…» (а зачем тогда галстук?) Сборы похожи на дополнительные уроки и классные часы («Петров, тебя зачем принимали в пионеры? Чтобы ты чесал языком с соседом, когда твои товарищи по кл… по отряду готовятся к мероприятию? Сейчас пойдёшь в коридор!.. Итак, начинаем сбор. Атрибутику к доске!.. Горнист и барабанщик — к доске, я сказала! Давайте сигнал к открытию сбора! Да не так громко, в соседнем классе урок…»).

## Роспуск
В период перестройки и либеральных реформ по инициативе председателя Центрального Совета Всесоюзной пионерской организации имени Ленина Игоря Никитина, главного идеолога коренной перестройки деятельности пионерской организации в сторону её демократизации, с целью выведения её из под крыла комсомола. 1 октября 1990 года на 10-м Всесоюзном пионерском слёте в Артеке делегатами было принято решение о преобразовании единой пионерской организации в «Союз пионерских организаций — Федерацию детских организаций» (СПО-ФДО), председателем которого на слёте была избрана его заместитель Елена Чепурных, однако пионерская организация не имела самостоятельной юридической формы, Центральный Совет имел только рекомендательные функции, и на основании Положения о Всесоюзной пионерской организации имени В. И. Ленина находилась и действовала в составе ЦК ВЛКСМ, который так и не утвердил решение о реорганизации.
27—28 сентября 1991 года после запрета КПСС в Москве в гостинице «Орлёнок» под председательством первого секретаря ЦК ВЛКСМ Владимира Зюкина, второго секретаря ЦК ВЛКСМ Вячеслава Копьева прошёл XXII чрезвычайный съезд ВЛКСМ, объявивший историческую роль ВЛКСМ исчерпанной, распустив на съезде комсомольскую всесоюзную организацию, вместе с тем официально прекратив и существование Всесоюзной пионерской организации имени Ленина.
После распада СССР и самороспуска ВЛКСМ имущество организации было изъято, часть здания Центрального Совета в Москве по адресу Новая площадь дом 8 перешло в собственность «СПО-ФДО», в регионах Дворцы пионеров были перепрофилированы в «Дома детского и юношеского творчества», перейдя в собственность муниципалитетов, подавляющее большинство пионерских лагерей перепрофилированы в частные турбазы и пансионаты, часть — в детские оздоровительные лагеря (не связанные с политикой и идеологией), большая их часть находящихся далеко от населённых пунктов, заброшены в лесах бывших союзных республик.

## Преемники

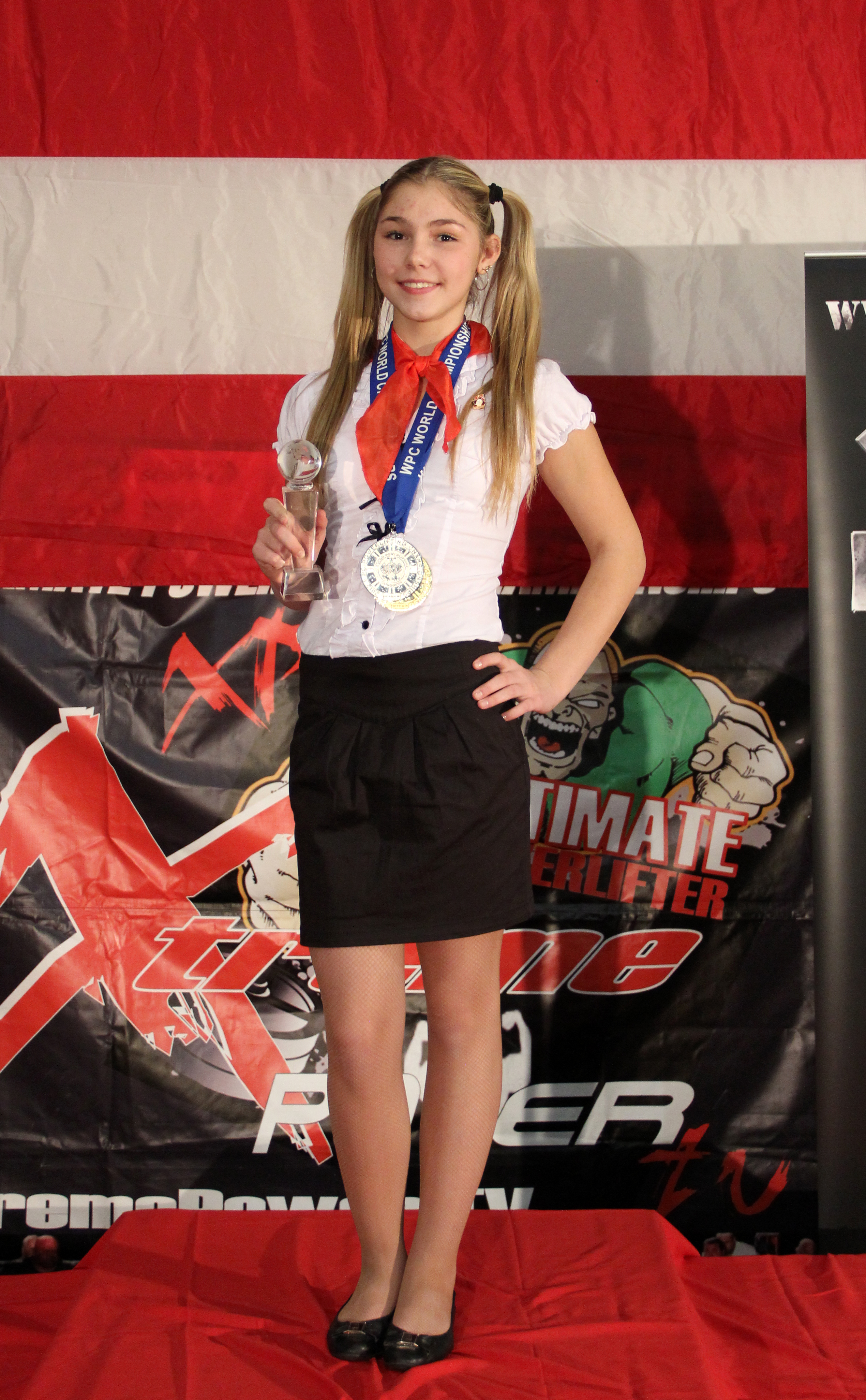
Марьяна Наумова в форме, стилизованной под «пионерскую». Награждение на чемпионате мира по жиму штанги лёжа, Лас-Вегас, США, 2012 год

Официальных правопреемников организация не имеет. В бывших союзных республиках пионерская организация не имеет поддержки государства и не носит массовый и всеохватывающий характер.
Указом президента РБ Лукашенко восстановлена деятельность пионерской организации на государственном уровне, изменив символику и название «Белорусская республиканская пионерская организация» (БРПО) при Белорусском республиканском союзе молодёжи. Цвет пионерского галстука — красно-зелёный (цвет государственного флага Белоруссии).
11 июля 1992 года под председательством бывшего зампредседателя Центрального совета Всесоюзной пионерской организации имени Ленина Елены Чепурных в Артеке прошёл XI слёт «Союза пионерских организаций — Федерации детских организаций СССР» (СПО-ФДО). Провозгласив отказ от политического и партийного влияния, став добровольным объединением детских организаций, организация была официально зарегистрирована в Минюсте РФ.

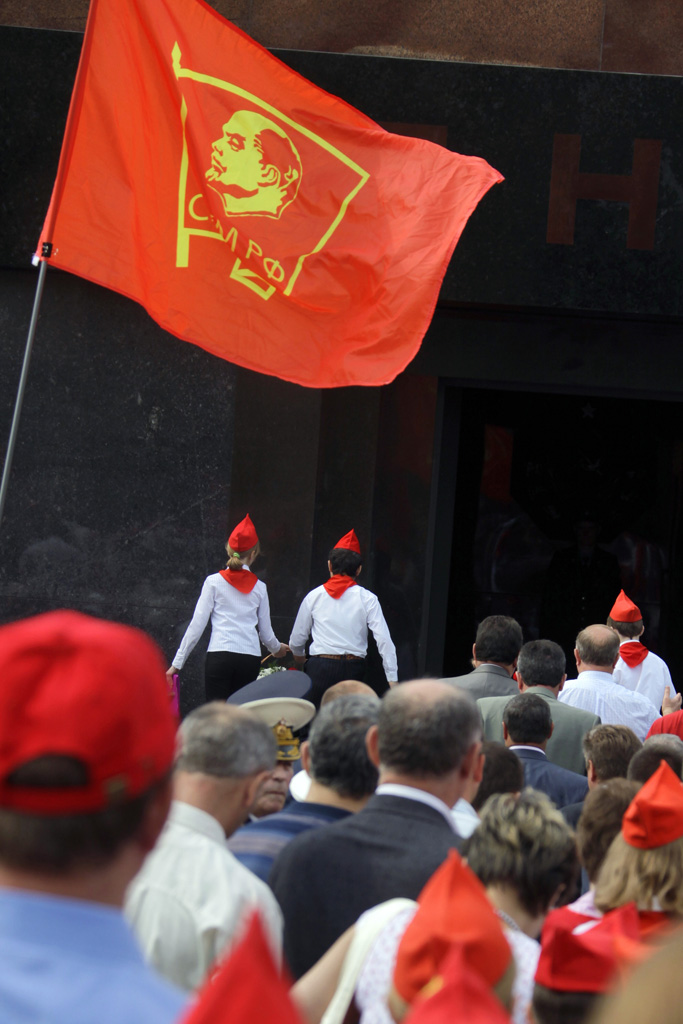
Приём в пионеры у мавзолея Ленина, 2010 год. На первом плане — флаг СКМ (Союз коммунистической молодежи)

С 1992 года в РФ происходит процесс возрождения и объединения пионерских организаций, работающих как в системе СПО-ФДО, так и самостоятельно или в составе других детских объединений. В августе 1997 года в Ялте прошёл Первый сбор пионерских организаций СНГ, давший мощный толчок в объединительном движении пионерских организаций РФ, Украины и РБ. На 2020 год проведено 10 таких сборов в городах РФ и РБ.
C 1998 года по настоящее время по инициативе и поддержке КПРФ ежегодно в День пионерии на Красной площади в Москве проводят торжественную линейку, на которой присутствуют тысячи детей, но к настоящему пионерскому движению эти линейки отношения не имеют. В большинстве случаев продолжения пионерской работы у детей не бывает.
В октябре 2010 года президент РФ Медведев высказался, что он — не против возрождения пионерского и комсомольского движения в РФ, но на уровне общественной организации, без идеологической её составляющей и без участия государства.
29 октября 2015 года указом № 536 президента РФ Путина в целях совершенствования государственной политики в области воспитания подрастающего поколения при Росмолодёжи создано «Российское движение школьников», которое использует организационную форму пионерского движения, членство в которой с 8-и лет является добровольным. Проект, получивший такое название, изначально был разработан группой комсомольских работников советского времени и назывался «Всероссийской пионерской организацией имени Ю. А. Гагарина». Он имел целью объединение и усиление деятельности существующего в РФ пионерского движения. Но несмотря на это пионерские организации в РФ продолжают свою работу.
14 июля 2022 года президент РФ Путин подписал федеральный закон № 261-ФЗ «О российском движении детей и молодёжи». В декабре 2022 года движение получило название «Движение первых». В новое движение вошли «Российское движение школьников» и другие крупные детские объединения РФ.